# Vincent van Gogh
Vous lisez un « article de qualité » labellisé en 2011.
« Van Gogh » redirige ici. Pour les autres significations, voir Van Gogh (homonymie).
Vincent van Gogh (prononcé en néerlandais : /ˈvɪnsɛnt vɑŋ ˈɣɔx/), né le 30 mars 1853 à Groot-Zundert, aux Pays-Bas, et mort le 29 juillet 1890 à Auvers-sur-Oise, en France, à l’âge de 37 ans, est un peintre et dessinateur néerlandais. Son œuvre pleine de naturalisme, inspirée par l'impressionnisme et le pointillisme, annonce le fauvisme et l'expressionnisme.
Van Gogh grandit au sein d'une famille de l'ancienne bourgeoisie. Il tente d'abord de faire carrière comme marchand d'art chez Goupil & Cie. Cependant, refusant de voir l'art comme une marchandise, il est licencié. Il aspire alors à devenir pasteur, mais il échoue aux examens de théologie. À l'approche de 1880, il se tourne vers la peinture. Pendant ces années, il quitte les Pays-Bas pour la Belgique, puis s'établit en France. Vincent explore la peinture et le dessin à la fois en autodidacte et en suivant des cours. Passionné, il ne cesse d'enrichir sa culture picturale : il analyse le travail des peintres de l'époque, il visite les musées et les galeries d'art, il échange des idées avec ses amis peintres, il étudie notamment les estampes japonaises, les gravures anglaises, etc. Sa peinture reflète ses recherches et l'étendue de ses connaissances artistiques. Toutefois, sa vie est parsemée de crises qui révèlent son instabilité mentale. L'une d'elles provoque son suicide, à l'âge de 37 ans.
L'abondante correspondance de Van Gogh permet de mieux le comprendre. Elle est constituée de plus de 800 lettres écrites à sa famille et à ses amis, dont 652 envoyées à son frère « Theo », avec qui il entretient une relation soutenue aussi bien sur le plan personnel que professionnel.
L'œuvre de Van Gogh est composé de plus de 2 000 toiles et dessins datant principalement des années 1880. Il fait écho au milieu artistique européen de la fin du XIXe siècle. Van Gogh est influencé par ses amis peintres, notamment Anthon van Rappard, Émile Bernard et Paul Gauguin. Il échange aussi des points de vue avec son frère Theo, un marchand d'art connu. Il admire Jean-François Millet, Rembrandt, Rubens, Frans Hals, Anton Mauve et Eugène Delacroix, tout en s'inspirant d'Hiroshige, Claude Monet, Adolphe Monticelli, Paul Cézanne, Edgar Degas et Paul Signac.
Assez méconnu dans les années 1890, Van Gogh n'a été remarqué que par un petit nombre d'auteurs et de peintres en France, aux Pays-Bas, en Belgique et au Danemark. Cependant, dans les années 1930, ses œuvres attirent 120 000 personnes à une exposition du Museum of Modern Art, à New York. Il est aujourd'hui considéré comme l'un des plus grands artistes de tous les temps.

## Biographie

### Famille

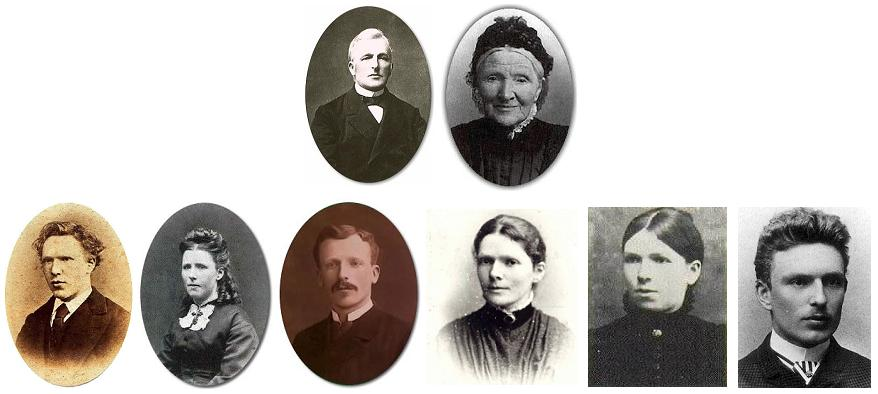
La famille de Vincent van Gogh
En haut : son père Theodorus van Gogh et sa mère Anna Cornelia van Gogh (née Carbentus)
En dessous : Vincent Willem, Anna Cornelia, Theo, Elisabetha Huberta, Willemina Jacoba et Cornelis Vincent.

La famille Van Gogh, d'ancienne bourgeoisie, est déjà notable aux XVIe et XVIIe siècles. L'état de pasteur est une tradition familiale, de même que le commerce de l'art. Le grand-père de Vincent (1789-1874) a, par exemple, suivi des cours à la faculté de théologie à l'université de Leyde jusqu'en 1811. Trois de ses fils sont devenus marchands d'art.
Vincent Willem van Gogh (prononcé en néerlandais : /ˈvɪnsɛnt ˈʋɪləm vɑŋ ˈɣɔx/) naît le 30 mars 1853 à Groot-Zundert, un village près de Bréda dans l'ouest du Brabant-Septentrional, dans le sud des Pays-Bas. Sa mère a mis au monde, un an plus tôt, jour pour jour, Vincent Willem (I), enfant mort-né, le 30 mars 1852, dont il reprendra les mêmes deux prénoms. Il est le fils aîné de Theodorus van Gogh, pasteur de l'Église réformée néerlandaise à Groot-Zundert depuis 1849, et d'Anna Cornelia, née Carbentus, fille d'un relieur de la cour du Duché de Brabant. Ses parents élèveront six enfants : Vincent, Anna Cornelia (1855-1930), Théodore (« Théo »), Elisabetha Huberta (« Liss », 1859-1936), Willemina Jacoba (« Wil » ou « Wilkie », 1862-1941) et Cornelis Vincent (« Cor », 1867-1900).
Son père Theodorus compte dix frères et sœurs. Plusieurs oncles paternels joueront un rôle déterminant dans la vie de Vincent. Hendrik Vincent van Gogh, « Hein », est marchand d'art à Bruxelles. Johannes van Gogh (de), « Jan », est amiral et reçoit Vincent chez lui à Amsterdam pendant plus d'un an. Cornelis Marinus van Gogh, « Cor », est également marchand d'art. Son parrain Vincent van Gogh, « Cent », s'est associé à la chaîne de galeries de l'éditeur d'art parisien Goupil & Cie.

### Jeunesse

#### 1853-1869
La famille de Van Gogh mène une vie modeste. L'ambiance laborieuse du foyer parental marque profondément le jeune Vincent, qui est un enfant sérieux, silencieux et pensif.
En janvier 1861, Vincent van Gogh entre à l'école de Zundert, dont l'effectif est de deux cents élèves. Il est retiré de l'école et, à la fin d'année 1861, Anna Birnie (1844-1917) est embauchée comme gouvernante pour donner des cours à Vincent et à sa sœur, Anna. Elle leur enseigne, entre autres, le dessin. Le 1er octobre 1864, il part pour l'internat de Jan Provily à Zevenbergen, une ville rattachée à la commune de Moerdijk à trente kilomètres de chez lui. Il y apprend le français, l'anglais et l'allemand. Il y réalise aussi ses premiers essais de dessin. Le 15 septembre 1866, il entre au collège Guillaume II, à Tilbourg.
Son professeur de dessin était le peintre Constant Cornelis Huijsmans au collège Willem II (en). Vincent vit difficilement cet éloignement. En mars 1868, il quitte précipitamment l'établissement et retourne chez ses parents à Zundert.

#### 1869-1878

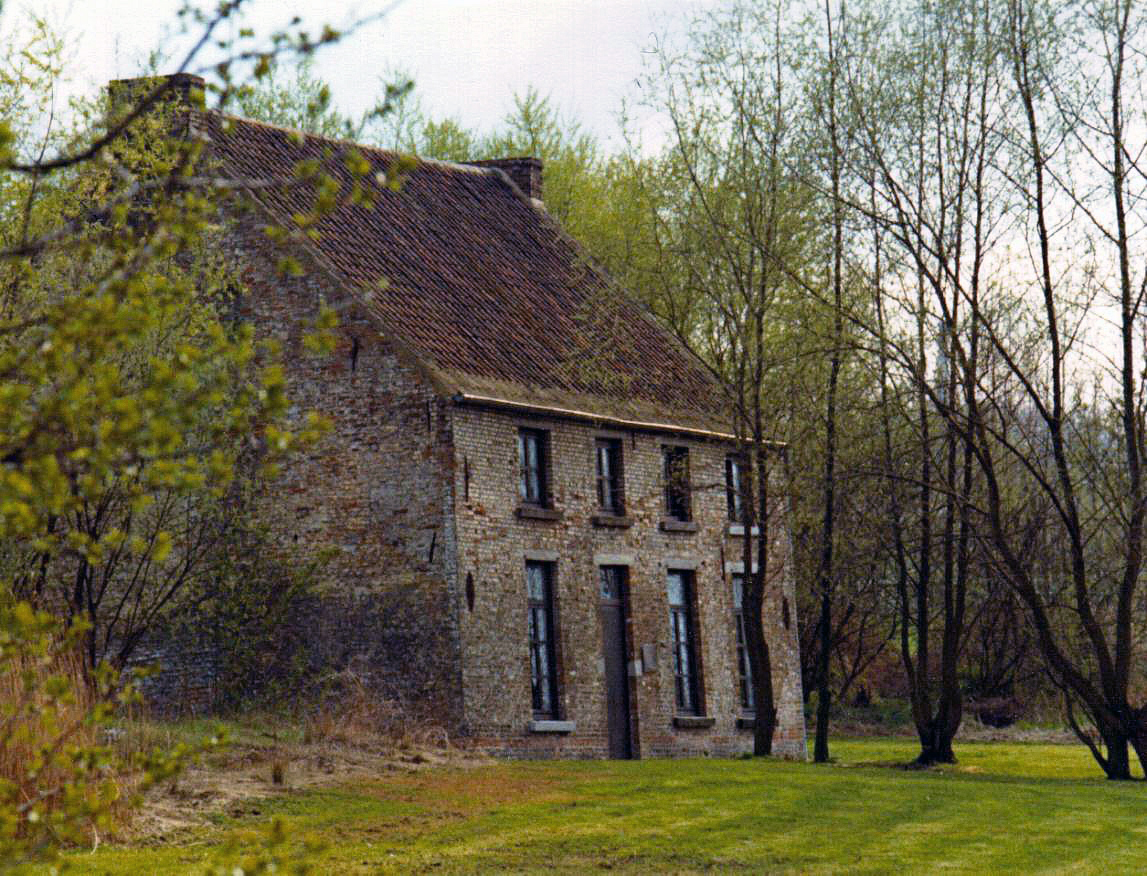
Maison dans laquelle a séjourné Vincent van Gogh à Cuesmes (Belgique), en 1878.

Le 30 juillet 1869, à l'âge de 16 ans, Vincent quitte la maison familiale pour devenir apprenti chez Goupil & Cie à La Haye, filiale fondée par son oncle Hein. Cette firme internationale qui vend des tableaux, des dessins et des reproductions, est alors dirigée par Hermanus Tersteeg, pour qui l'artiste avait un grand respect. En 1871, son père est muté à Helvoirt. Vincent y passe ses vacances en 1872, avant de rendre visite à Theo, à Bruxelles.
Après sa formation en apprentissage, il est engagé chez Goupil & Cie. En juin 1873, Adolphe Goupil l'envoie dans la succursale de Londres avec l'accord de son oncle Cent. Selon la future femme de Theo, Johanna Bonger dite « Jo », c'est la période la plus heureuse de sa vie. Il réussit et, à 20 ans, il gagne plus que son père. Il tombe amoureux d'Eugénie Loyer, la fille de sa logeuse à Brixton, mais lorsqu'il lui révèle ses sentiments, elle lui avoue qu'elle s'est déjà secrètement fiancée avec le locataire précédent. Van Gogh s'isole de plus en plus. À la même époque, il développe un fervent intérêt pour la religion. Son zèle religieux prend des proportions qui inquiètent sa famille. Le 12 novembre 1873, Theo est muté à la succursale de La Haye par son oncle Cent.
Son père et son oncle envoient Vincent à Paris à la mi-mai 1875, au siège principal de Goupil & Cie au 9 rue Chaptal. Choqué de voir l'art traité comme un produit et une marchandise, il en parle à certains clients, ce qui provoque son licenciement le 1er avril 1876,. Entre-temps, la famille Van Gogh a déménagé à Etten, village du Brabant-Septentrional.
Van Gogh se sent alors une vocation spirituelle et religieuse. Il retourne en Angleterre où, pendant quelque temps, il travaille bénévolement, d'abord comme professeur suppléant dans un petit internat donnant sur le port de Ramsgate, où il est engagé. Il dessine quelques croquis de la ville. À son frère Theo, il écrit, : « À Londres, je me suis souvent arrêté pour dessiner sur les rives de la Tamise en revenant de Southampton Street le soir, et cela n'aboutissait à rien ; il aurait fallu que quelqu'un m'explique la perspective. » Comme l'école doit par la suite déménager à Isleworth dans le Middlesex, Van Gogh décide de s'y rendre. Mais le déménagement n'a finalement pas lieu. Il reste sur place, devient un fervent animateur méthodiste et veut « prêcher l'Évangile partout ». À la fin d'octobre 1876, il prononce son premier sermon à la Wesleyan Methodist Church à Richmond. En novembre, il est engagé comme assistant à la Congregational Church de Turnham Green.
À Noël 1876, il retourne chez ses parents. Sa famille l'incite alors à travailler dans une librairie de Dordrecht aux Pays-Bas pendant quelques mois. Toutefois, il n'y est pas heureux. Il passe la majeure partie de son temps dans l'arrière-boutique du magasin à dessiner ou à traduire des passages de la Bible en anglais, en français et en allemand. Ses lettres comportent de plus en plus de textes religieux. Son compagnon de chambre de l'époque, un jeune professeur appelé Görlitz, expliquera plus tard que Van Gogh se nourrit avec parcimonie : « Il ne mangeait pas de viande, juste un petit morceau le dimanche, et seulement après que notre propriétaire eut longuement insisté. Quatre pommes de terre avec un soupçon de sauce et une bouchée de légumes constituaient son dîner. »
Le soutenant dans son désir de devenir pasteur, sa famille l'envoie en mai 1877 à Amsterdam, où il séjourne chez son oncle Jan, qui est amiral. Vincent se prépare pour l'université et étudie la théologie avec son oncle Johannes Stricker, théologien respecté. Il échoue à ses examens. Il quitte alors le domicile de son oncle Jan, en juillet 1878, pour retourner à la maison familiale à Etten. Il suit des cours pendant trois mois à l'école protestante de Laeken, près de Bruxelles, mais il échoue à nouveau et abandonne ses études pour devenir prédicateur laïc. Au début de décembre 1878, il obtient une mission d'évangéliste en Belgique, auprès des mineurs de charbon du Borinage, dans la région de Mons. Il y devient un prédicateur solidaire des luttes contre le patronat mais il a déjà fait son apprentissage pictural en ayant visité tous les grands musées des villes importantes qu'il a traversées quand il travaillait chez Goupil & Cie.

#### 1879-1880

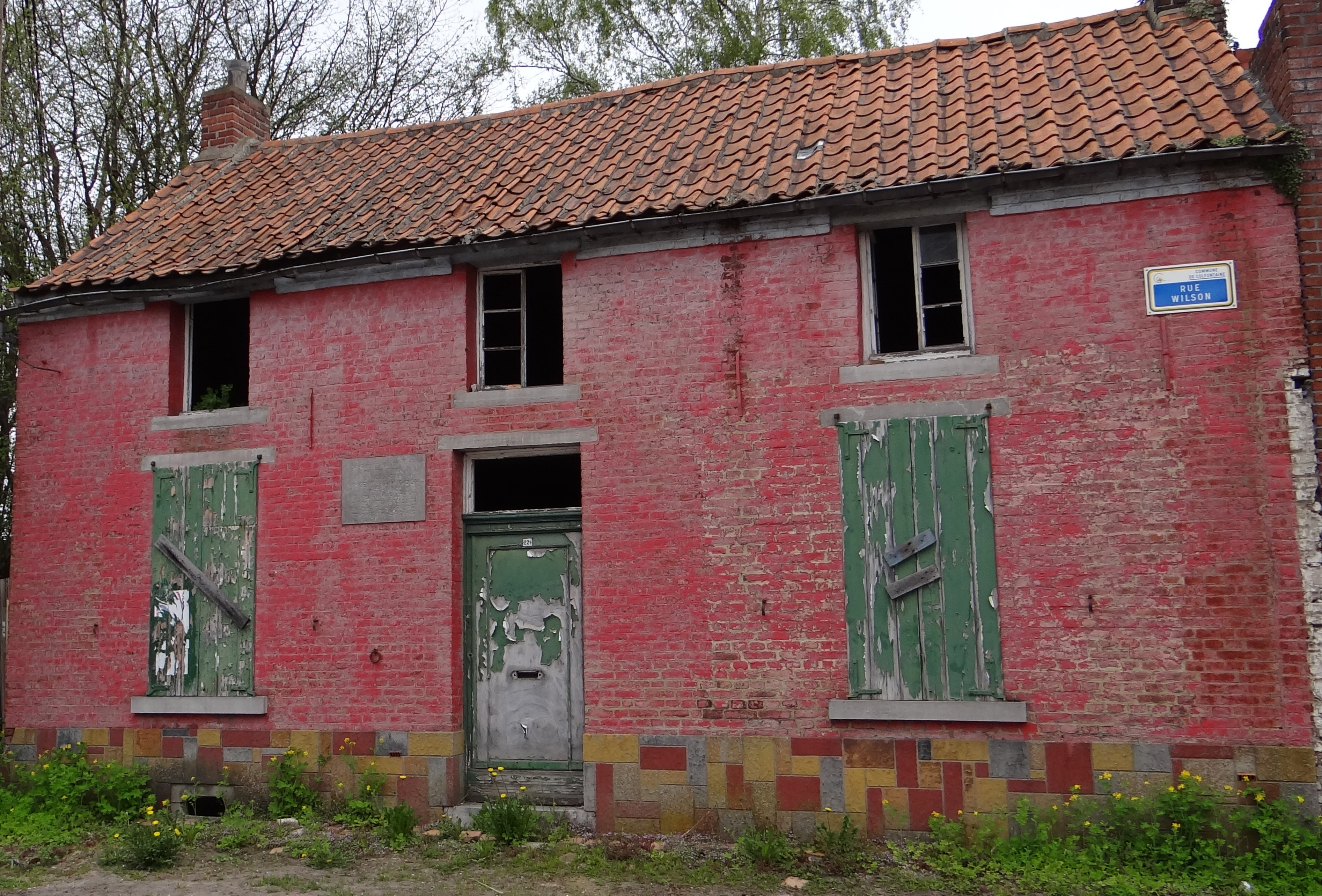
Vincent van Gogh (1878-1879), Wasmes, maison du boulanger Denis, angle rue du Petit-Wasmes et rue Wilson.

Sa traversée du Borinage en Belgique commence à Pâturages (aujourd'hui dans la commune de Colfontaine) en 1878, il arrive par la gare de Pâturages, il s'installe à la rue de l'Eglise. Il y est accueilli par un évangéliste qui l'installe chez un cultivateur à Wasmes. Très vite, il juge cette maison trop luxueuse et, en août, il part pour Cuesmes pour loger chez un autre évangéliste. Allant au bout de ses convictions, Van Gogh décide de vivre comme ceux auprès desquels il prêche, partageant leurs difficultés, jusqu'à dormir sur la paille dans une petite hutte.
Il consacre tout aux mineurs et à leur famille. Il va même jusqu'à descendre dans un puits de mine du Charbonnage de Marcasse, à 700 mètres de profondeur. Lors d'un coup de grisou, il sauve un mineur. Mais ses activités de pasteur ouvrier ne tardent pas à être désapprouvées, ce qui le choque. Accusé d'être un meneur, il est contraint d'abandonner la mission — suspendue par le comité d'évangélisation — qu'il s'était donnée. Il en garde l'image de la misère humaine qui apparaîtra dans une partie de son œuvre. Après ces évènements, il se rend à Bruxelles puis revient brièvement à Cuesmes, où il s'installe dans une maison. Mais, sous la pression de ses parents, il retourne à Etten. Il y reste désœuvré, jusqu'en mars 1880, ce qui préoccupe de plus en plus sa famille. Vincent et Theo se disputent au sujet de son avenir : ces tensions les privent de communication pendant près d'un an.
De plus, un grave conflit éclate entre Vincent et son père, ce dernier allant jusqu'à se renseigner pour faire admettre son fils à l'asile de Geel. Il s'enfuit de nouveau et se réfugie à Cuesmes, où il loge jusqu'en octobre 1880 chez un mineur. Entre-temps, Theo obtient un emploi stable chez Goupil & Cie à Paris.

### Maturité

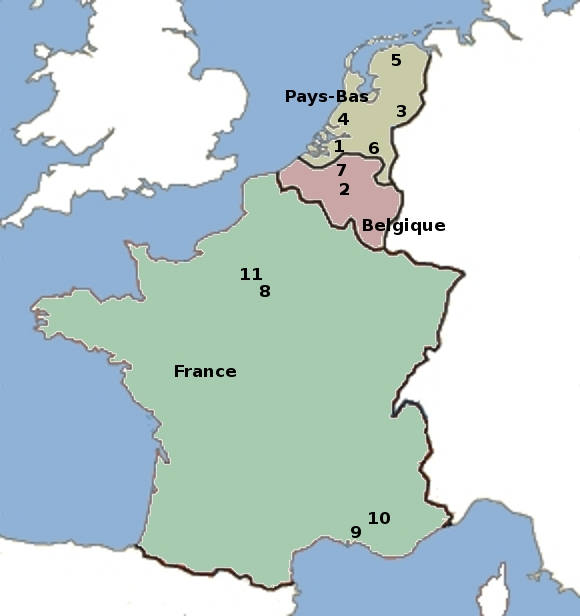
Déplacements de Van Gogh. À chaque numéro sur la carte correspond une des photographies ci-contre.

Van Gogh atteint sa maturité au moment où il commence sa carrière d'artiste. Il s'intéresse de plus en plus à ses proches et aux scènes quotidiennes qu'il commence à représenter dans des croquis à la mine de plomb, au fusain ou au crayon. En octobre 1880, il part à Bruxelles et, le 15 novembre 1880, il s'inscrit à l'Académie royale des beaux-arts sur les conseils du peintre Willem Roelofs. Il a l'occasion de travailler à l'atelier du peintre Anthon van Rappard, rue Traversière. Le 1er février 1881, Theo est nommé gérant de la succursale de Goupil & Cie sur le boulevard Montmartre ; il décide alors de subvenir aux besoins de son frère. Vincent est presque âgé de 28 ans.
Fin avril 1881, Van Gogh revient à la maison familiale et y reste jusqu'à Noël. Il consacre principalement son temps à la lecture et aux études des figures. L'été, il tombe amoureux de Kee Vos, la fille de son oncle Stricker. Malgré le refus clair de Kee, veuve toute récente, Vincent insiste, créant une atmosphère de plus en plus tendue dans sa famille.

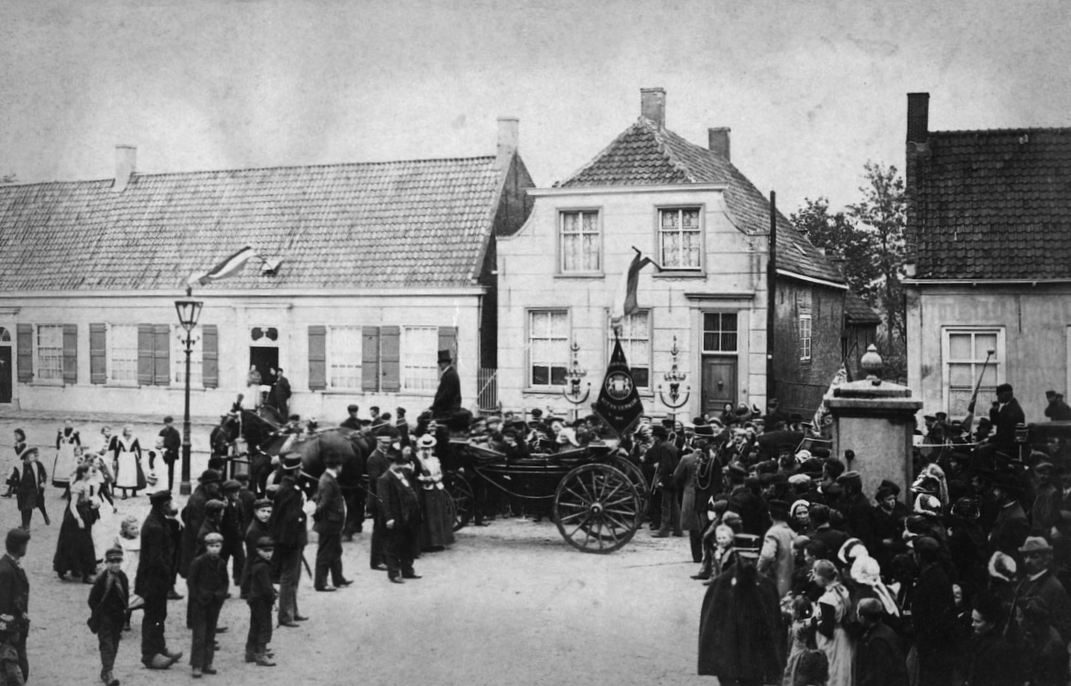
1. Groot-Zundert (Pays-Bas), le 30 mars 1853 (naissance).
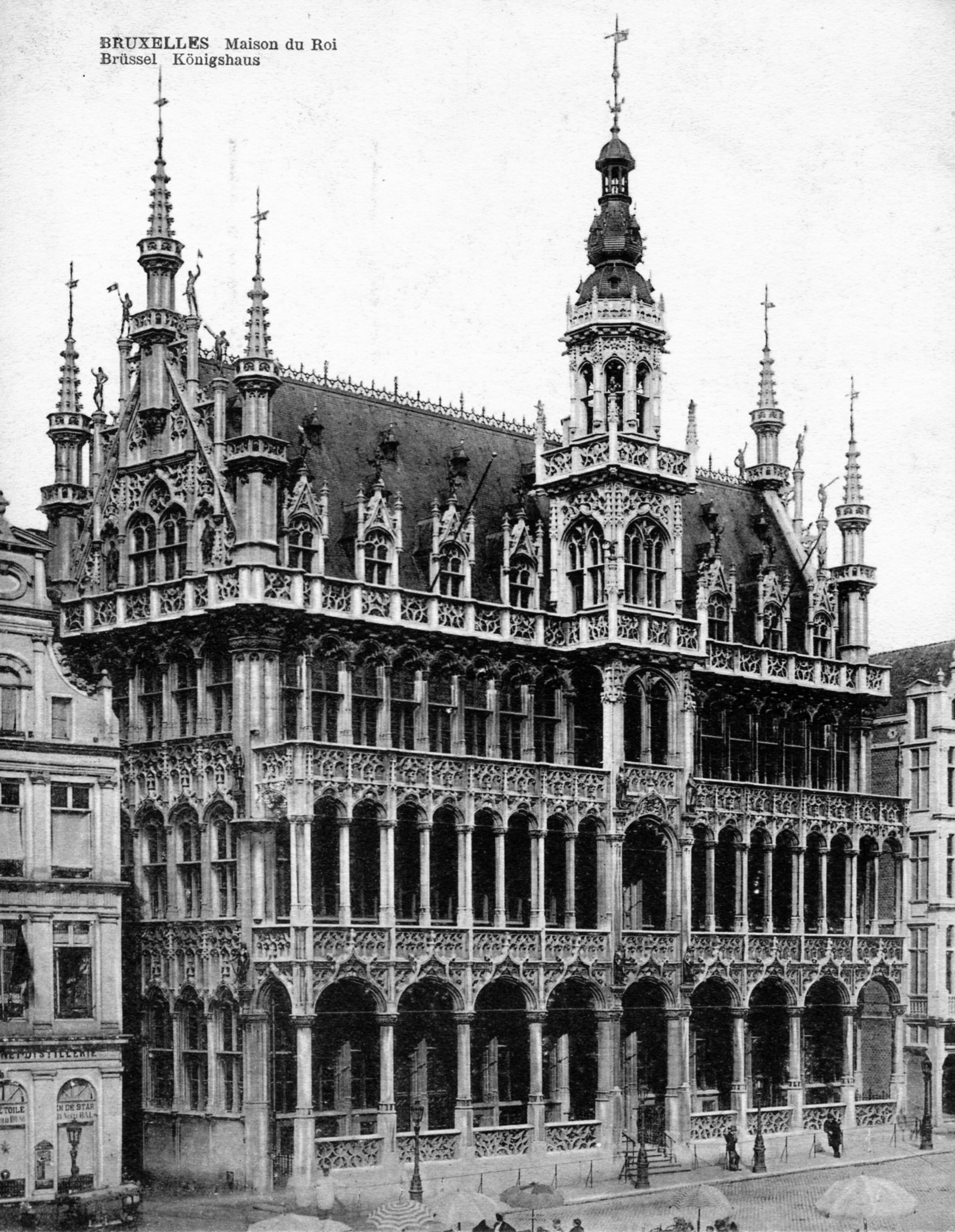
2. Bruxelles (Belgique), d'octobre 1880 à avril 1881.
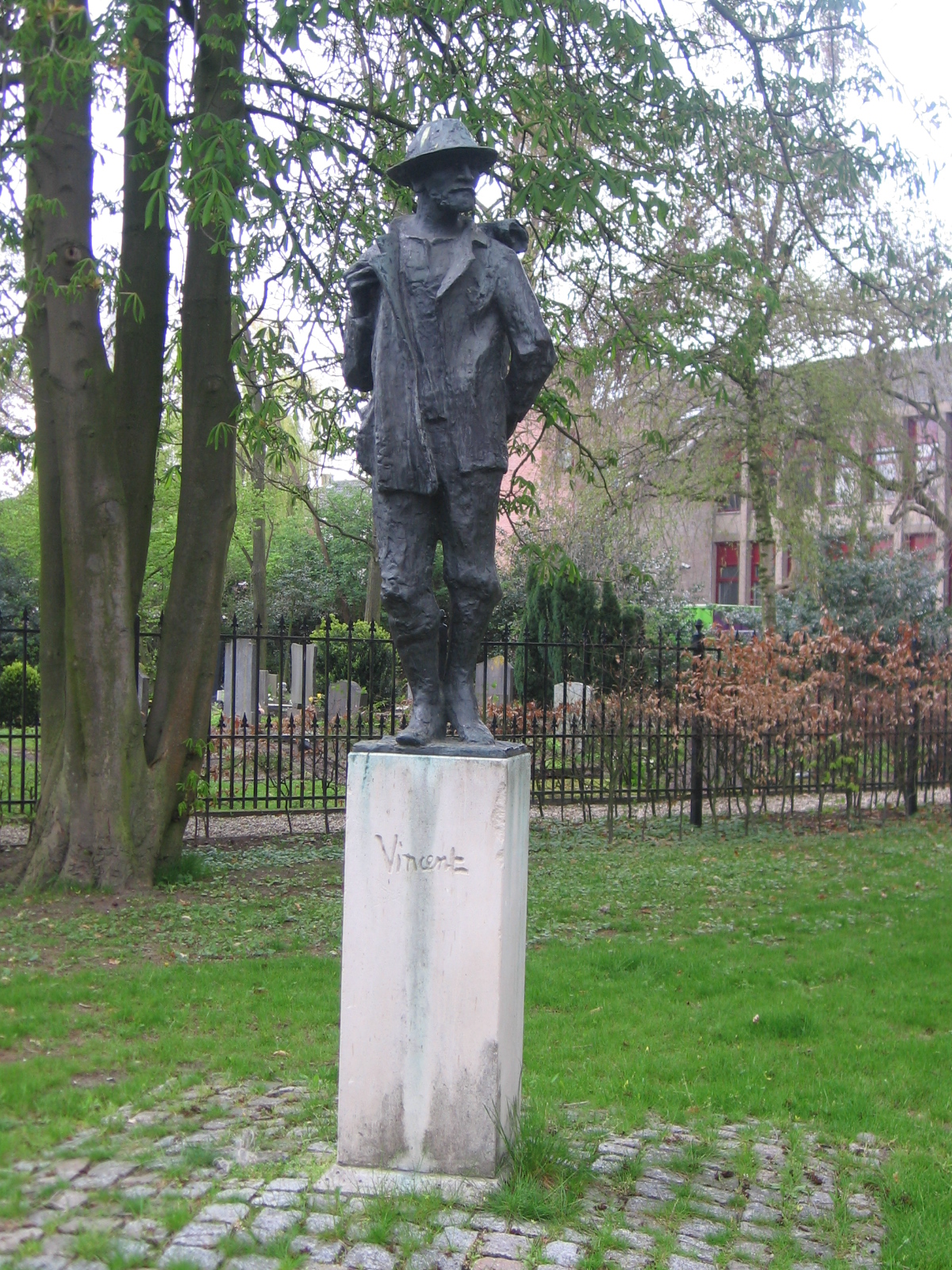
3. Etten (Pays-Bas), d'avril 1881 à décembre 1881.
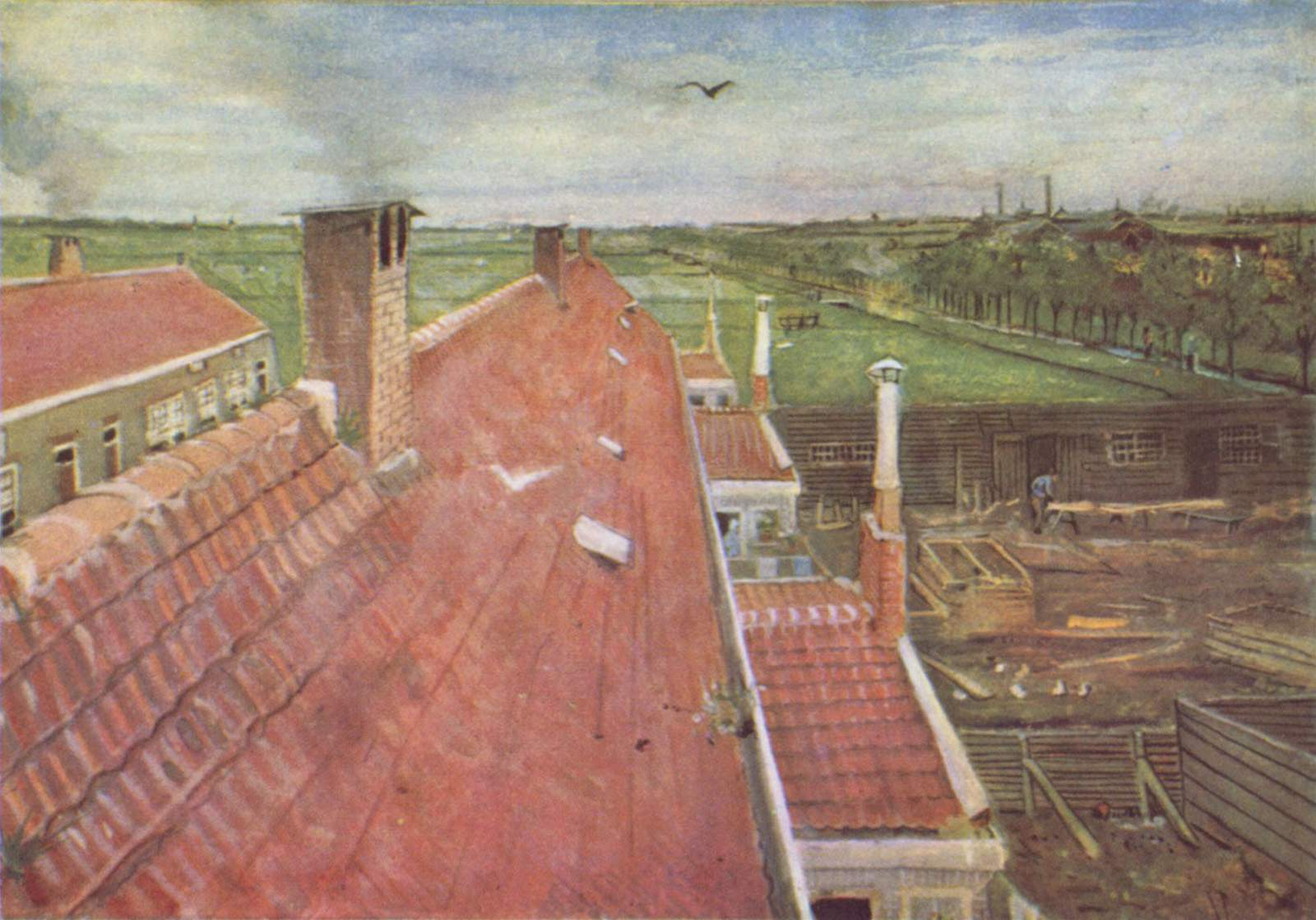
4. La Haye (Pays-Bas), de décembre 1881 à septembre 1883.
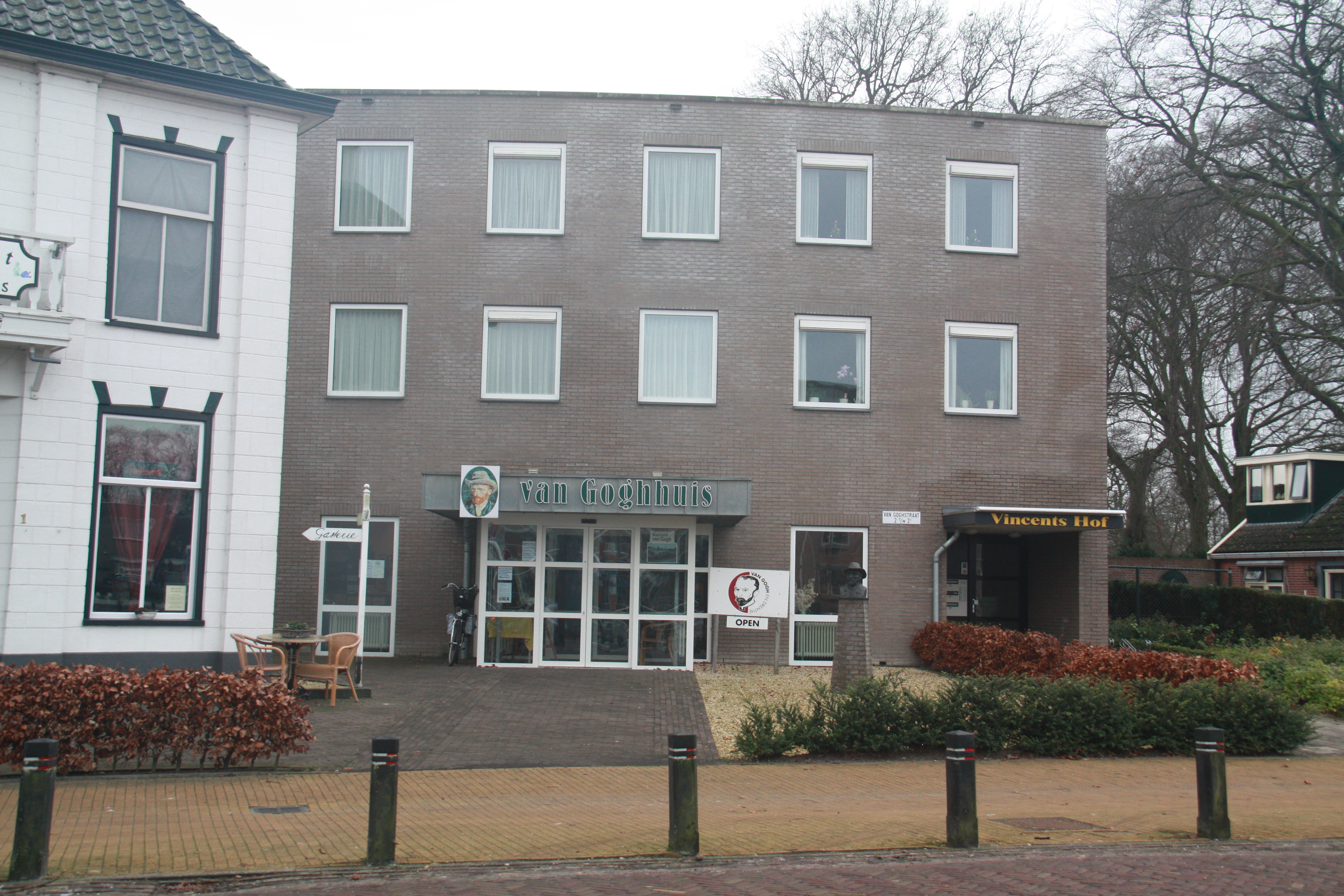
5. Drenthe (Pays-Bas), de septembre 1883 à décembre 1883.
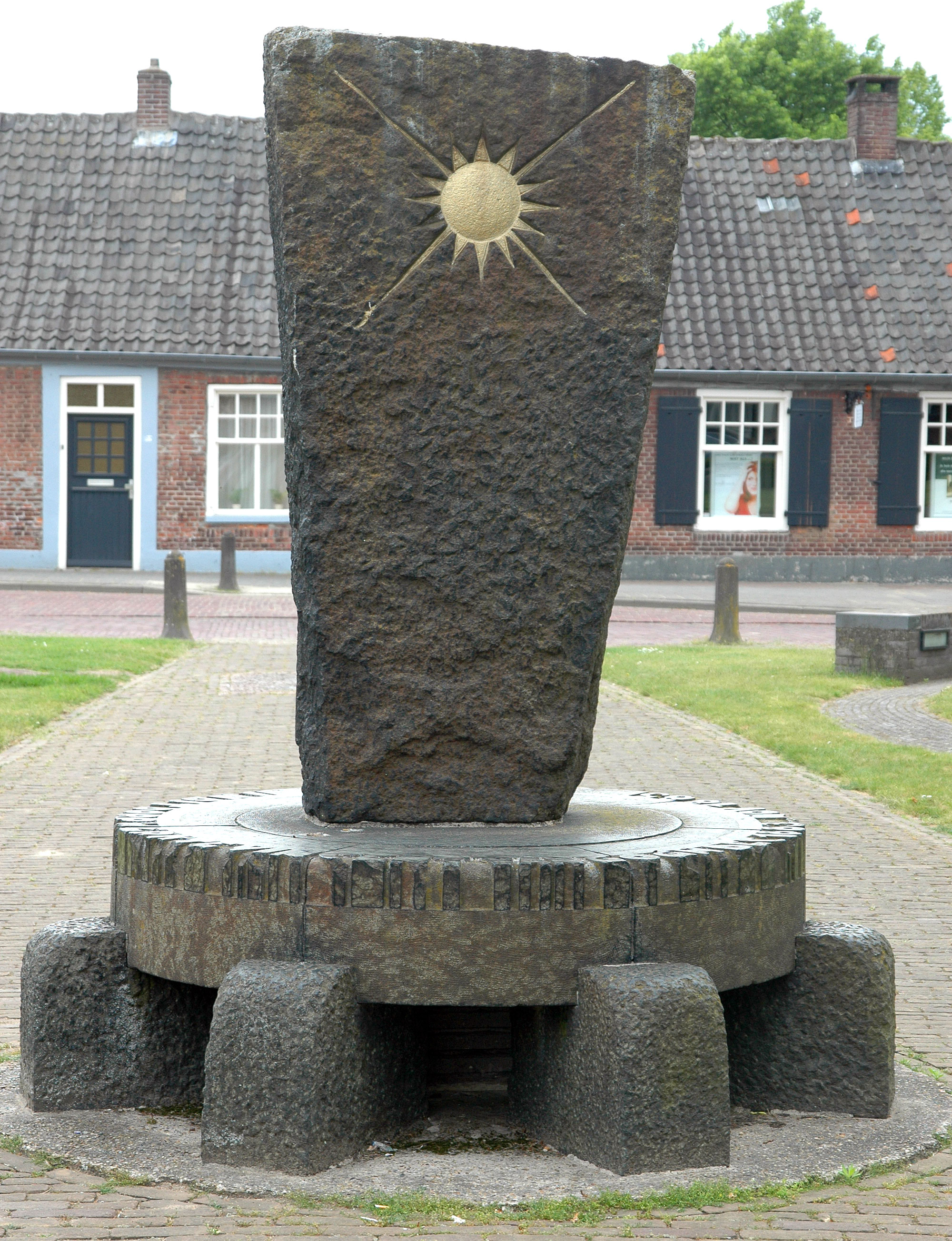
6. Nuenen (Pays-Bas), de décembre 1883 à novembre 1885.
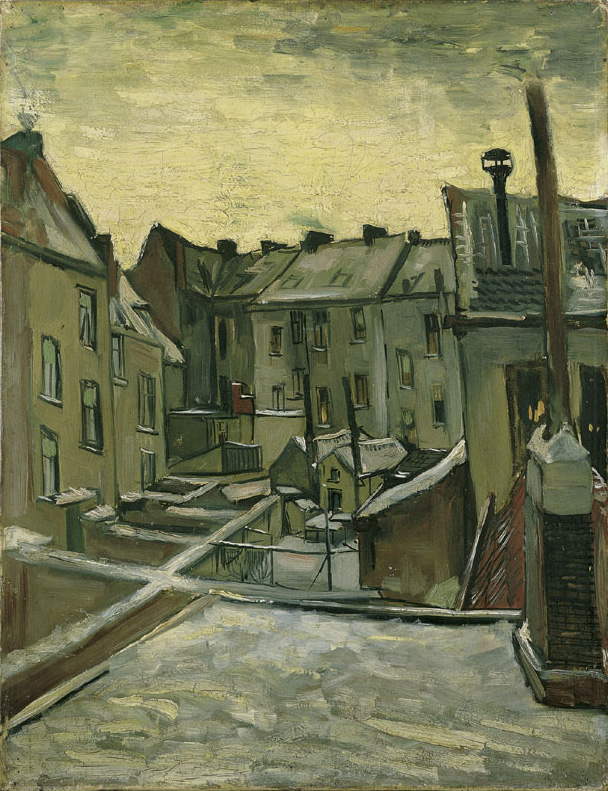
7. Anvers (Belgique), de novembre 1885 à février 1886.
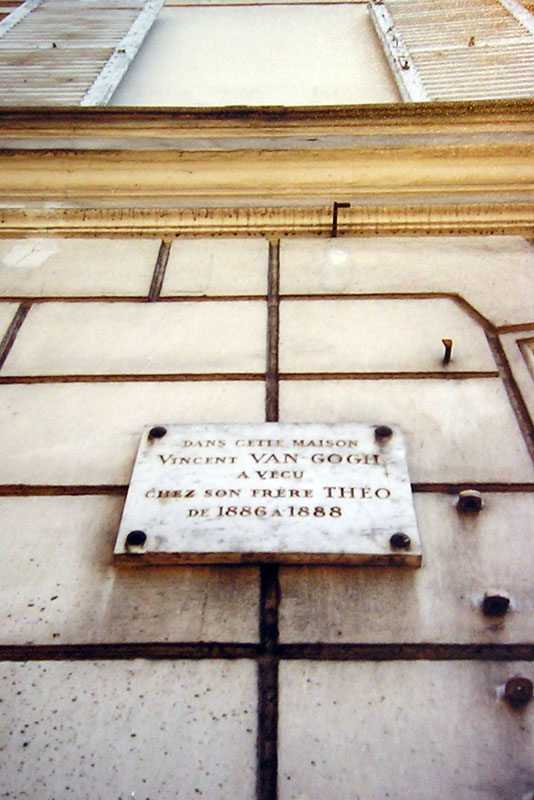
8. Paris, de février 1886 à février 1888.
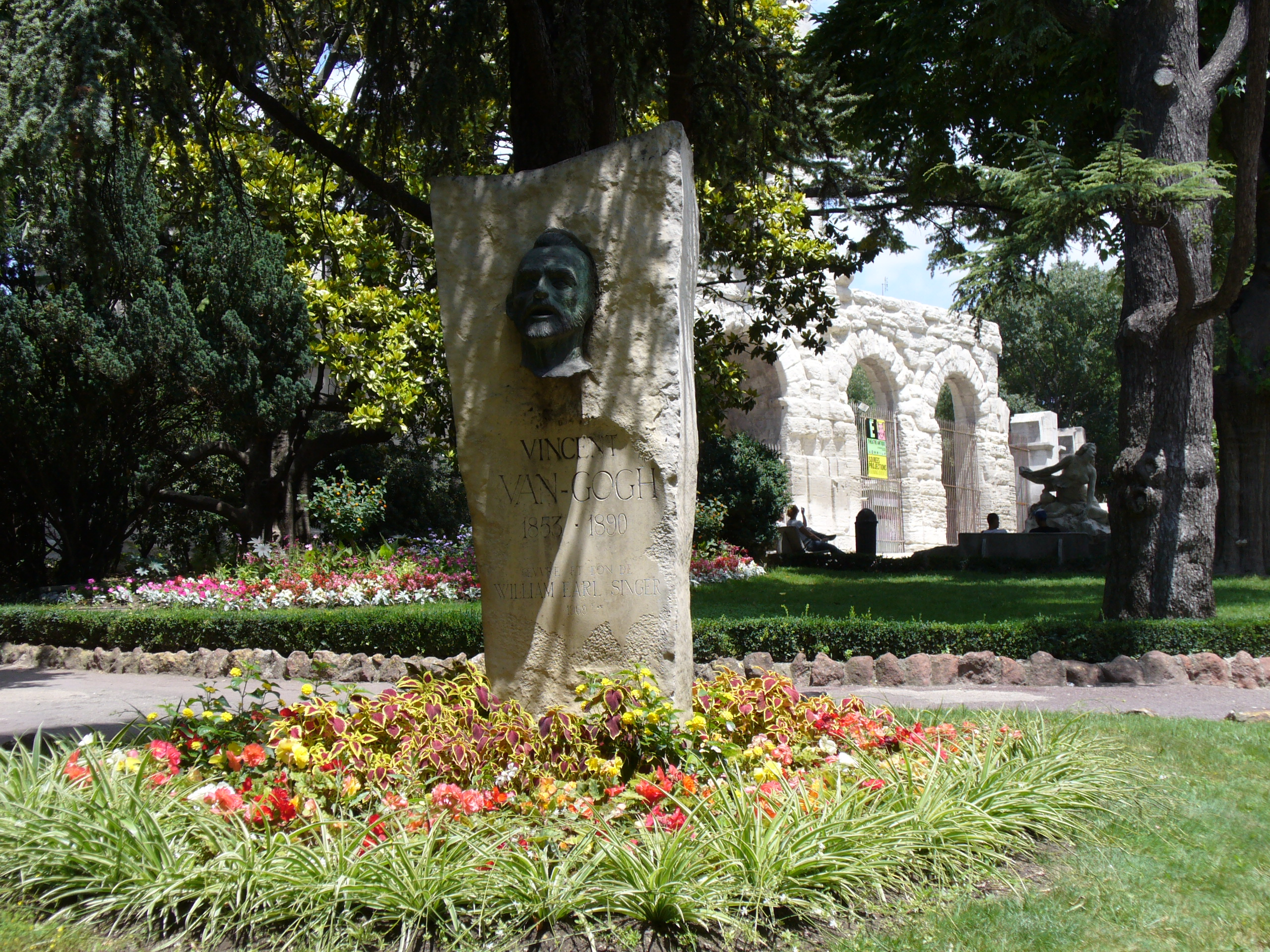
9. Arles (France), de février 1888 à mai 1889.
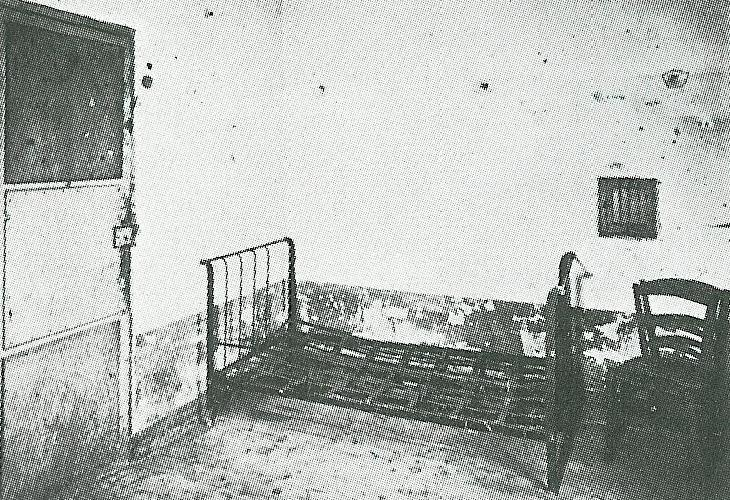
10. Saint-Rémy-de-Provence (France), de mai 1889 à mai 1890.
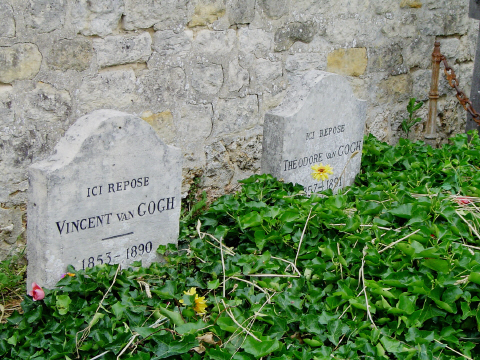
11. Auvers-sur-Oise (France), de mai 1890 au 29 juillet 1890 (décès)

#### La Haye

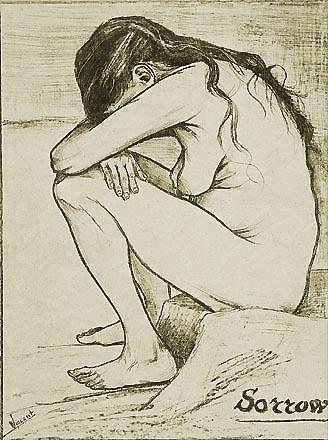
Sorrow, 1882, mine de plomb, lavis,, collection privée (F929/JH129).

À la suite d'une violente dispute avec son père, il part pour La Haye, où il s'installe dans un modeste atelier. Il y reçoit des leçons de peinture de son cousin par alliance, Anton Mauve (époux de sa cousine germaine Ariëtte Carbentus), pratique alors essentiellement l’aquarelle et étudie la perspective.
En janvier 1881, Van Gogh rencontre une ancienne prostituée, Sien Hoornik, qui commence à poser pour lui. Au printemps 1882, son oncle Cornelis Marinus, propriétaire d'une galerie d'art renommée à Amsterdam, lui commande des dessins de La Haye. Le travail ne s'avère pas à la hauteur des espérances de son oncle, qui lui passe néanmoins une deuxième commande. Bien qu'il lui ait décrit en détail ce qu'il attendait de lui, il est de nouveau déçu. En juin 1882, une hospitalisation liée à une maladie vénérienne lui permet de se réconcilier avec ses parents.
À sa sortie, il s'installe dans un plus grand atelier avec Sien Hoornik et ses deux enfants. C'est au cours de l'été 1882 qu'il commence la peinture à l'huile. Cette période de sa vie lui permet de se consacrer à son art. Il partage ses réflexions sur des peintres qu'il admire comme Daumier ou Jean-François Millet dont il connaît bien les œuvres,. Il exécute de nombreux tableaux et dessins selon différentes techniques. Il envoie ses œuvres à Theo et écrit à Anthon van Rappard. À partir du printemps 1883, il s'intéresse à des compositions plus élaborées, basées sur le dessin. Très peu de ces dessins ont survécu car, manquant de nervosité et de fraîcheur selon Theo, ils seront détruits par Vincent.
Les vingt mois qu'il passe à La Haye (entre 1882 et 1883) semblent décisifs pour l’artiste, qui réalise sa volonté de rompre avec les conventions morales de son milieu social, et son impossibilité à mener une existence normale. De nombreuses lectures, Honoré de Balzac, Victor Hugo, Émile Zola ou encore Charles Dickens, viennent enrichir sa vision du monde, et renforcent ses convictions sociales. En août 1883, il envisage de partir dans la province campagnarde de la Drenthe pour profiter de ses paysages. Sa relation avec Sien Hoornik se termine alors.

#### Drenthe
De septembre à décembre 1883, Vincent séjourne en solitaire dans la province de Drenthe, dans le nord des Pays-Bas, où il s'acharne à sa peinture. C'est l'unique remède qu'il trouve face à un profond sentiment de détresse. Il change assez souvent de logement et la solitude lui pèse. Le temps pluvieux et les difficultés financières de son frère Theo le décident à rejoindre sa famille installée depuis juin 1882 à Nuenen, en Brabant-Septentrional, dans le presbytère paternel.

#### Nuenen

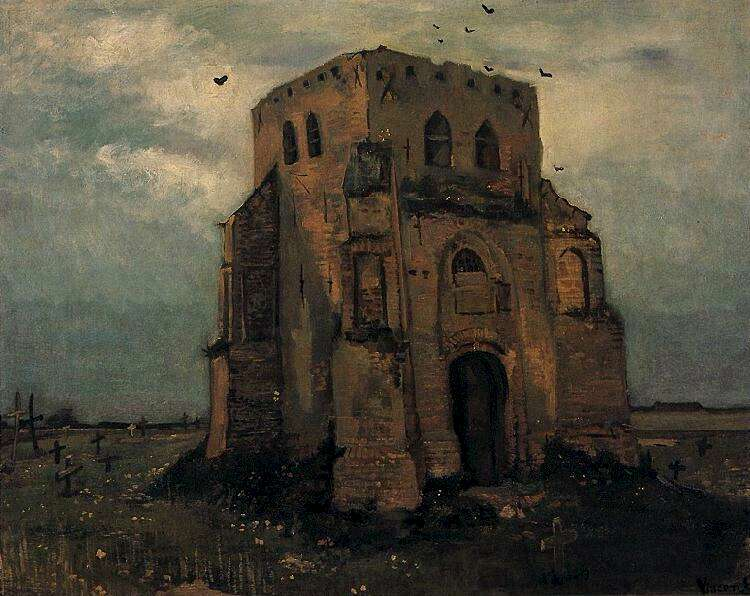
Le Vieux Clocher de Nuenen (« Le Cimetière paysan »), 1885, huile sur toile,, Amsterdam, musée Van-Gogh, Fondation Vincent van Gogh (F84/JH772).

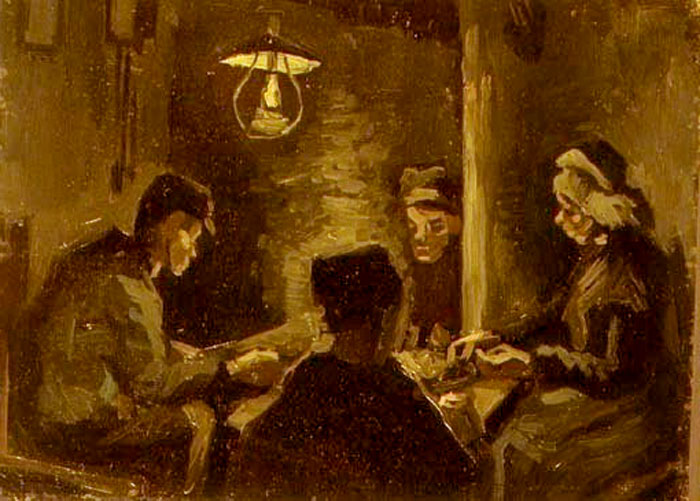
Étude pour Les Mangeurs de pommes de terre, 1885, huile sur toile,, Amsterdam, musée Van-Gogh, Fondation Vincent van Gogh (F77r/JH686).

Van Gogh profite d'un petit atelier aménagé à son intention dans la maison familiale. Il y réalise des séries de tableaux sur différents thèmes, notamment les tisserands. C'est à Nuenen que son travail se révèle définitivement : de cette époque datent de puissantes études à la pierre noire de paysans au travail, mais aussi quelque deux cents tableaux à la palette sombre et aux coups de brosse expressifs, qui confirment alors sa force de dessinateur et de peintre.
Theo propose à Vincent de ne plus lui verser de pension mais plutôt de lui acheter ses tableaux. Theo acquiert ainsi des tableaux qu'il espère vendre. Vincent continue à voir Van Rappard avec qui il peint. À cette période, il donne aussi des cours de peinture à des amateurs. Puis, en mai 1884, il loue un atelier plus vaste que celui qu'il avait jusqu'alors.

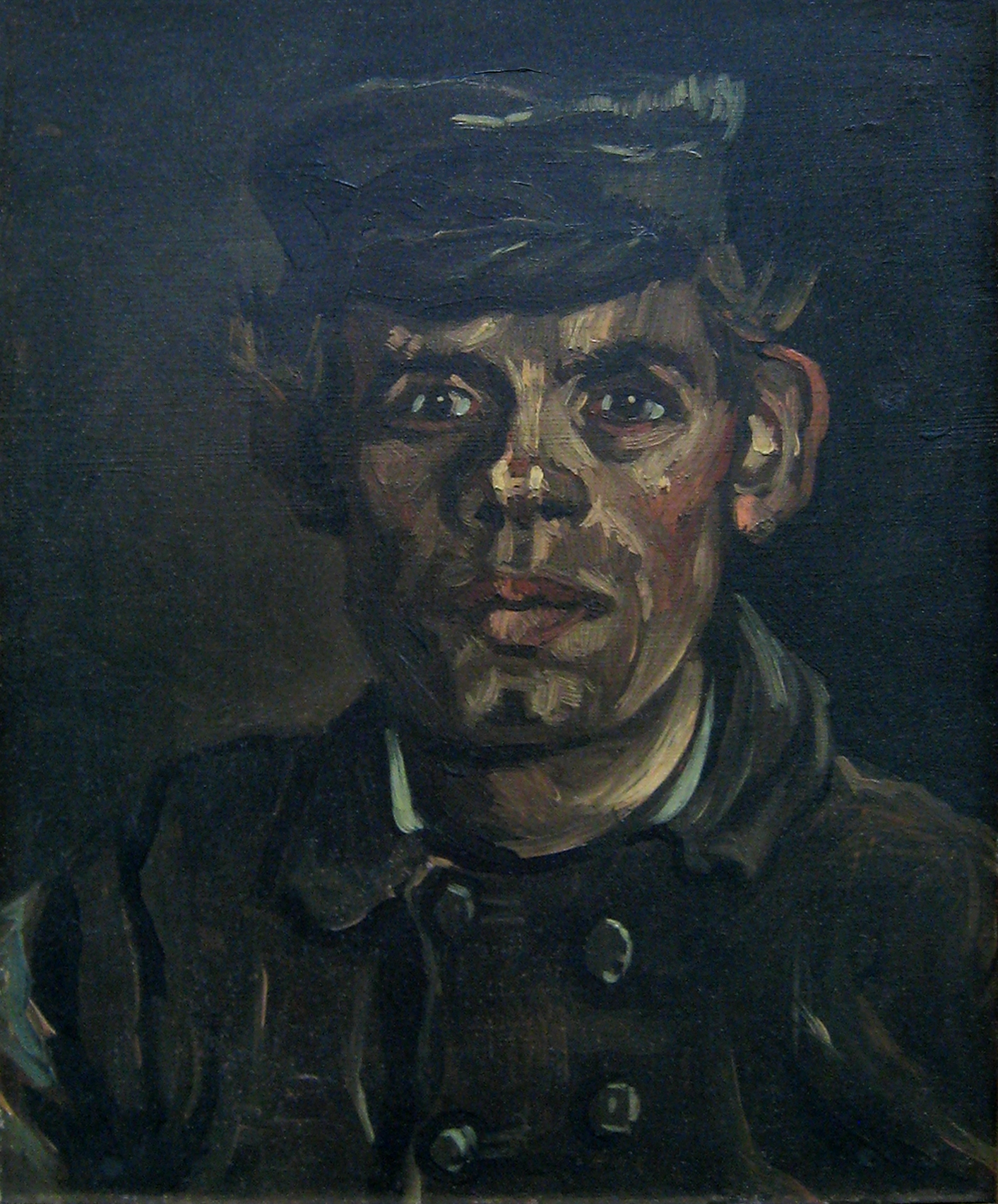
Portrait de paysan, 1885, huile sur toile,, Bruxelles, Musées royaux des Beaux-Arts de Belgique.

Pour la troisième fois, Van Gogh tombe amoureux. Il entame une relation avec sa voisine, Margot Begemann, ce que leurs familles respectives n'apprécient pas. À la mi-septembre, Margot tente de se suicider. Elle passe sa période de convalescence à Utrecht. Le 26 mars 1885, le père de Van Gogh meurt d'une crise cardiaque. À cause des relations difficiles qu'il entretient avec son entourage, la sœur de Vincent lui demande de quitter le presbytère. Il habite alors dans son atelier entre avril et mai 1885.
Alors qu'il est encore à Nuenen, il travaille sur une série de peintures qui doivent décorer la salle à manger d'un de ses amis vivant à Eindhoven. Van Gogh s'intéresse alors aux artistes renommés de l'école de La Haye, comme Théophile de Bock et Herman Johannes van der Weele. Il s'agit d'un groupe d'artistes qui, entre 1860 et 1890, sont fortement influencés par la peinture réaliste de l'école de Barbizon. Parmi ces artistes, Johan Hendrik Weissenbruch ou Bernard Blommers par exemple, sont cités dans les lettres de Van Gogh lors de ses discussions sur l'art,. Il n'hésite pas non plus à faire des remarques sur Rembrandt et Frans Hals en discutant de leurs œuvres.
À la même époque, Émile Zola est critique d'art. En 1885, au moment où paraît son roman Germinal, Van Gogh peint Les Mangeurs de pommes de terre. Ils exposent tous les deux la vie de la classe populaire. Après son séjour à Nuenen, passant de ce réalisme sombre au colorisme, Van Gogh prend un nouvel élan dans sa peinture. Sa palette devient plus claire et plus colorée, alors que ses coups de pinceaux deviennent plus nets.

#### Anvers
À Anvers de nouveau, en novembre 1885, il est impressionné par les peintures de Rubens et découvre les estampes japonaises, qu'il commence à collectionner dans cette ville. C'est aussi dans la capitale flamande que l'artiste inaugure sa fameuse série d'autoportraits. Il prend divers cours de dessin et réalise des études de nus. L'idée de repartir à Paris lui est agréable. Il compte déjà étudier dans l'atelier de Fernand Cormon et se loger chez Theo pour des questions d'économie. En février 1886, il débarque donc à Paris.

#### Paris
Au début du mois de mars 1886, Vincent rejoint son frère Theo à Montmartre, avec l'envie de s'informer sur les nouveautés de la peinture impressionniste. À l'époque, Theo est gérant de la galerie montmartroise Boussod, Valadon & Cie (les successeurs de Goupil & Cie),. Vincent y devient également l'amant d'Agostina Segatori, tenancière italienne du cabaret Au Tambourin, boulevard de Clichy. Seule la connaissance du milieu artistique parisien peut véritablement permettre à Van Gogh de renouveler et d'enrichir sa vision. Cette année-là est celle de la dernière exposition impressionniste que Vincent découvre, et en 1887 doit avoir lieu la première rétrospective de l’œuvre de Millet.
Paris se prépare alors à accueillir plusieurs expositions : en plus du Salon, où sont exposées les œuvres de Puvis de Chavannes, Van Gogh visite les salles de la cinquième exposition internationale à la galerie Georges Petit, qui présente des toiles d'Auguste Renoir et de Claude Monet. Ces derniers n'avaient pas souhaité participer à la huitième et dernière exposition des impressionnistes, qui offrait le spectacle d'un groupe déchiré, entre les défections et les nouvelles arrivées, et ouvrait ses portes à la nouveauté du moment, le néo-impressionnisme, avec la toile de Georges Pierre Seurat, Un dimanche après-midi à l'île de la Grande Jatte.
À Paris dans les années 1886-1887, Van Gogh fréquente un moment l’Académie du peintre Cormon, où il fait la connaissance de Henri de Toulouse-Lautrec, de Louis Anquetin, d’Émile Bernard ainsi que de John Peter Russell. Ce dernier réalise son portrait. Il rencontre également, par l’intermédiaire de son frère, presque tous les impressionnistes, en particulier Georges Seurat et Camille Pissarro, ainsi que Paul Gauguin. Dans la boutique du père Tanguy, il devient l'ami de Paul Signac. Sous l’influence des estampes japonaises, ses compositions acquièrent peu à peu davantage de liberté et d’aisance, tandis qu’il s’essaie à la technique de l’aplat coloré. Pissarro l’initie également aux théories nouvelles sur la lumière et au traitement divisionniste des tons. La palette de l'artiste s’enrichit alors de couleurs vives et sa touche s’anime et se fragmente, ceci grâce également à Signac avec qui il travaille en 1887.
Exalté par la ferveur du climat artistique parisien, Van Gogh brûle les étapes de son renouvellement artistique grâce à la fréquentation des peintres les plus anticonformistes du moment : il s'essaye au néo-impressionnisme auprès de Signac et Pissarro, enquête sur les profondeurs psychologiques du portrait avec son ami Toulouse-Lautrec, est précocement informé de la synthèse du cloisonnisme par ses compagnons Louis Anquetin et Émile Bernard, et peut apprécier les toiles exotiques réalisées par Gauguin en Martinique. Régénéré par cette modernité, il est prêt à réaliser son rêve méditerranéen, à la recherche de la lumière aveuglante de la Provence, qui fait resplendir les couleurs pures de la nature, étudiées jusque-là dans sa collection d'estampes japonaises. C'est une période très fertile où son art s'oriente vers l'impressionnisme, mais l'absinthe et la fatigue aggravent son état mental. Le 19 février 1888, il quitte Paris.

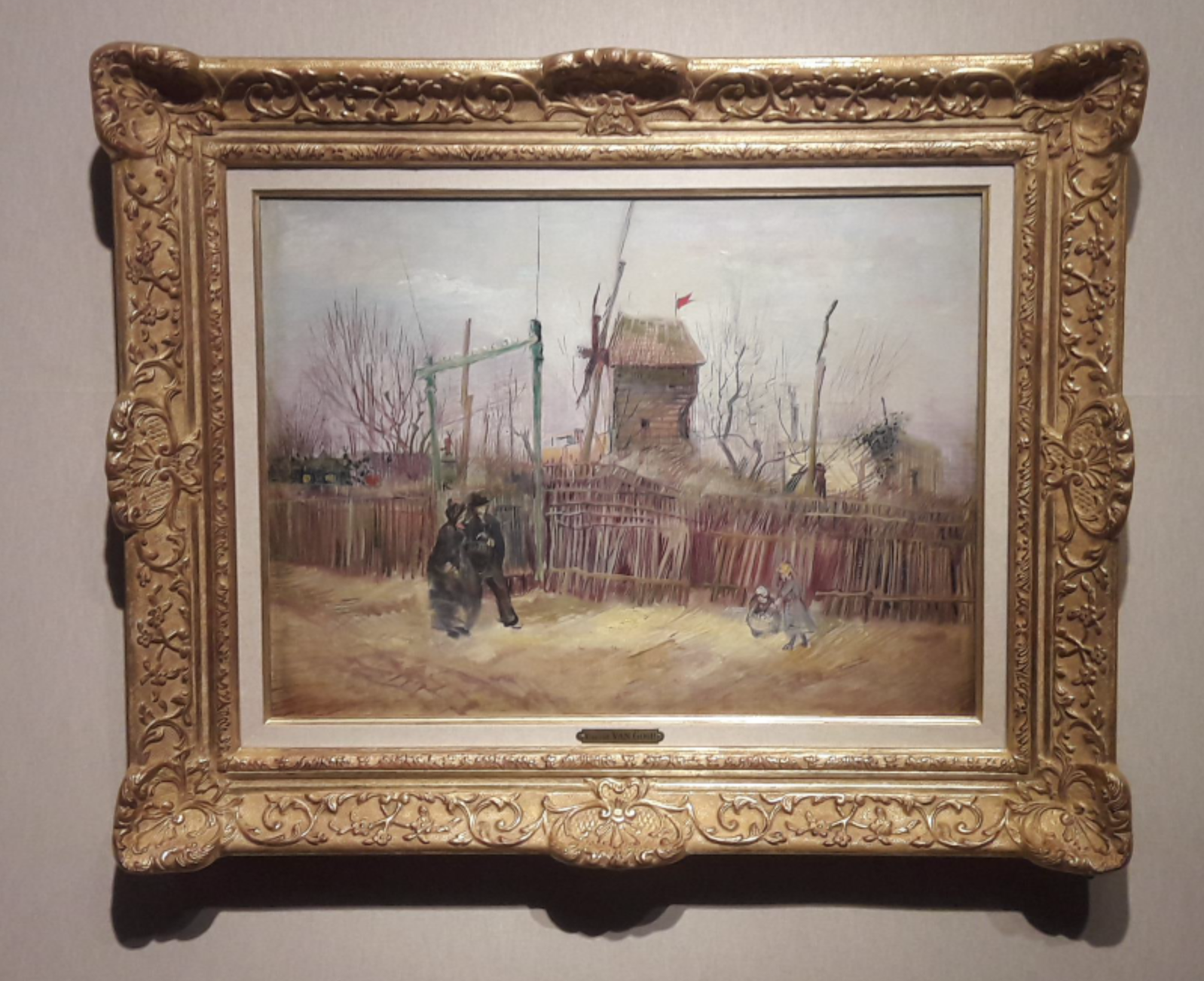
Scène de rue à Montmartre, 1887 : tableau représentant l'un des moulins de la Galette sur la butte de Montmartre à Paris, jamais exposé entre 1920 et 2021.
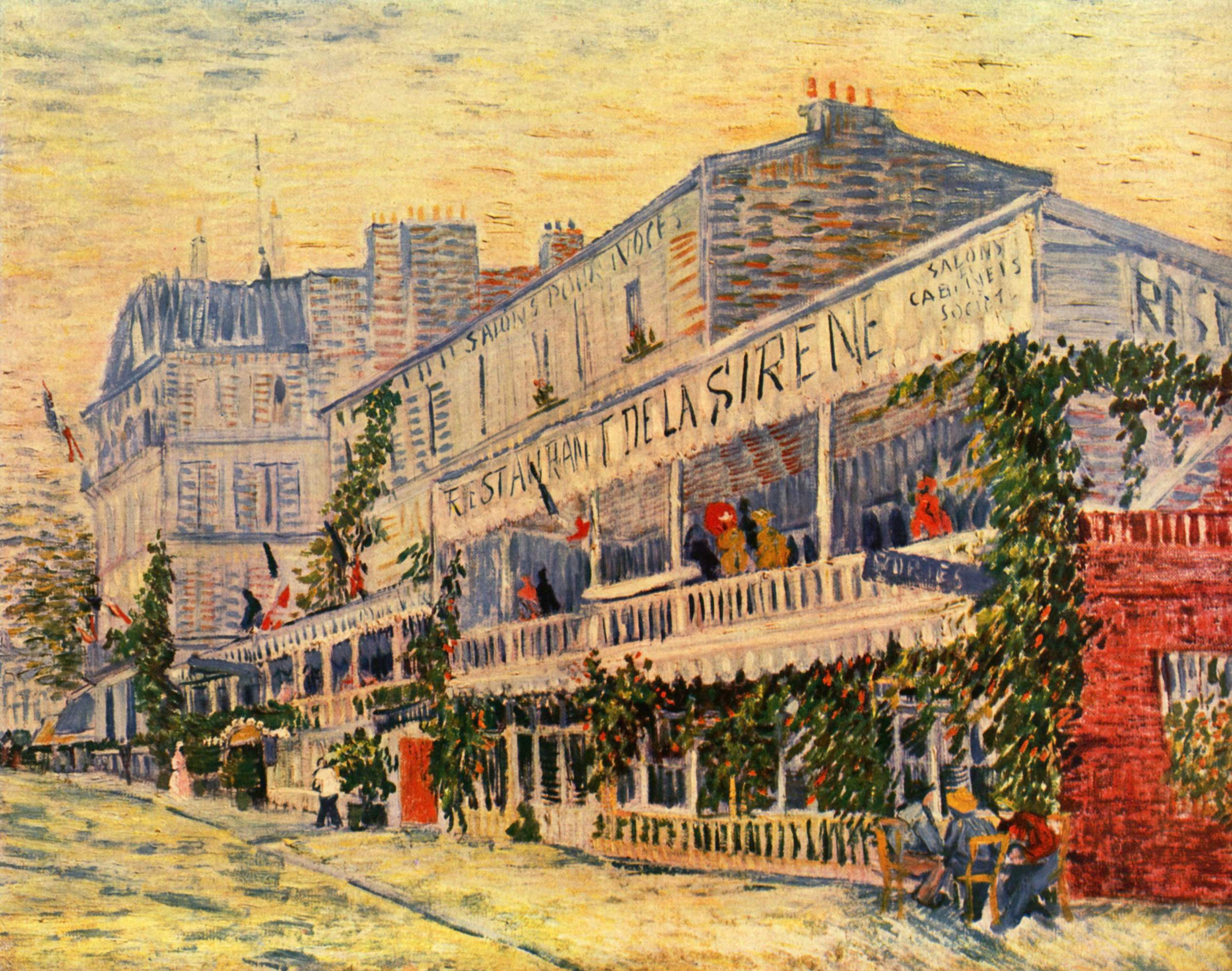
Le Restaurant de la Sirène à Asnières, 1887, huile sur toile, 54 × 65 cm, Paris, musée d'Orsay (F313/JH1251).
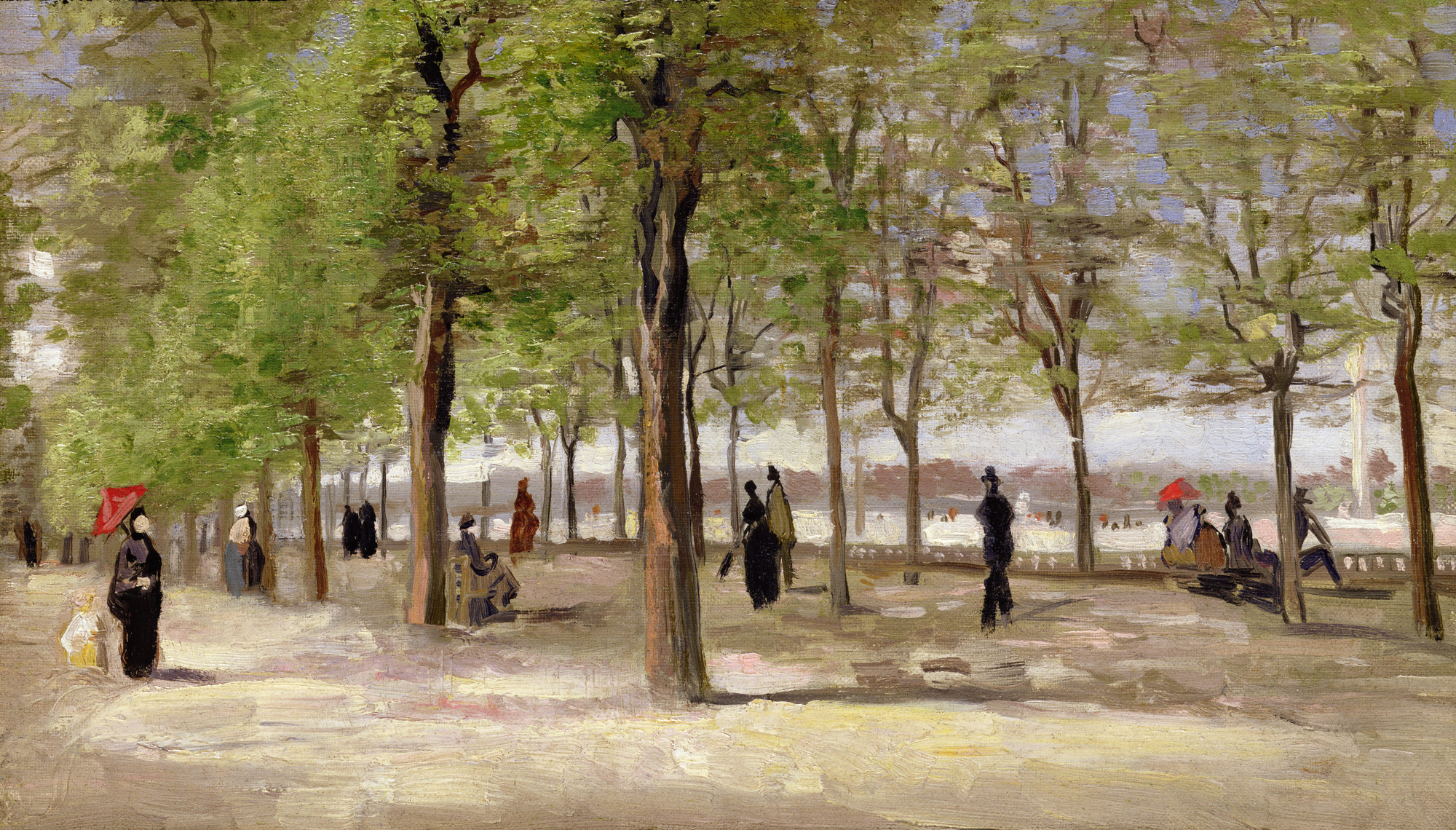
Une allée Jardin du Luxembourg, 1886, huile sur toile, 27 × 46 cm, Clark Art Institute[17].
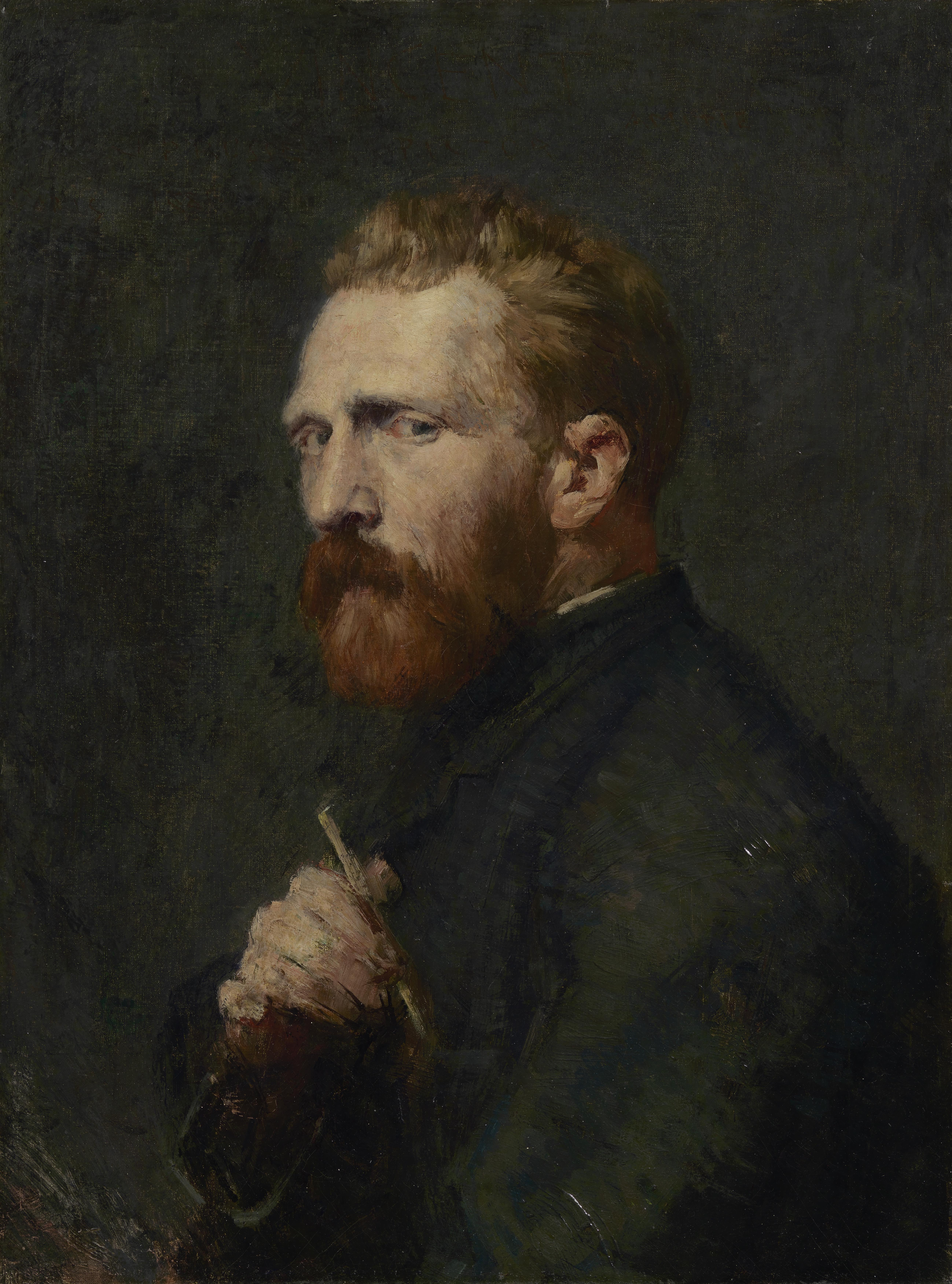
Vincent van Gogh, par John Peter Russell, en 1886.

#### Arles
Le 20 février 1888, il s'installe à Arles, dans la vieille ville à l'intérieur des remparts à l'hôtel-restaurant Carrel, au 30, rue de la Cavalerie, à l'époque quartier des maisons closes, avec comme compagnon le peintre danois Christian Mourier-Petersen. Il loue également une partie de la « maison jaune » pour en faire son atelier. Quelques jours après, il loge au Café de la Gare, 30, place Lamartine, et s'installe ensuite, à partir du 17 septembre, dans la Maison Jaune, juste à côté, détruite lors du bombardement allié d'Arles du 25 juin 1944.

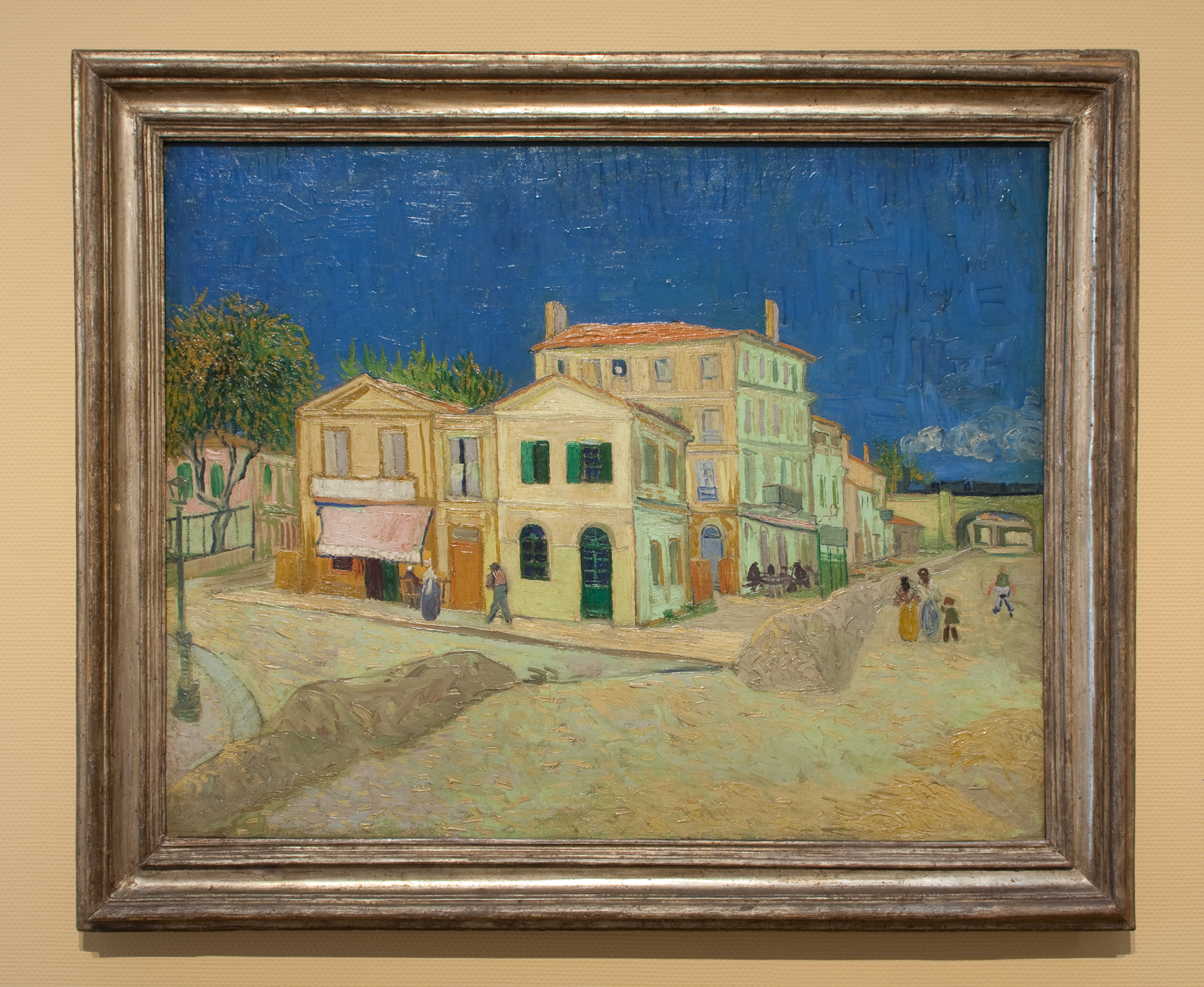
La Maison jaune (« La Rue »), 1888, huile sur toile, 72 × 89 cm, New Haven, Yale University Art Gallery (F464/JH1589).
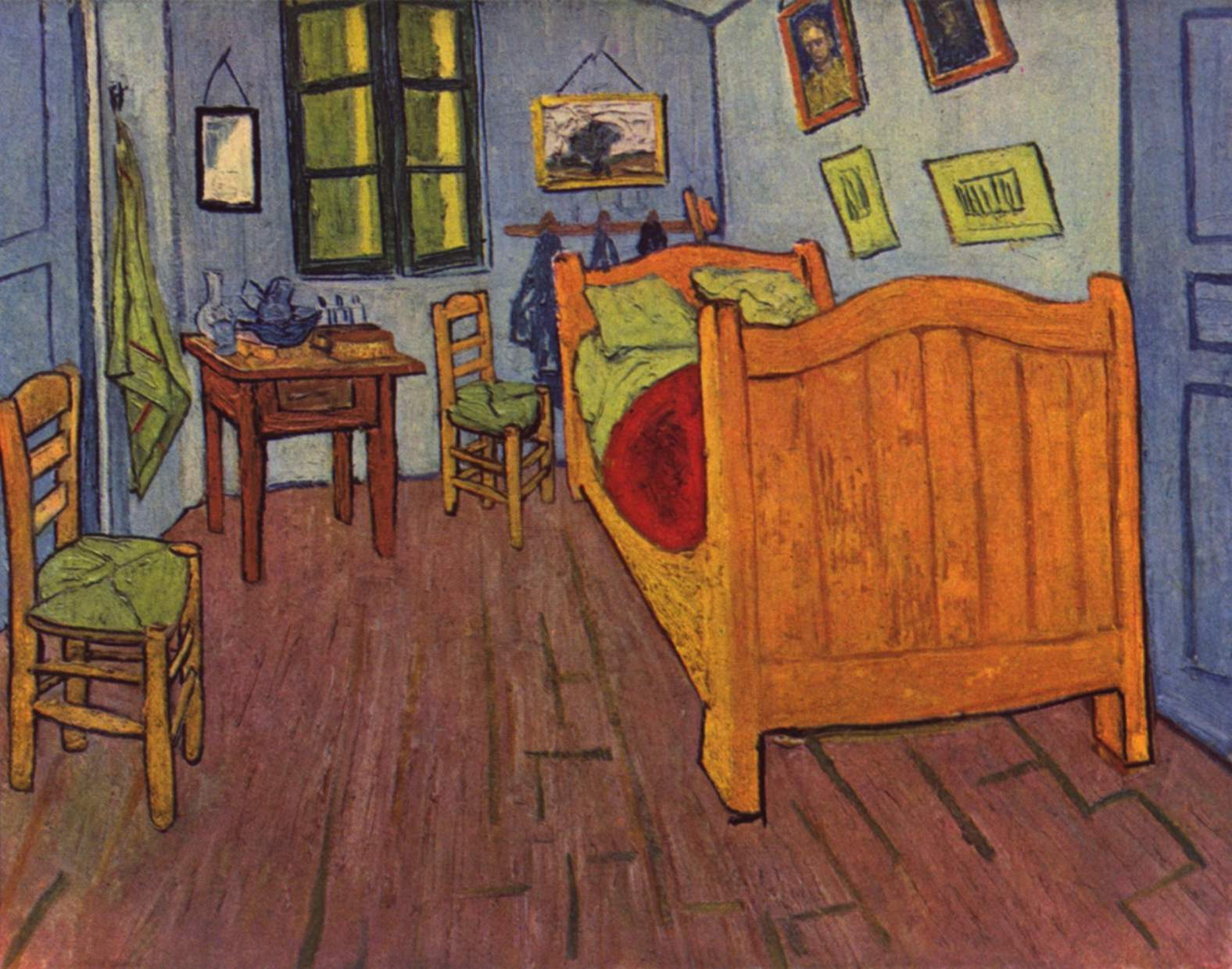
La Chambre à coucher, 1888, huile sur toile, 72 × 90 cm, Amsterdam, musée Van Gogh, Fondation Vincent van Gogh (F482/JH1608).
Ferme en Provence, 1888. National Gallery of Art (1970.17.34)
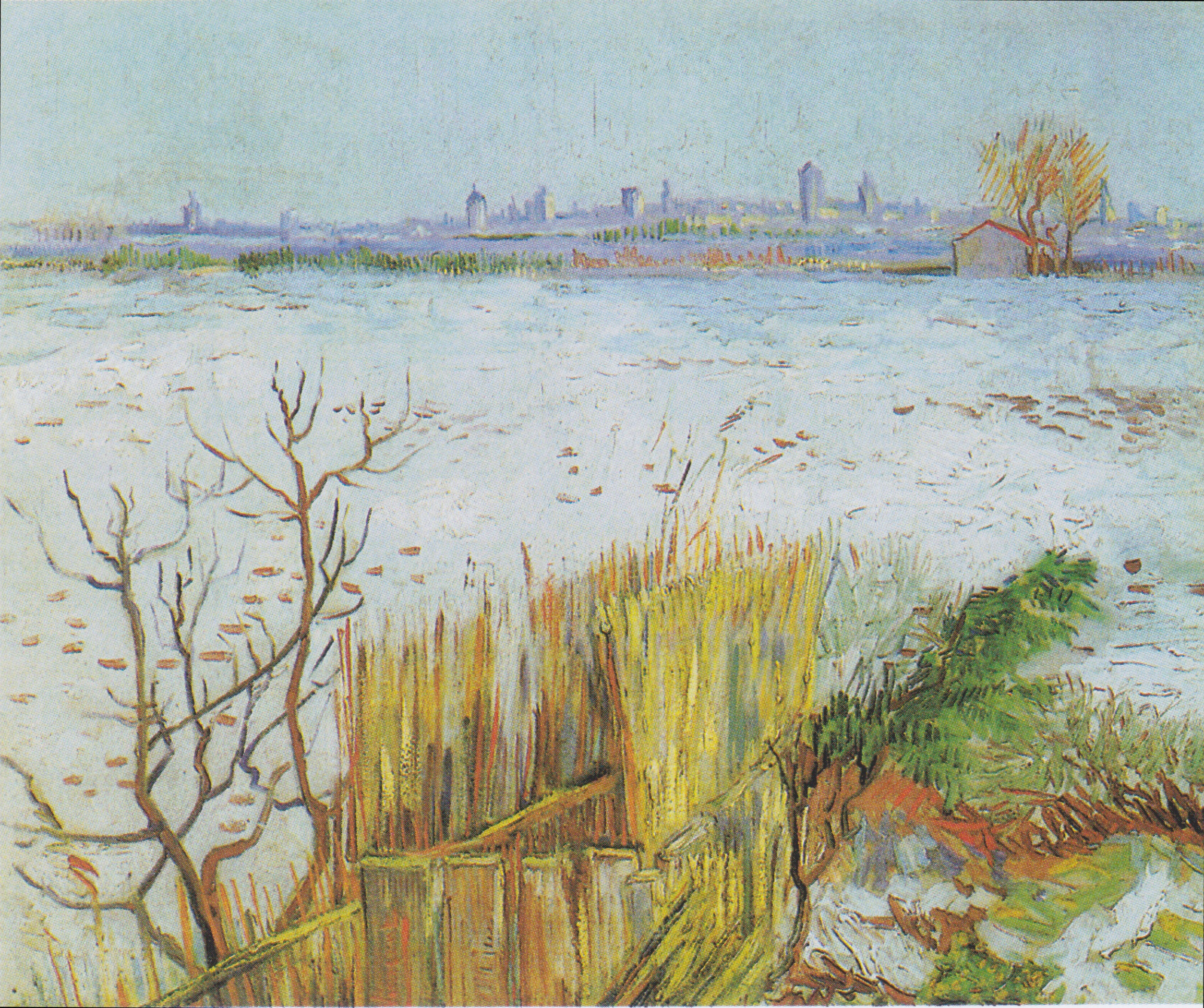
Paysage enneigé, 1888, huile sur toile, 50 × 60 cm, Londres, collection privée (F391/JH1358).
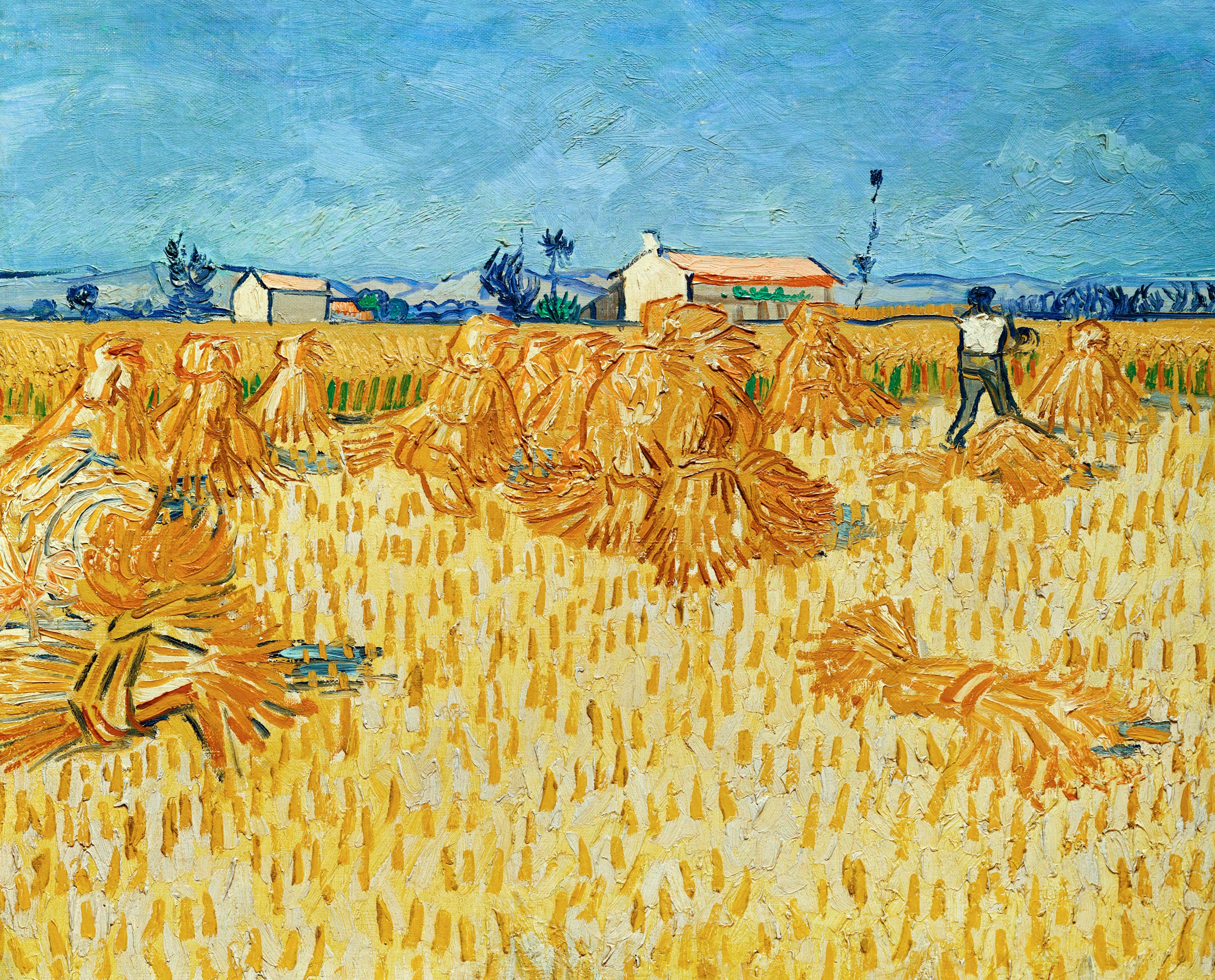
Moissons en Provence, juin 1888, environs d'Arles, huile sur toile, 50 × 60 cm, Jérusalem, Musée d'Israël (F558/JH1481).
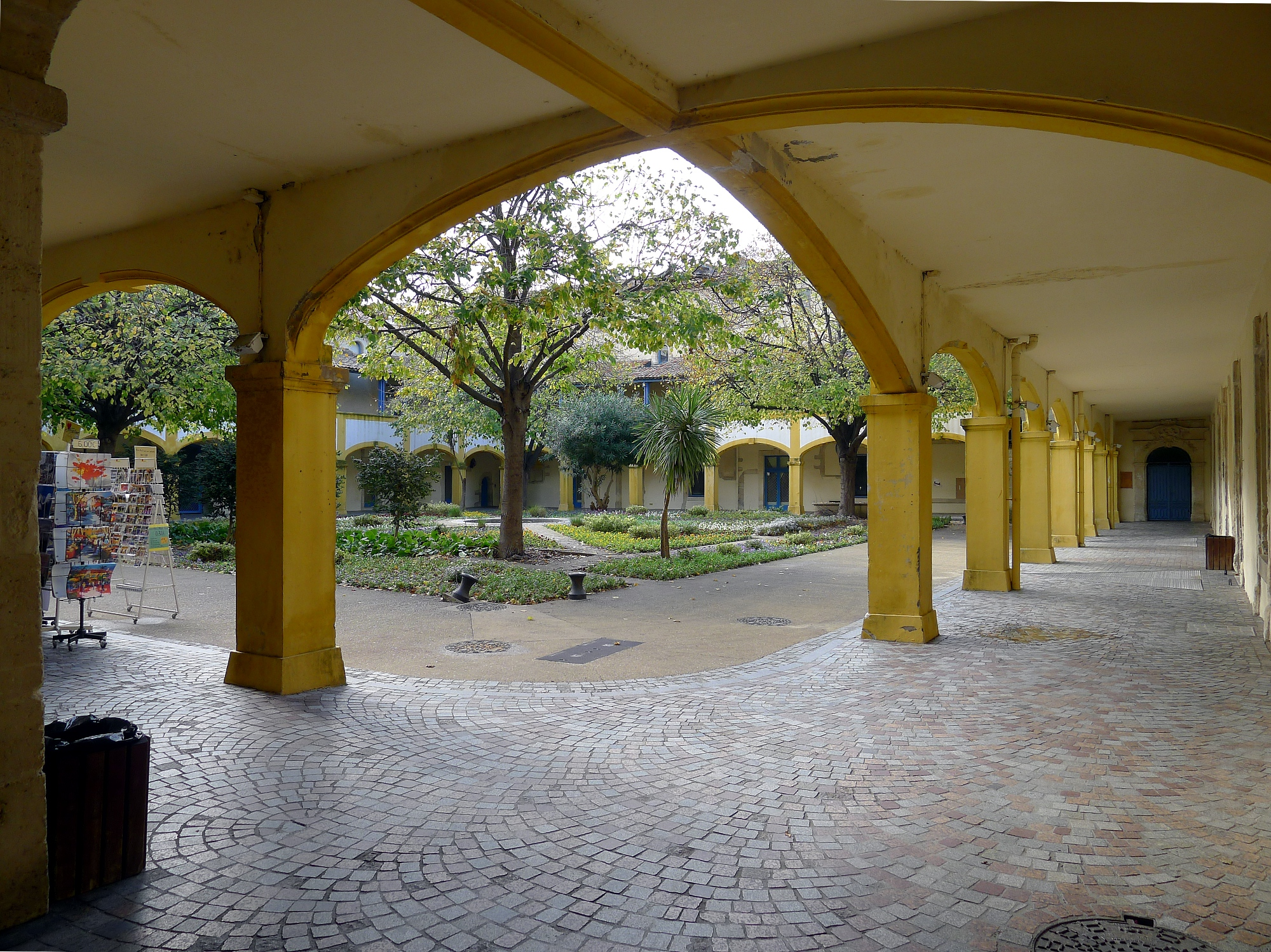
L'hôpital (appelé alors « Hôtel-Dieu » et devenu un temps « Espace van Gogh ») où fut admis Vincent van Gogh à la fin de 1888.

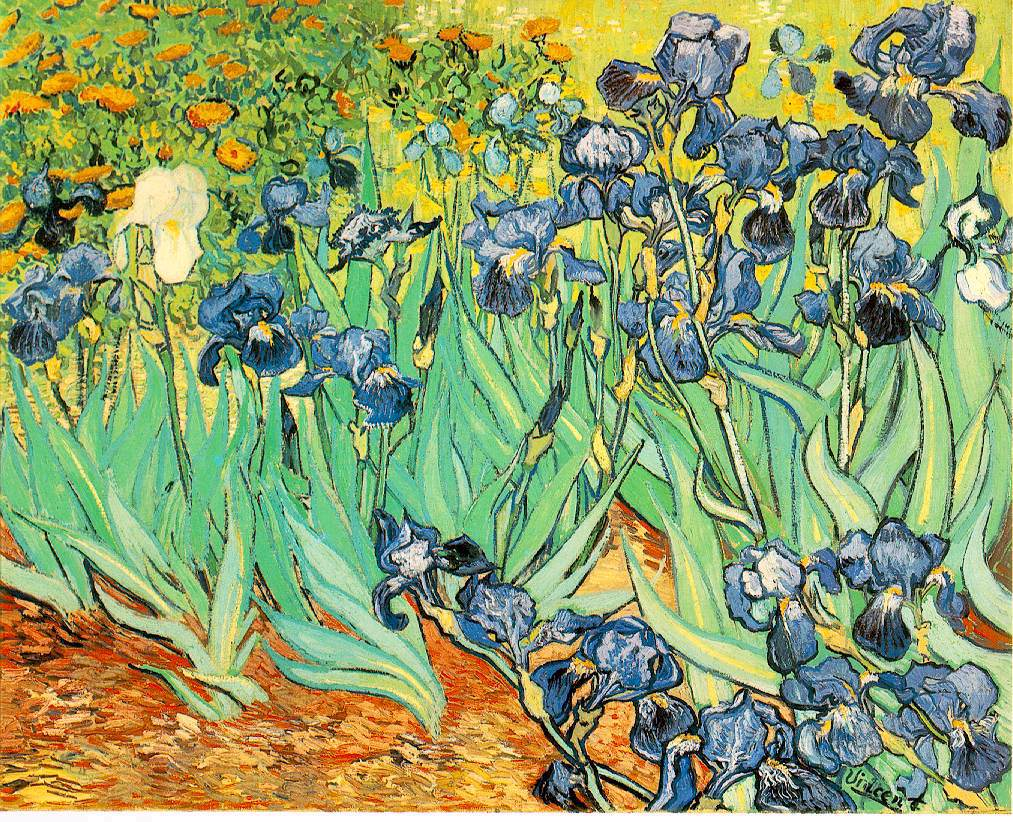
Iris, 1889, huile sur toile, 71 × 93 cm, Los Angeles, J. Paul Getty Museum (F608/JH1691).
Lilas du jardin de l'hôpital, mai 1889, Saint-Pétersbourg, musée de l'Ermitage.
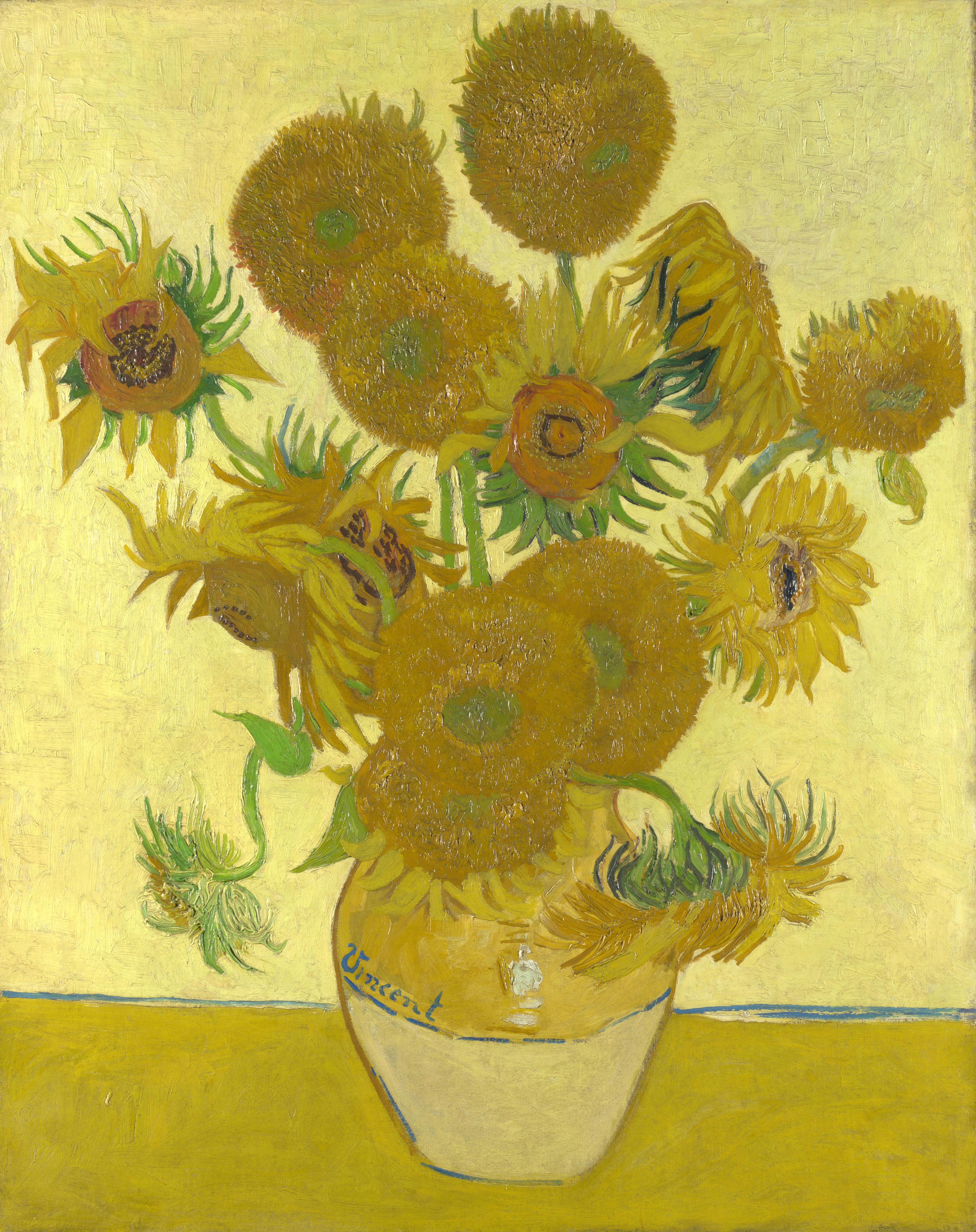
Les Tournesols, 1888, huile sur toile (93 × 73 cm), Londres, National Gallery (F454/JH1562).

Bien qu'il arrive dans la cité avec un temps de neige, une nouvelle page de son œuvre s'ouvre avec la découverte de la lumière provençale. Dès le 22 février 1888, il commence sa production arlésienne : il parcourt à pied la région et peint des paysages, des scènes de moissons et des portraits. Il envoie toujours ses tableaux à Theo. Trois de ses premiers tableaux sont présentés à la 4e exposition annuelle de la Société des artistes indépendants. En avril, Vincent rencontre le peintre américain Dodge MacKnight, qui habite Fontvieille, un petit village au nord-est d'Arles. Par MacKnight, il fait la connaissance du peintre Eugène Boch, avec lequel une relation plus profonde se développe et dont il fait le portrait.
Au début du mois de juin 1888, ayant reçu un billet de 100 francs de son frère Theo, il se rend en diligence aux Saintes-Maries-de-la-Mer pour un séjour de cinq jours. Il y peint la barque Amitié et le village regroupé autour de l'église fortifiée.

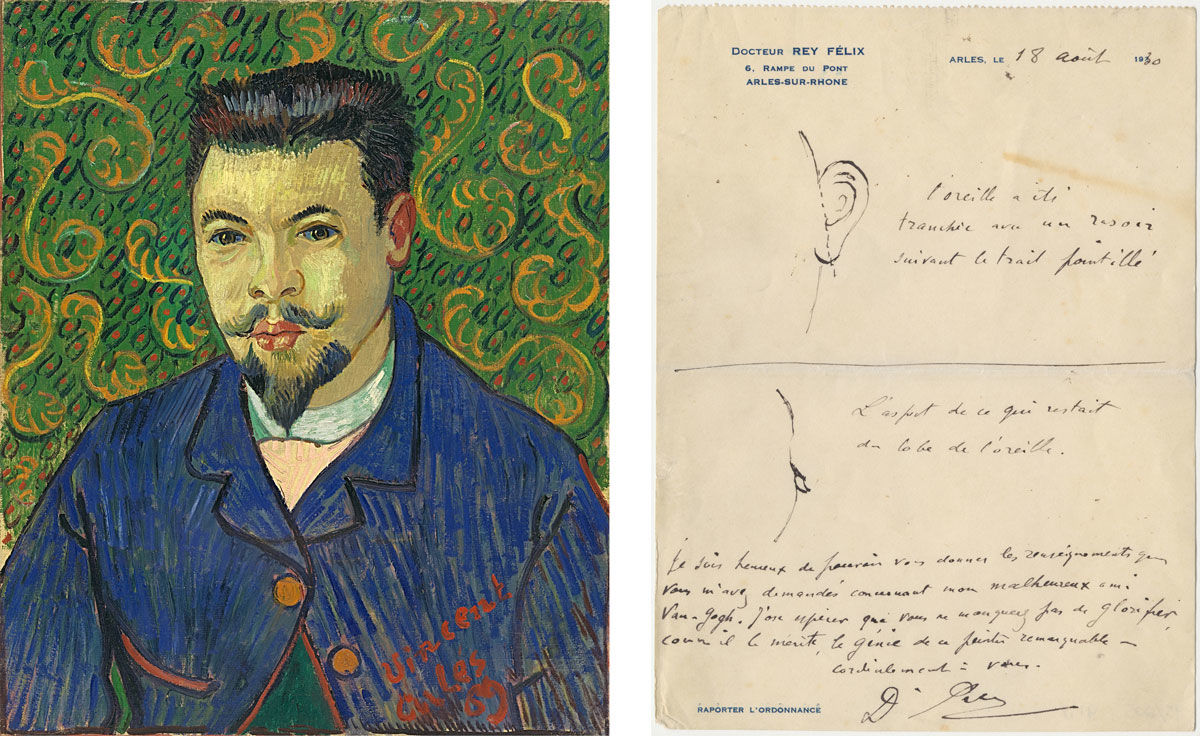
Portrait du docteur Félix Rey par Van Gogh (1889) et croquis par le médecin de la section de l'oreille du peintre et du lobe restant (1930).

À Arles, des idées plus anciennes sur l'art et la peinture réapparaissent, comme faire des séries de tableaux. Au printemps 1888, il réalise ainsi une série sur les vergers fleurissants dans des triptyques, ainsi qu'une série de portraits comme ceux de la famille Roulin. La première série des tournesols date aussi de cette époque. Entre-temps, il continue à échanger des lettres et des tableaux avec Émile Bernard et Paul Gauguin. Vincent qui habite la maison jaune, rêve en effet d'une communauté d'artistes unissant fraternellement leurs expériences et leurs recherches : Paul Gauguin vient le rejoindre dans ce but le 23 octobre 1888 et ils commencent à travailler ensemble, par exemple sur la série de tableaux consacrés aux Alyscamps. Mais les deux hommes s'entendent mal : la tension et l’exaltation permanentes qu’implique leur démarche créatrice débouchent sur une crise.

Le 23 décembre 1888, à la suite d'une dispute plus violente que les autres avec Gauguin, Van Gogh est retrouvé dans son lit avec l'oreille gauche tranchée,. Plusieurs théories tentent d'expliquer l'incident. La thèse classique, soutenue par le musée Van Gogh d'Amsterdam d'après le témoignage de Gauguin,, explique que Van Gogh menace d'un rasoir Gauguin qui s'enfuit, laissant Van Gogh seul. Dans un accès de délire, celui-ci retourne le rasoir contre lui-même et se coupe l'oreille avant d'aller l'offrir à une employée du bordel voisin nommée tantôt Rachel, tantôt Gaby pour Gabrielle (âgée de 16 ans, elle ne pouvait pas être prostituée, se contentant de faire le ménage et de ne travailler au bordel qu'en tant que domestique). Différents diagnostics possibles expliquent cet accès de folie (voir ci-dessous).

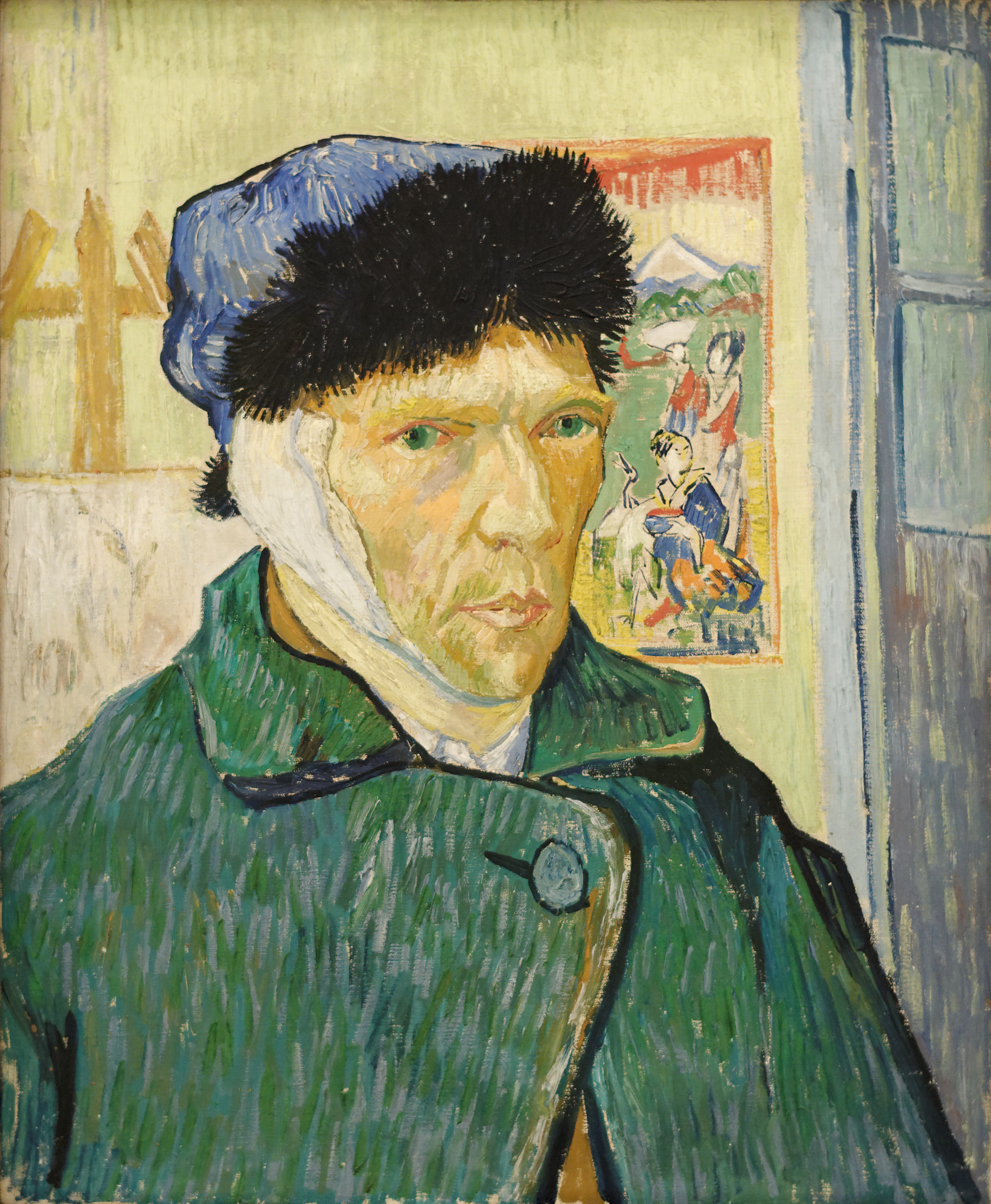
Autoportrait à l'oreille bandée, 1889, huile sur toile, Londres, Institut Courtauld, The Samuel Courtauld Trust (F527/JH1657).

Le lendemain de sa crise, Van Gogh est admis à l'hôpital et soigné par le docteur Rey dont il peint le portrait. Theo, inquiet de la santé de son frère, vient le voir et retourne à Paris le jour de Noël accompagné de Gauguin. Cependant, une pétition signée par trente personnes demande l'internement ou l'expulsion de Vincent van Gogh d'Arles : il lui est reproché des troubles à l'ordre public. Le 7 février, le docteur Delon demande son internement pour « hallucinations auditives et visuelles ». Le 27 février, le commissaire de police d'Ornano conclut dans son rapport que Van Gogh pourrait devenir dangereux pour la sécurité publique. En mars 1889, après une période de répit, il peint entre autres Autoportrait à l'oreille bandée. Cependant, à la suite de nouvelles crises, il est interné d'office sur ordre du maire à l'hôpital d'Arles. À la mi-avril, il loue un appartement au docteur Rey dans un autre quartier d'Arles. Le 18 avril 1889, Theo et Johanna Bonger se marient à Amsterdam.
Pendant son séjour à Arles, Vincent maintient le lien avec l'univers artistique parisien grâce à l'abondante correspondance qu'il échange avec son frère Theo. Malgré l'échec de son projet d'établir un atelier à Arles, il ne renonce pas au dialogue avec ses amis Émile Bernard et Gauguin. Ce dernier, après son séjour mouvementé à Arles, accompagne à travers ses lettres la vie de Van Gogh jusqu'à la fin.

#### Saint-Rémy-de-Provence

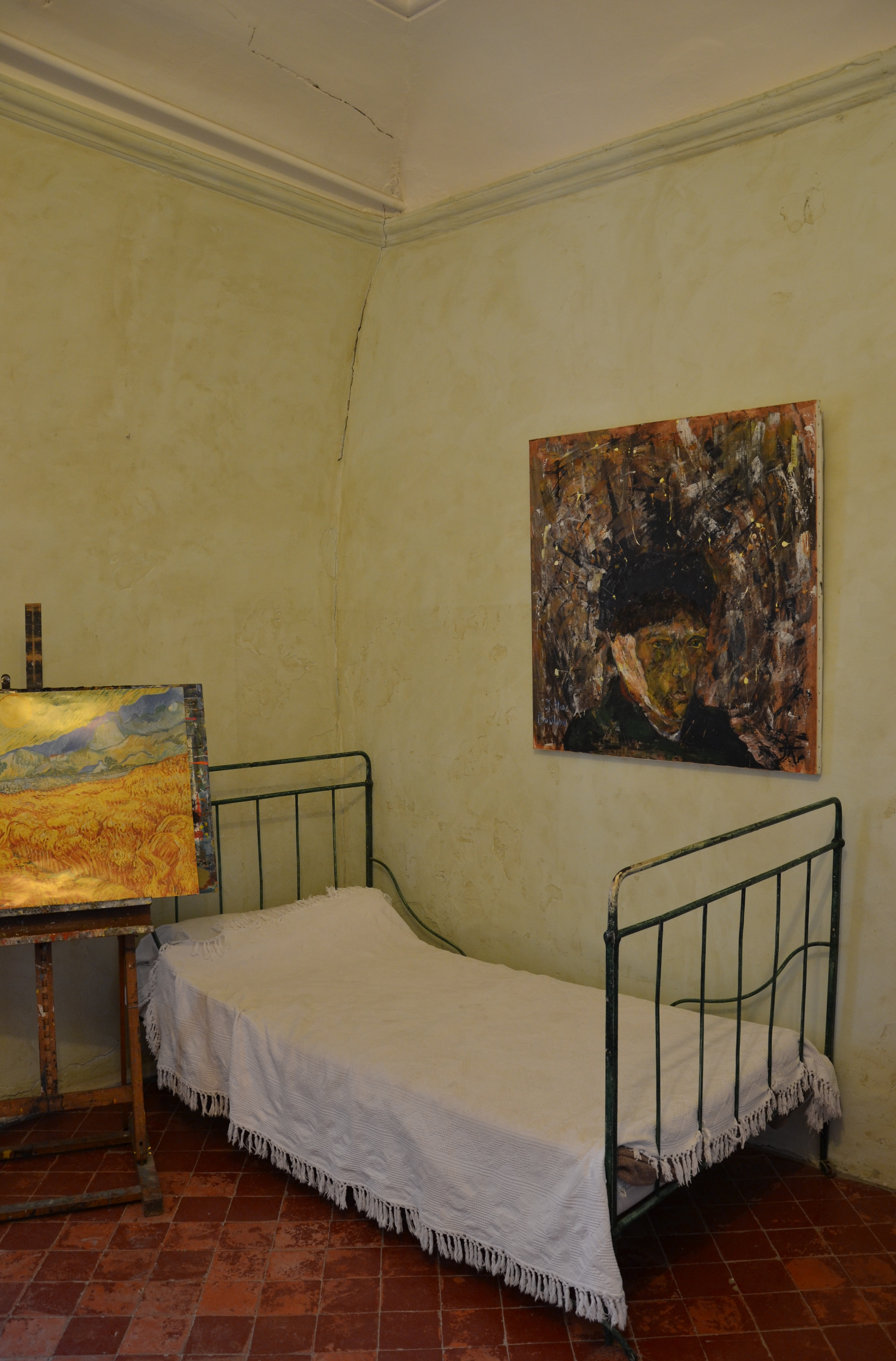
Chambre de Vincent van Gogh à Saint-Paul-de-Mausole.

Le 8 mai 1889, il quitte Arles, ayant décidé d'entrer dans l'asile d'aliénés Saint-Paul-de-Mausole que dirige le médecin Théophile Peyron, à Saint-Rémy-de-Provence. Il y reste un an, au cours duquel il a trois crises importantes : à la mi-juillet, en décembre et la dernière entre février et mars 1890.

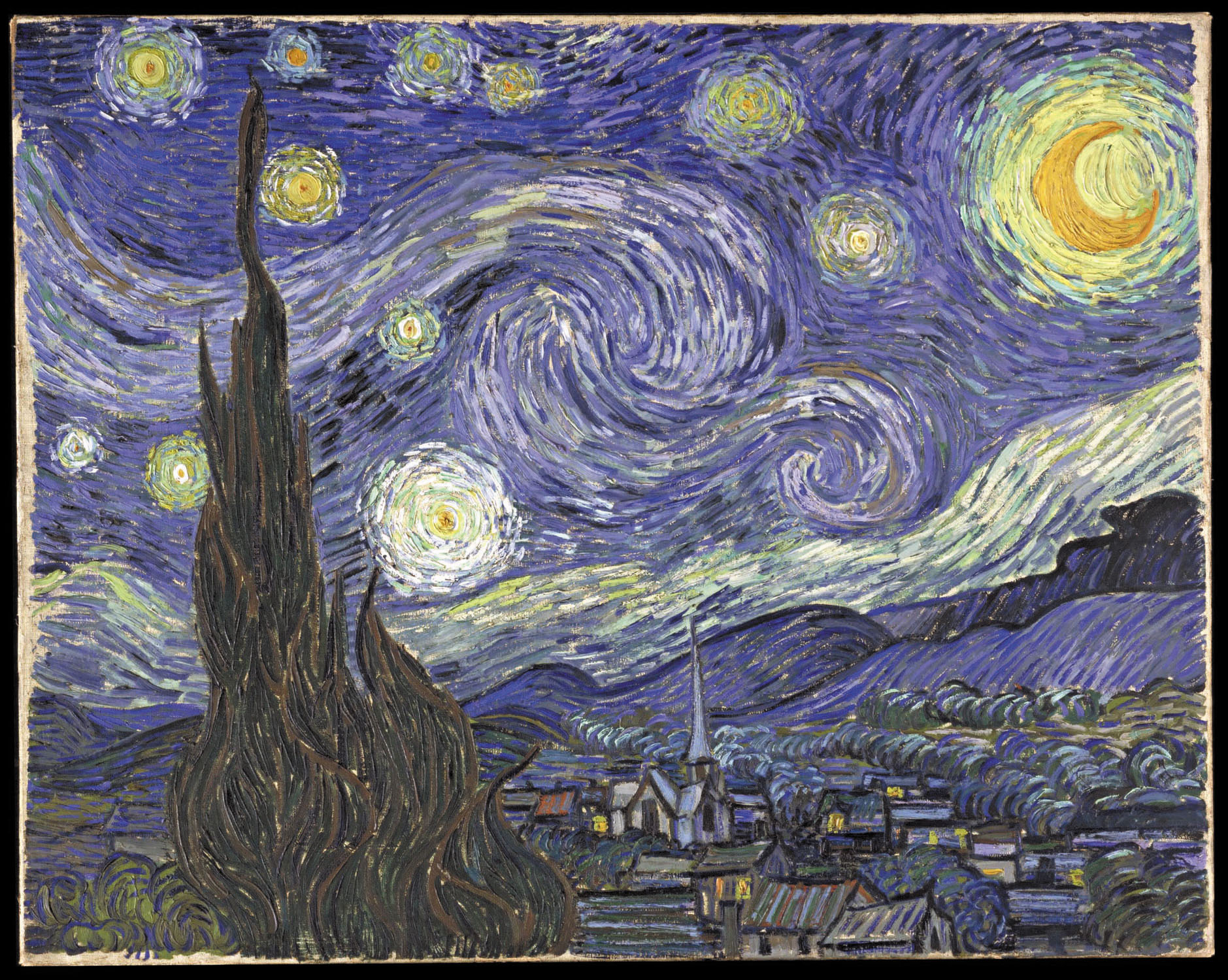
La Nuit étoilée, 1889, huile sur toile,, New York, Museum of Modern Art (F612/JH1731).

Malgré son mauvais état de santé, Van Gogh est très productif. Ce n'est que pendant ses crises de démence qu'il ne peint pas. Dans l'asile, une pièce au rez-de-chaussée lui est laissée en guise d'atelier. Il continue à envoyer ses tableaux à Theo. Deux de ses œuvres font partie de la 5e exposition annuelle de la Société des artistes indépendants de Paris. Un des premiers tableaux de cette époque est l’Iris. Les peintures de cette période sont souvent caractérisées par des remous et des spirales. À diverses périodes de sa vie, Van Gogh a également peint ce qu'il voyait de sa fenêtre, notamment à la fin de sa vie avec une grande série de peintures de champs de blé qu'il pouvait admirer de la chambre qu'il occupait à l'asile de Saint-Rémy-de-Provence. Il quitte l'asile le 19 mai 1890.
Theo rencontre le docteur Paul Gachet sur les recommandations de Pissarro. Theo encourage Vincent à sortir de l'asile et à se rendre à Auvers-sur-Oise, où il pourra consulter le médecin et être près de son frère.
Van Gogh commence également à être connu. En janvier 1890, un article d’Albert Aurier dans le Mercure de France souligne pour la première fois l’importance de ses recherches. Un mois plus tard, la peintre Anna Boch acquiert l’un de ses tableaux, La Vigne rouge pour la somme de 400 francs.
Le 31 janvier 1890 naît le petit Vincent, fils de son frère Theo. Dans les mois précédents la venue au monde de ce neveu et dont Vincent est le parrain, il écrit à Theo sans jamais mentionner le nom de l'enfant, en le nommant « le petit ». Lorsque le nouveau-né tombe malade sans gravité, Vincent éprouve de la tristesse et du découragement.

#### Auvers-sur-Oise

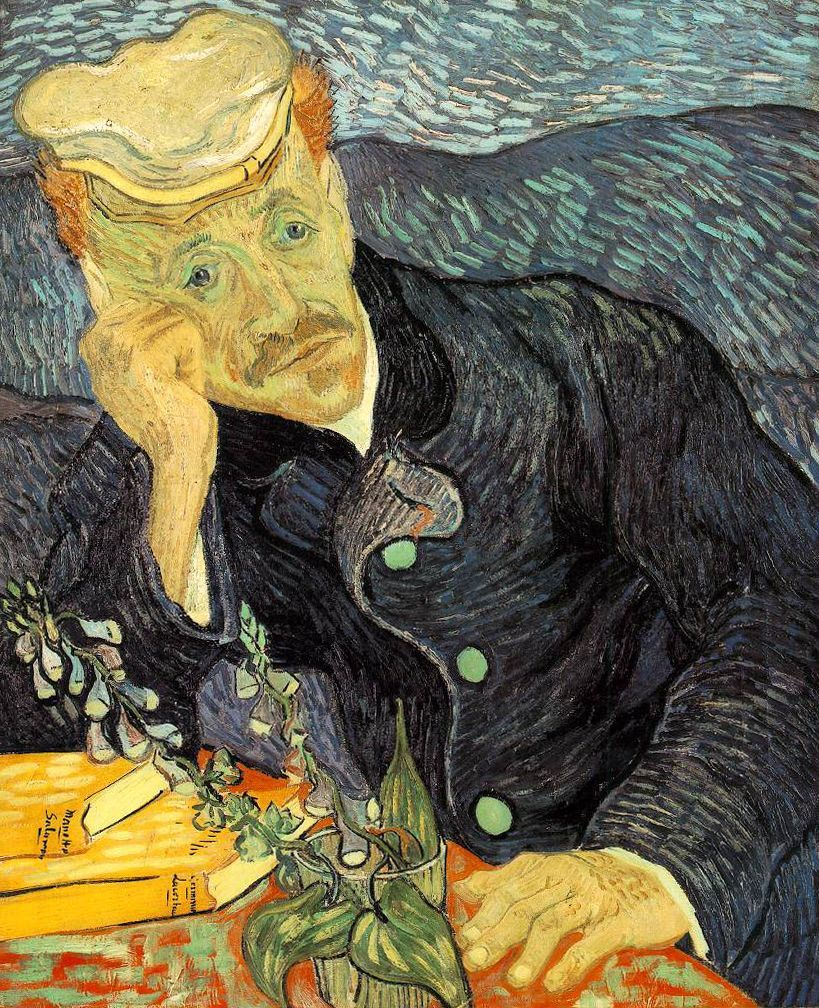
Le Docteur Gachet, 1890, huile sur toile,, collection privée (F753/JH2007).

Après avoir rendu visite à Theo à Paris, Van Gogh s'installe à Auvers-sur-Oise, situé à une trentaine de kilomètres au nord-ouest de Paris. Cette commune rurale du Vexin français était déjà connue dans le milieu des peintres, initialement par les paysagistes de l'école de Barbizon, puis par les impressionnistes. Il y passe les 70 derniers jours de sa vie, du 20 mai au 29 juillet 1890. Le docteur Paul Gachet a promis de prendre soin de lui à la demande de Theo. Gachet, ami de Paul Cézanne et des peintres impressionnistes et lui-même peintre amateur, veille sur Van Gogh, qui loue une petite chambre no 5 dans l’auberge Ravoux, pour 3,50 francs par jour.
Van Gogh, au sommet de sa maîtrise artistique, va alors décrire dans ses œuvres la vie paysanne et l'architecture de cette commune. Des articles paraissent dans la presse parisienne, bruxelloise et néerlandaise. C'est un signe important de sa reconnaissance dans ce milieu artistique. Grâce aux soins du docteur Gachet, son activité est intense : il peint 74 tableaux plus ou moins achevés, réalise 45 dessins et une gravure,. D'autre part, Theo, dont la maladie perdure, lui confie son inquiétude pour son travail et pour le petit Vincent Willem, malade. Theo désire retourner aux Pays-Bas.

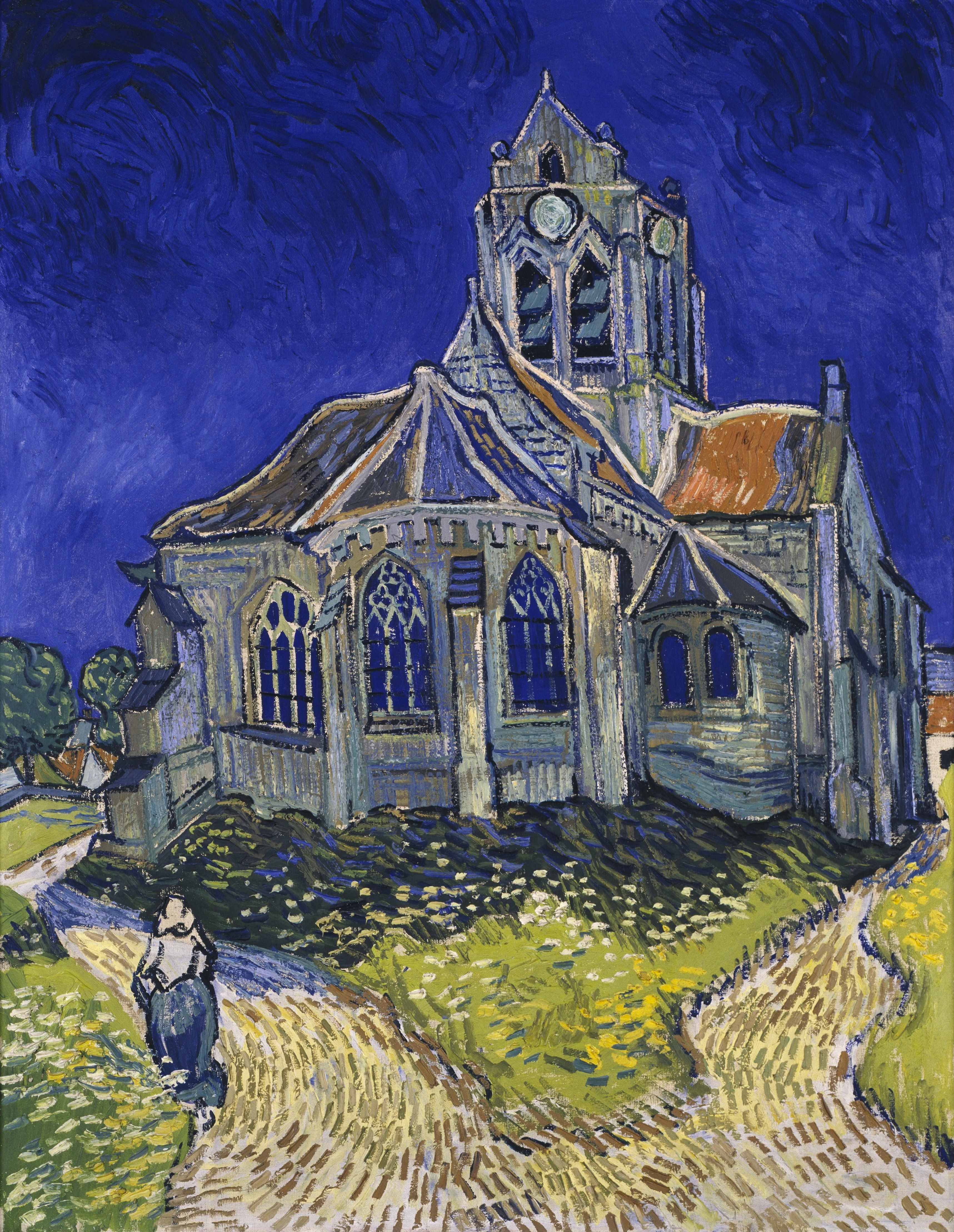
L'Église d'Auvers-sur-Oise, huile sur toile (74 × 94 cm), musée d'Orsay.
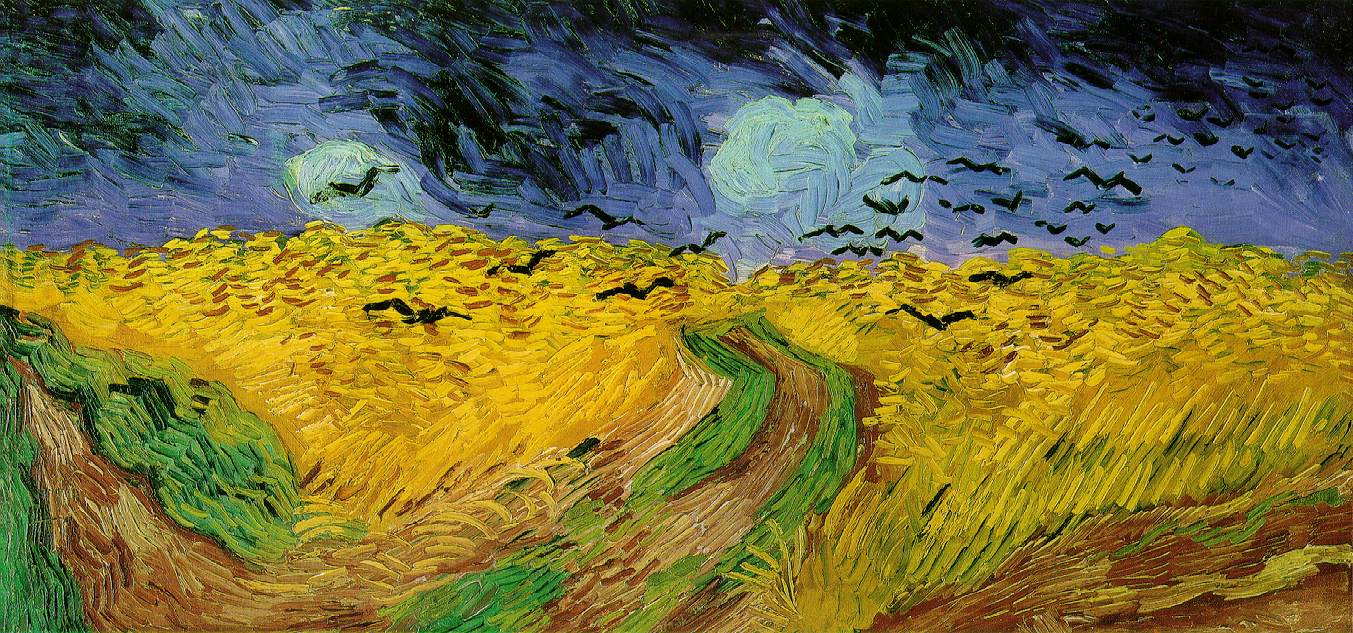
Champ de blé aux corbeaux, huile sur toile (50,5 × 100,5 cm), musée Van-Gogh.
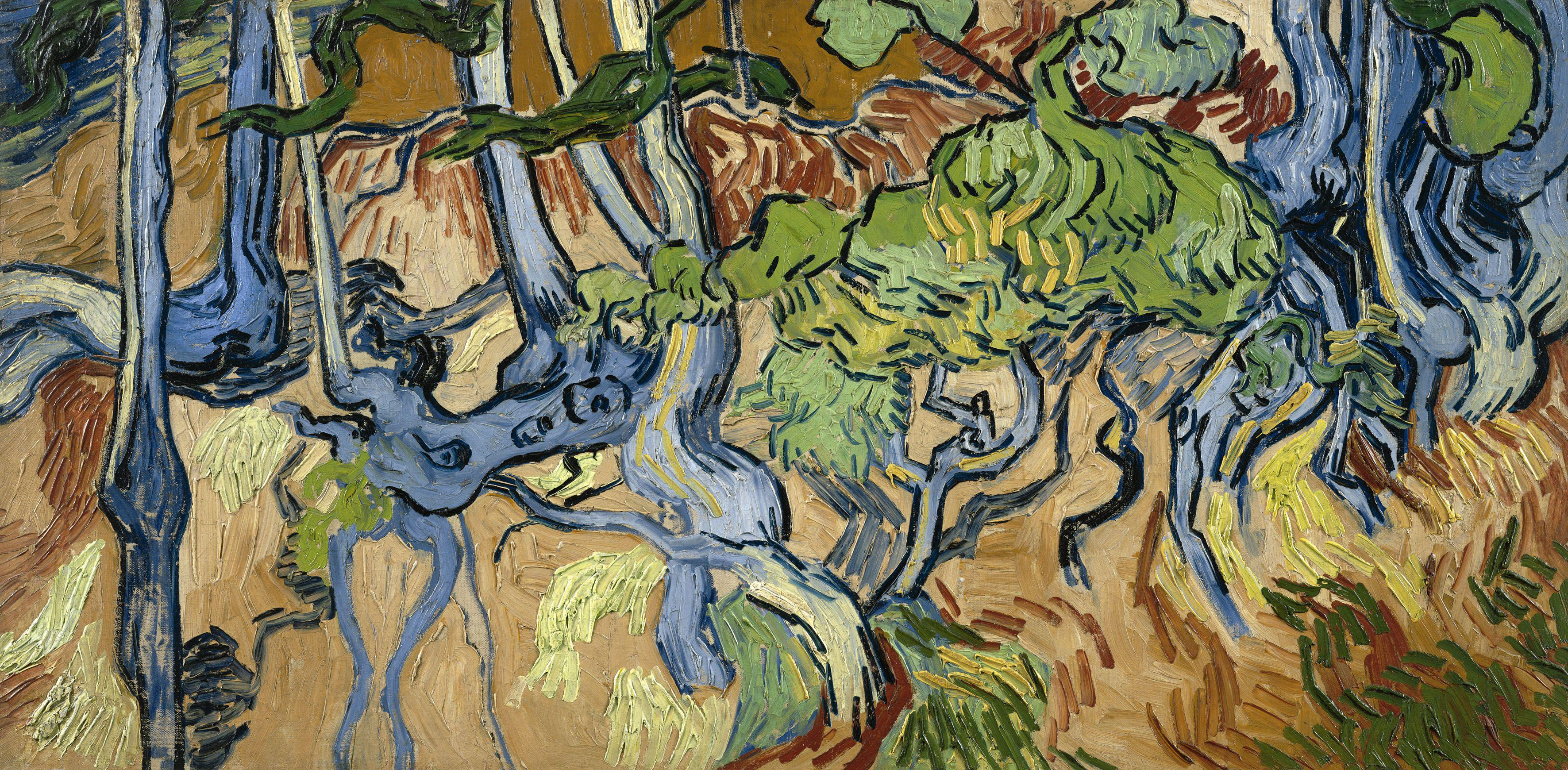
Racines d'arbres, huile sur toile (50 × 100), musée Van-Gogh.

### Mort de Vincent van Gogh

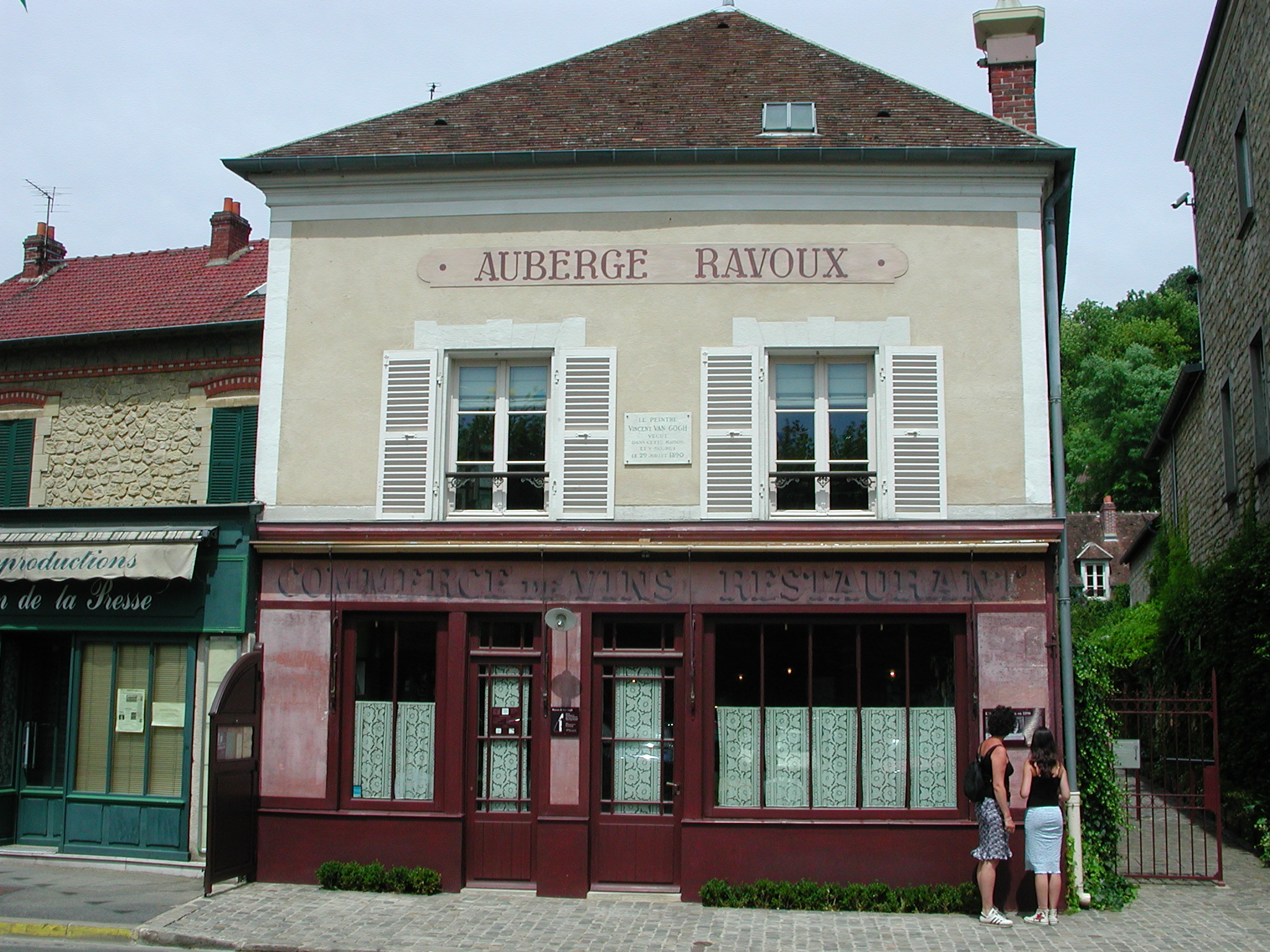
Une lucarne percée dans le toit éclaire la chambre mansardée no 5 de l'auberge Ravoux classée monument historique en 1985.

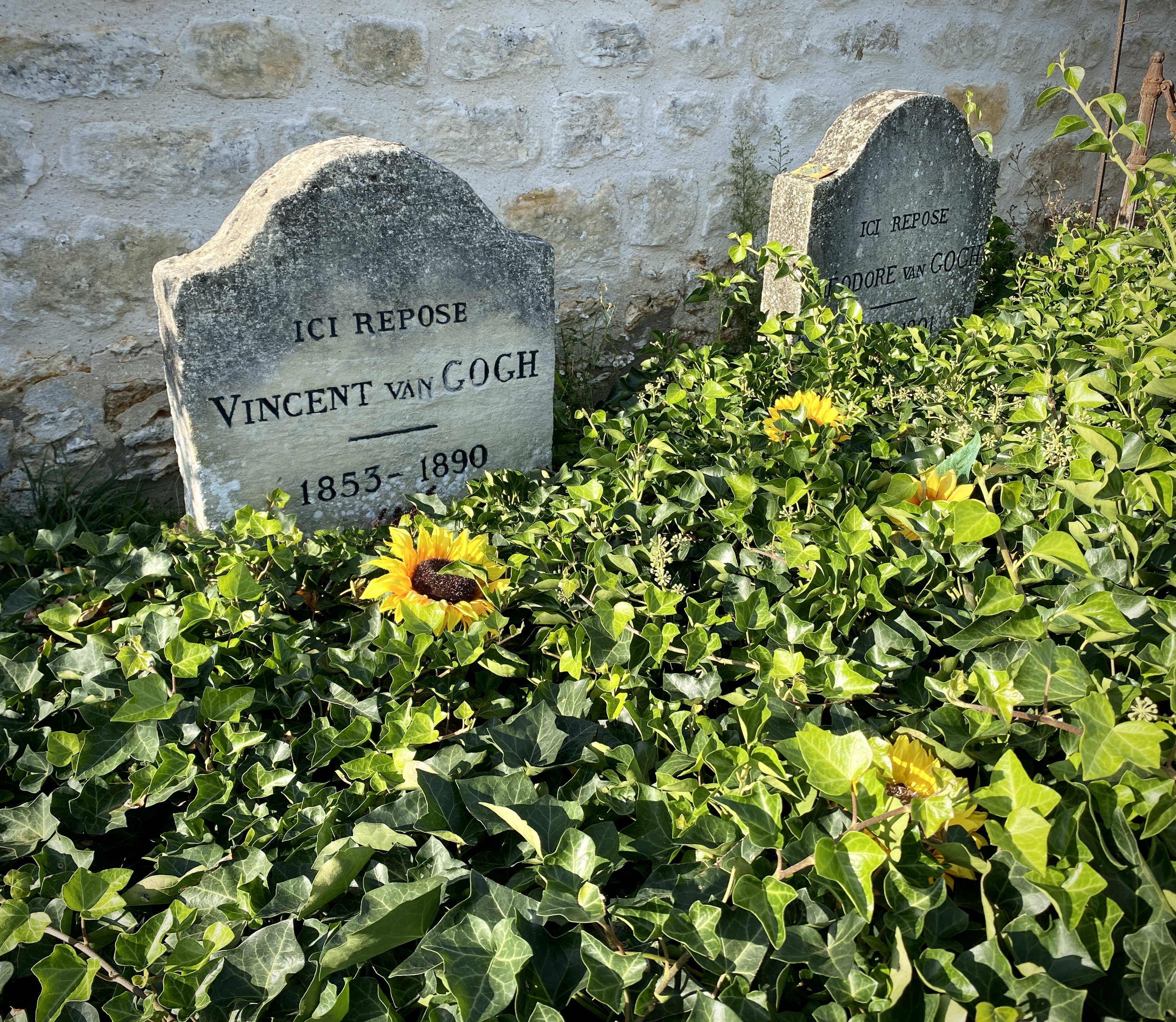
Tombes des deux frères Van Gogh, recouvertes d'un simple lierre, à Auvers-sur-Oise.

L'instabilité mentale de Vincent van Gogh reprend vers la fin juillet 1890[réf. souhaitée]. Le dimanche 27 juillet 1890, après avoir peint son ultime toile, Racines d'arbres, il se tire un coup de revolver dans la poitrine. Revenu à l'auberge Ravoux, il monte dans sa chambre. Ses gémissements attirent l'attention de l'aubergiste, Arthur Ravoux, qui le découvre blessé et fait venir le docteur Jean-Baptiste Mazery et le docteur Gachet. Une opération chirurgicale n'est pas envisageable au vu des circonstances et de l'impossibilité de déterminer la trajectoire de la balle. Anton Hirschig, artiste néerlandais pensionnaire de son auberge, se rend à Paris le lendemain pour prévenir Theo van Gogh. Vincent van Gogh décède le 29 juillet, à 1 heure 30 du matin, à l'âge de 37 ans, son frère Theo étant à son chevet.
Theo, atteint de syphilis et de ses complications neurologiques, est hospitalisé en octobre 1890 dans une clinique à Utrecht, où il meurt le 25 janvier 1891 à l'âge de 34 ans. Les deux frères reposent tous deux au cimetière d'Auvers-sur-Oise, depuis que Johanna van Gogh-Bonger a fait transférer le corps de son premier mari auprès de son frère en 1914.
En 2011, une hypothèse alternative sur la mort de Vincent van Gogh a été avancée par deux auteurs, Steven Naifeh et Gregory White Smith, qui reprennent une rumeur lancée par un journaliste anonyme dans les années 1930, attribuée erronément à Victor Doiteau : Vincent van Gogh aurait été victime par accident d'une balle tirée par René Secrétan, jeune homme de 16 ans amateur d'armes à feu et admirateur de Buffalo Bill, en villégiature à Auvers-sur-Oise avec son frère Gaston, 19 ans. Le coup de feu fatal serait parti pendant une possible lutte entre René, 16 ans, et Van Gogh. Avant de succomber deux jours plus tard, le peintre aurait alors décidé d'endosser toute la responsabilité de l'acte en déclarant s'être visé lui-même, dans le but de protéger les garçons et par amour pour son frère Théo, pour lequel il pensait être devenu un fardeau trop pesant.
Marianne Jaeglé relate cette thèse dans son livre Vincent qu'on assassine, dans lequel la vie de Vincent Van Gogh est écrite sous l'angle de la thèse du meurtre du peintre.
Cette thèse repose sur plusieurs arguments : Vincent van Gogh aurait été le souffre-douleur de René Secrétan ; l'historien d'art John Rewald a recueilli dans les années 1930 des rumeurs auversoises dans ce sens, mais ces témoignages sont tardifs et de seconde main ; René Secrétan, dont les auteurs américains prétendent que le peintre a réalisé un dessin déguisé en cowboy et qui a assisté au Buffalo Bill Wild West Show à Paris au début de l'année 1890, aurait volé le revolver de l'aubergiste Arthur Ravoux pour tirer sur des oiseaux et petits animaux, revolver à l'origine de l'homicide involontaire ou du tir accidentel sur Vincent van Gogh,,, ; les signes de l'impact de la balle rendent peu probable qu'elle ait été tirée à bout portant selon un expert américain en médecine légale, le docteur Vincent DiMaio,.
Un chercheur, Wouter van der Veen, travaillant sur la vie et l’œuvre de Vincent van Gogh, a publié en 2020 une analyse de la dernière journée de Vincent van Gogh, du lieu où il a passé cette journée, du dernier tableau qu'il a peint (Racines d'arbres, conservé au musée Van Gogh d’Amsterdam), et de ses derniers écrits, corroborant le suicide,.

### Problèmes de santé
À plusieurs reprises, Van Gogh souffre d'accès psychotiques et d'instabilité mentale, en particulier dans les dernières années de sa vie. Au fil des ans, il a beaucoup été question de l'origine de sa maladie mentale et de ses répercussions sur son travail. Plus de cent cinquante psychiatres ont tenté d'identifier sa maladie et quelque trente diagnostics différents ont été proposés.
Parmi les diagnostics avancés se trouvent la schizophrénie, le trouble bipolaire, la syphilis, le saturnisme, l'épilepsie du lobe temporal, la maladie de Menière. Chacune de ces maladies pourrait être responsable de ses troubles et aurait été aggravée par la malnutrition, le surmenage, l'insomnie et un penchant pour l'alcool, en particulier pour l'absinthe.
Une théorie suggère que le docteur Gachet aurait prescrit de la digitaline à Van Gogh pour traiter l'épilepsie, substance qui pourrait entraîner une vision teintée de jaune et des changements dans la perception de la couleur d'ensemble. Cependant, il n'existe aucune preuve directe que Van Gogh ait pris de la digitaline, même si Van Gogh a peint Portrait du docteur Gachet avec branche de digitale, plante à partir de laquelle est produite la digitaline.

## Lettres

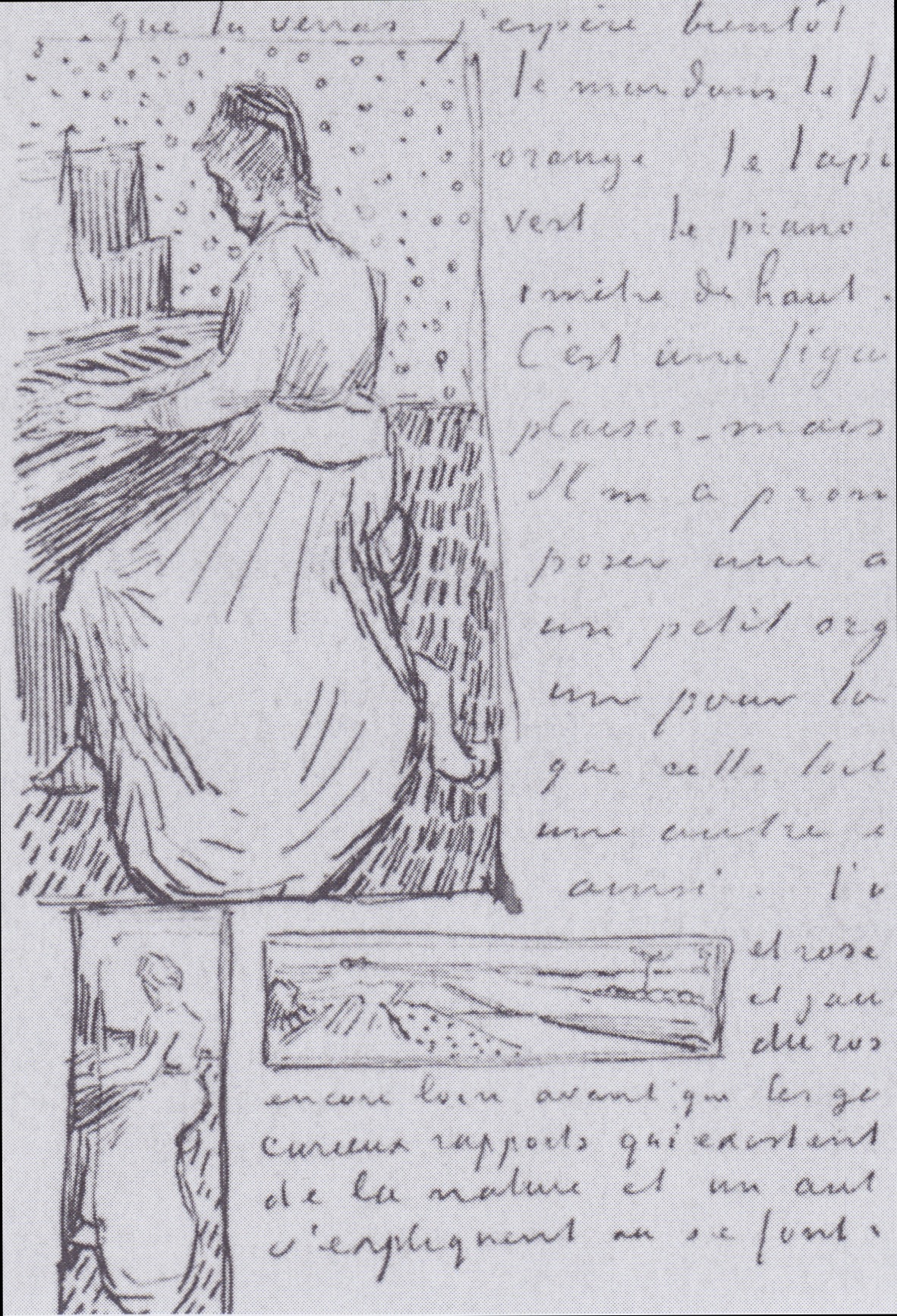
Croquis de Marguerite Gachet au piano.

Rédigées entre 1872 et 1890, les lettres de Vincent van Gogh témoignent de sa vie ainsi que de l'enchaînement de ses idées lorsqu'il produisait une œuvre. Ces textes n'ont pas été écrits en vue d'être publiés : ils représentent les pensées les plus profondes et les sentiments de leur auteur. La vision intime de sa propre vie, sa démarche artistique et l'origine de ses tableaux y sont expliqués dans un style direct et transparent. Ces lettres constituent une référence très riche concernant le contexte artistique et intellectuel dans lequel il se trouvait et les efforts qu'il fournissait pour s'y attacher, les méthodes et les matériaux utilisés à l'époque, les relations intimes qu'il nouait avec ses proches, sa façon de voir les autres artistes, etc..

### Contexte
En général, les lettres de Van Gogh sont adressées à son frère Théo, qui est aussi son plus grand soutien. Au début de cette correspondance, il écrit, : « […] nous n'aurons qu'à nous écrire très souvent. » Il a aussi écrit aux autres membres de sa famille et à ses amis, tels que Paul Gauguin et Émile Bernard. La lettre la plus ancienne est adressée à Théo et datée du 29 septembre 1872. La dernière, rédigée quelques jours avant sa mort, était également destinée à Théo et il la portait sur lui le jour de son suicide. Environ les deux tiers de ses lettres, jusqu'en 1886, sont rédigées en néerlandais. Après cette date, il écrit en français, langue qu'il maîtrise depuis son apprentissage de la langue dans son enfance et qu'il perfectionne en France. Il a aussi écrit quelques lettres en anglais. En 2011, il existe 902 lettres répertoriées, dont 819 écrites par lui et 83 à son intention. Ces lettres ainsi que des photographies et d'autres documents le concernant sont conservés en 2011 au musée Van-Gogh à Amsterdam.

### Histoire de la publication

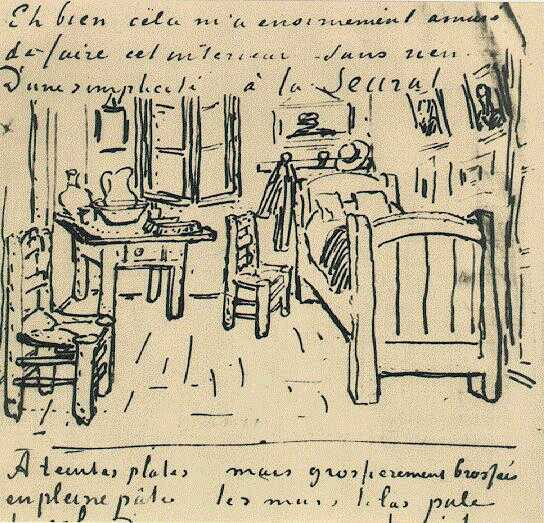
Croquis de La Chambre à coucher.

À la mort de Vincent, son frère devient propriétaire de toutes les peintures, sauf une qui a été vendue du vivant de Vincent, ainsi que des lettres. Theo, atteint de la syphilis, perd la raison trois mois après le décès de son frère. D'abord interné à Paris, il est rapidement transféré à Utrecht aux Pays-Bas où il finira ses jours. À la suite de cet évènement, Johanna Bonger-Van Gogh, la femme de Theo, devient l'héritière de cette collection d'art, qui n'a pas à l'époque une grande valeur marchande.
Grâce à Johanna, Émile Bernard et d'autres amis, ses lettres apparaissent dans les revues de l'époque (Van Nu en Straks et Mercure de France, par exemple). La première publication des lettres sous forme d'ouvrage date de 1914. Cette édition comporte les lettres de Vincent à Theo et à Johanna. Durant les années 1920, d'autres correspondances de Vincent apparaissent : Émile Bernard, Paul Gauguin, Gabriel-Albert Aurier, Paul Signac, John Peter Russell, etc. Après la mort de Johanna en 1925, son fils Vincent Willem van Gogh prend le relais. Après la Seconde Guerre mondiale, il publie une édition en 4 volumes de nature documentaire. Vingt ans plus tard, il publie une autre édition en 2 volumes, cette fois-ci en tâchant de rassembler les dernières lettres de Van Gogh en français.
Petit à petit, le nombre d'ouvrages concernant les lettres se multiplie. Sa célébrité ne cessant de croître, la publication de ses lettres et leur analyse deviennent de plus en plus fréquentes, comme les travaux de Jan Hulsker,. L'originalité du travail de Hulsker réside dans sa recherche de compréhension et d'explication des œuvres. Il a identifié les œuvres mentionnées dans les lettres, reproduit les croquis et revu les datations des courriers. Pour le centenaire de Van Gogh, le musée Van-Gogh publie sa correspondance au complet en néerlandais dans l'ordre chronologique. De nombreux livres reprennent une partie des lettres et les analysent à leur façon. Le dernier grand ouvrage est le fruit du projet Lettres de Van Gogh, lancé par le musée Van Gogh, en partenariat avec le Huygens Institute en 1994. Publiés en trois langues (néerlandais, français et anglais), ces 6 volumes offrent une analyse approfondie, de nouvelles lettres non publiées et, surtout, des bases solides pour effectuer de nouvelles recherches sur ce peintre,.

## Peinture
Van Gogh a beaucoup travaillé pour perfectionner son dessin et sa peinture, notamment en utilisant des livres ou des manuels. Il a, par exemple, copié toutes les pages du Cours de dessin de Charles Bargue,. Sa peinture est le fruit d'un travail long, méticuleux et acharné. Il s'est essayé à plusieurs sortes de matériaux comme la pierre noire, la craie lithographique et la plume de roseau. Il était sensible et attentif à l’environnement artistique de la fin du XIXe siècle. Son style, qui se caractérise surtout par l'utilisation des couleurs et les touches de ses pinceaux, a une influence importante sur l'art du XXe siècle. Les lettres de Van Gogh nous apprennent l'admiration de ce dernier pour Rembrandt, Frans Hals, Eugène Delacroix, Jean-François Millet, mais aussi pour Anton Mauve, Émile Bernard et Paul Gauguin. Il s'est inspiré des maîtres hollandais du XVIIe siècle. Ses peintures témoignent de son expérience de la vie quotidienne et ses tableaux portent la marque de sa personnalité tourmentée et instable. Il a notamment réalisé Les Mangeurs de pommes de terre (1885), La Chambre de Van Gogh à Arles (1888), Les Tournesols (1888-1889), Autoportrait à l'oreille bandée (1889), La Nuit étoilée (1889), Portrait du docteur Gachet avec branche de digitale (1890) et L'Église d'Auvers-sur-Oise (1890).
Au XXIe siècle, il reste de lui des peintures, des œuvres sur papier, des croquis et des lettres. Van Gogh a produit plus de 2 000 œuvres d'art : à peu près 900 peintures et 1 100 dessins et croquis qui s'étendent sur 10 ans de travail. Il avait l'habitude d'échanger ses peintures avec d'autres peintres, comme cela se faisait fréquemment alors, notamment Émile Bernard et Paul Gauguin.

### Style
L'art de Van Gogh a évolué constamment au cours de sa carrière artistique. Par exemple, il s'intéresse aux estampes japonaises et aux gravures anglaises. Il prend plaisir à exécuter des reproductions auxquelles il souhaite apporter une contribution artistique originale. Il réalise plusieurs séries de tableaux, notamment des autoportraits et Les Tournesols. Par ailleurs, il accorde aussi une place importante aux tableaux nocturnes. Il applique les couleurs par touches de pinceaux, sans mélanger sur la palette. Les couleurs se fondent à distance dans l'œil du spectateur.
À l'automne 1882, Theo commence à financer Vincent afin que ce dernier puisse développer son art sereinement. Au début de l'année 1883, il commence à travailler sur des compositions multi-figures, surtout des dessins. D'après Theo, ces travaux manquent de vivacité et de fraîcheur. À cause de ces commentaires, Vincent les détruit et se tourne vers la peinture à l'huile. À Nuenen, il réalise de nombreuses peintures de grande taille mais il en détruit également. Parmi les toiles de l'époque, on peut citer Les Mangeurs de pommes de terre, les différentes têtes de paysans et les diverses interprétations de la chaumière.

Maison sous un ciel nocturne, 1890, huile sur toile,, Saint-Pétersbourg, musée de l'Ermitage (F766/JH2031).

Pensant qu'il manque de connaissance sur les techniques de la peinture, il se rend à Paris pour continuer à apprendre et développer son style. Sa tendance à développer les techniques et les théories des impressionnistes et les néo-impressionnistes dure peu. À Arles, Van Gogh reprend d'anciennes idées. Il recommence par exemple à peindre une série de tableaux sur des sujets similaires. La progression de son style se voit dans ses autoportraits. En 1884, à Nuenen, il avait déjà travaillé sur une série pour décorer la salle à manger d'un de ses amis à Eindhoven. Toujours à Arles, il transforme ses Vergers fleurissants en triptyques. Il réalise une autre série sur la famille Roulin et il travaille avec Gauguin sur la décoration de la maison jaune. Les peintures faites pendant la période de Saint-Rémy sont souvent caractérisées par des tourbillons et des spirales. Les motifs de luminosité de ces dernières images ont été montrés conforme au modèle statistique de turbulence de Kolmogorov.
L'historien d'art Albert Boime est l'un des premiers à montrer que Van Gogh basait ses travaux sur la réalité. Par exemple, le tableau Maison sous un ciel nocturne montre une maison blanche au crépuscule avec une étoile bien visible, entourée d'une auréole jaune. Les astronomes du Southwest Texas State University à San Marcos ont établi que cette étoile est Vénus, très brillante le soir du 16 juin 1890, date de la création de ce tableau.

#### Autoportraits
| De gauche à droite : - Autoportrait au visage glabre, 1889, huile sur toile, 40 × 31 cm, collection privée (F525/JH1665). - Autoportrait en chapeau de feutre, 1887, huile sur carton, 19 × 14 cm, Amsterdam, musée Van Gogh, Fondation Vincent van Gogh (F296/JH1210). - Autoportrait, 1889, huile sur toile, 65 × 54 cm, Paris, musée d'Orsay (F627/JH1772). |

Van Gogh a peint des autoportraits à plusieurs reprises. Beaucoup de ces toiles sont de petites dimensions : ces essais lui permettent d'expérimenter les techniques artistiques qu'il découvre. Ses autoportraits reflètent ses choix et ses ambitions artistiques qui évoluent en permanence. Les peintures varient en intensité et en couleur et l'artiste se représente avec barbe, sans barbe, avec différents chapeaux, avec son bandage qui représente la période où il s'est coupé l'oreille, etc. La plupart de ses autoportraits sont faits à Paris. Tous ceux réalisés à Saint-Rémy-de-Provence montrent la tête de l'artiste de gauche, c'est-à-dire du côté opposé de l'oreille mutilée. Plusieurs des autoportraits de Van Gogh représentent son visage comme se reflétant dans un miroir, c'est-à-dire son côté gauche à droite et son côté droit à gauche. Il s'est peint 37 fois en tout. Cependant, durant les deux derniers mois de sa vie, à Auvers-sur-Oise, et malgré sa productivité, il ne peint aucun autoportrait. Son Autoportrait au visage glabre, qui date de fin septembre 1889, est une des toiles les plus chères au monde, vendue à 71,5 millions de dollars en 1998 à New York.

#### Japonisme
| De gauche à droite : - La Courtisane (d'après Eisen), 1887, huile sur toile, 105,5 × 60,5 cm, Amsterdam, musée Van Gogh, Fondation Vincent van Gogh (F373/JH1298). - Pruniers en fleurs (d'après Hiroshige), 1887, huile sur toile, 55 × 46 cm, Amsterdam, musée Van Gogh, Fondation Vincent van Gogh (F371/JH1296). - Père Tanguy, 1887, huile sur toile, 92 × 75 cm, Paris, musée Rodin (F363/JH1351). |

Le japonisme, style qui se développe en France surtout dans la seconde moitié du XIXe siècle avec l’ouverture du Japon à l'Occident de l’ère Meiji, attire Van Gogh depuis qu'il est à Nuenen. Les maîtres japonais comme Hokusai et Hiroshige l'inspirent. Il achète ses premières reproductions à Anvers et transmet son goût pour cet art asiatique à son frère Théo. Les deux réunissent plus de 400 œuvres qui sont aujourd'hui au musée Van Gogh d'Amsterdam. L'Université Ritsumeikan dans une étude réalisée en collaboration avec Université Féminine de Kyoto voit dans le style Kutani, créé par Goto Saijiro un précurseur du peintre et une source d'inspiration pour celui-ci.
À Paris, Van Gogh s'interroge sur l'apport de cet art d'une grande qualité esthétique par rapport à ses propres travaux. Il exécute alors plusieurs copies des crépons japonais. Le Courtisan est la reproduction d'un dessin qu'il a vu sur la couverture de Paris illustré spécial Japon. Il lui ajoute un arrière-plan inspiré des estampes japonaises en employant des couleurs intenses. Le Prunier en fleur est un autre tableau de ce genre : il interprète cette fois-ci une œuvre de Hiroshige. Le fond du portrait du père Tanguy est aussi décoré d'estampes japonaises. Van Gogh a l'habitude de délimiter des plans ou des objets par du noir, une couleur qualifiée de « non-couleur » par les impressionnistes, qui la bannissent quasiment systématiquement de leurs palettes. Il trouve ainsi une justification à cette pratique dans les estampes japonaises. Par la suite, il s'approprie l'art japonais, et confesse à son frère, : « Tout mon travail est un peu basé sur la japonaiserie… »
Cette fascination pour le Japon ne le quittera jamais et durant la dernière année de sa vie, Van Gogh cherchera par exemple à rencontrer un peintre français nommé Louis Dumoulin après avoir vu plusieurs de ses tableaux inspirés d'un voyage au Japon notamment lors de la grande exposition organisée au Champ-de-Mars en mai 1890 par la Société nationale des Beaux-Arts. Deux lettres à l'attention de son frère Théo écrites alors qu’il séjourne à Auvers-sur-Oise exposent en effet son désir de rencontrer Dumoulin (qu’il écrit « Desmoulins ») comme « celui qui fait le Japon »,.

#### Copies d'œuvres
| De gauche à droite : - Le Semeur, de Jean-François Millet, 1850, huile sur toile, 55 × 46 cm. - Le Semeur, de Vincent van Gogh (d'après Millet), 1889, huile sur toile, 81 × 65 cm, collection privée, F690/JH1837. |

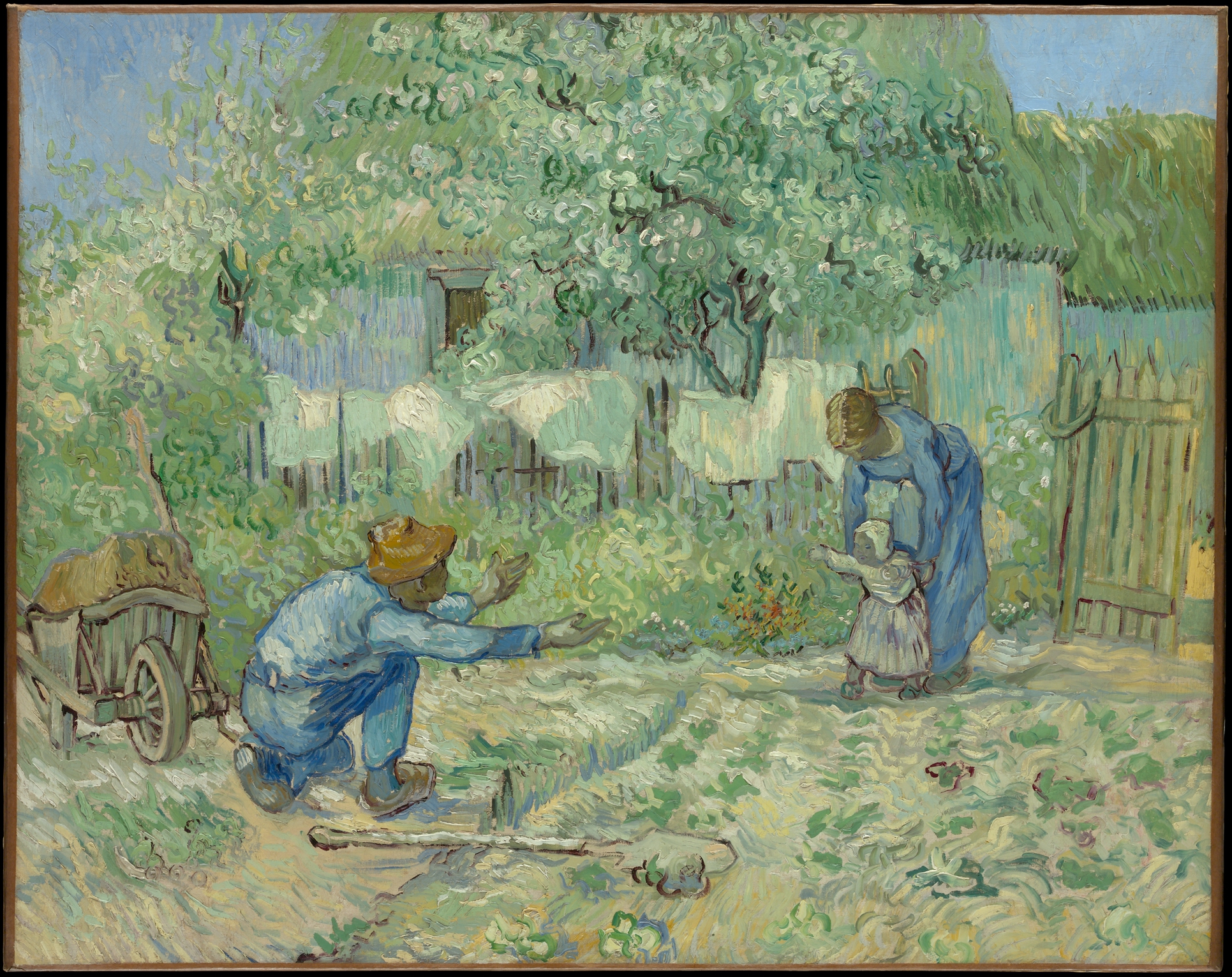
Premiers pas, d'après Jean-François Millet, 1890, huile sur toile,, New York, Metropolitan Museum of Art (64.165.2).

Non seulement Vincent van Gogh aime contempler les reproductions des œuvres d'art mais il en réalise lui-même. Sa première reproduction date de l'époque Saint-Rémy-de-Provence : il copie une lithographie de la Pietà d'Eugène Delacroix, cette dernière ayant été abîmée. Il interprète aussi plusieurs tableaux à l'huile dans son propre style. Entre septembre 1889 et mai 1890, il produit de nombreuses œuvres d'après Delacroix, Rembrandt et Jean-François Millet, dont, de ce dernier, Hiver, la plaine de Chailly. Ce sont des scènes religieuses et des travailleurs des champs. Durant la période où il est confiné dans un asile psychiatrique à Saint-Rémy-de-Provence, il trouve dans la reproduction d'œuvres un moyen de poursuivre son travail sans modèle ; il n'avait les moyens de n'employer que lui-même comme modèle. Il considère que le sujet d'un tableau n'est qu'un seul point de départ et que l'interprétation de l'artiste est la contribution principale. Il exprime cette idée à son frère par les mots suivants, : « Je pose le blanc et noir de Delacroix ou de Millet ou d'après eux devant moi comme motif. — Et puis j'improvise de la couleur là-dessus mais bien entendu pas tout à fait étant moi mais cherchant des souvenirs de leurs tableaux — mais le souvenir, la vague consonance de couleurs qui sont dans le sentiment, sinon justes — ça c'est une interprétation à moi. »
Le tableau Le Semeur, de Millet, est l'un des exemples caractéristiques éclairant les intentions de Van Gogh pour la reproduction. On voit l'apport de l'utilisation de la couleur et les coups de pinceaux très personnels de Van Gogh. Le résultat est plus vif, la personnalité de l'artiste s'affirme par l'intensité des couleurs appliquées.
On peut également évoquer La méridienne (ou La Sieste) du même peintre dont s'inspire Vincent dans son tableau La Méridienne. 

#### Séries
| De gauche à droite : - Tournesols dans un vase, 1888, huile sur toile, 91 × 71 cm, Munich, Neue Pinakothek (F456/JH1561). - Tournesols séchés, 1887, huile sur toile, 43 × 61 cm, New York, Metropolitan Museum of Art (F375/JH1329). - Tournesols dans un vase, 1888, huile sur toile, 73 × 58 cm, collection privée (F453/JH1559). |

Van Gogh a réalisé plusieurs séries de tableaux. Pour affiner son art, il aime peindre plusieurs tableaux sur des sujets similaires concernant la nature : les fleurs, les champs de blé, les vergers fleurissant, etc. Il fait également des séries de portraits, surtout en peignant chaque membre de la famille Roulin ou des séries de semeurs. Van Gogh s'intéresse particulièrement à la peinture des fleurs. Il réalise plusieurs paysages avec différentes fleurs : des lilas, des roses, des lauriers, etc. Sur certains de ses tableaux, comme Iris, on les voit au premier plan. Il a fait deux séries de tournesols : la première alors qu'il est à Paris en 1887, la seconde lorsqu'il habite Arles l'année suivante. La première montre des tournesols fraîchement cueillis posés par terre. Dans la seconde, les tournesols sont dans des vases, parfois en train de faner. Les fleurs sont peintes par d'épais coups de brosse avec des surplus de peinture.
L'idée de Van Gogh est de remplir les murs de l'atelier qu'il veut partager avec Paul Gauguin dans le but de créer une communauté d'artistes, : « Dans l'espoir de vivre dans un atelier à nous avec Gauguin, je voudrais faire une decoration pour l'atelier. Rien que des grands Tournesols. » Gauguin représente dans un de ses tableaux van Gogh en train de peindre des tournesols. Van Gogh est assez content du résultat le montrant « fatigué et chargé d'électricité ».
| De gauche à droite : - Verger, 1889, huile sur toile , 72 × 92 cm, Amsterdam, musée Van Gogh, Fondation Vincent van Gogh (F511/JH1386). - Verger en fleurs et vue d'Arles, 1889, huile sur toile, 72 × 92 cm, Munich, Neue Pinakothek (F516/JH1685). |

La série des vergers en fleur de Van Gogh fait partie de ses premiers travaux à Arles. Les peintures de cette série sont joyeuses. Il passe beaucoup de temps à exprimer la gaieté du printemps. Vincent dit à son frère, : « J'ai maintenant 10 vergers sans compter trois petites etudes et une grande d'un cérisier que j'ai ereintée. » Dans la plupart de ces peintures, un arbre fleuri est mis en valeur. Il varie ses coups de pinceau : des touches de pointillisme, des élans impressionnistes plus veloutés, aplatissement des traits à la manière des estampes japonaises. Les tonalités intenses remplissent ses toiles, la couleur plus délicate des fleurs occupe le visuel.
| De gauche à droite : - Route avec un cyprès et une étoile, 1890, huile sur toile, 90,6 × 72 cm, musée Kröller-Müller (Otterlo), F683/JH1982. - Champ de blé avec cyprès, 1890, huile sur toile, 52 × 65 cm, collection privée (F743/JH1790). - Cyprès, 1889, huile sur toile, 95 × 73 cm, New York, Metropolitan Museum of Art (F613/JH1746). |

Une des séries de tableaux les plus connues que Van Gogh a réalisées est celle des cyprès. Ces arbres, caractéristiques des paysages du Midi de la France, inspirent Van Gogh. Il écrit à son frère, : « Les cyprès me preoccupent toujours, je voudrais en faire une chose comme les toiles des tournesols parce que cela m'étonne qu'on ne les ait pas encore fait comme je les vois ». Pendant l'été 1889, sur la demande de sa sœur Wil, il peint aussi plusieurs petites versions de Champ de blé avec cyprès. Ces travaux sont caractérisés par des tourbillons et par une technique qui lui permet de garder visibles les différentes couches de peinture qu'il superpose. Les autres tableaux de la série partagent les mêmes éléments stylistiques. Son tableau, La Nuit étoilée — qu'il peint lorsqu'il est à Saint-Rémy-de-Provence — fait partie de cette série.

#### Tableaux nocturnes

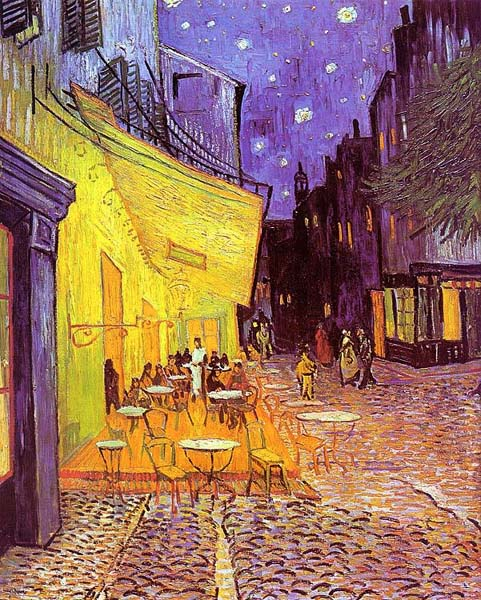
Terrasse du café le soir, 1888, huile sur toile,, Otterlo, musée Kröller-Müller (F467/JH1580).

La peinture des scènes vespérales et nocturnes est très fréquente chez Van Gogh qui écrit, : « Souvent, il me semble que la nuit est bien plus vivante et richement colorée que le jour. » L'importance qu'il accorde à cette période de la journée peut être constatée lorsqu'on considère le nombre d'œuvres qu'il a peintes pour la représenter. Il évoque le plus souvent la dure vie rurale, les paysans dans leur intimité familiale ou en plein travail, aux champs. Par ailleurs, une de ses peintures les plus connues, Terrasse du café le soir, décrit une ambiance citadine.
Pour Van Gogh, les peintres de son siècle ont réussi à représenter l'obscurité par de la couleur. Il réinterprète ce sujet dans ses tableaux en s'inspirant de plusieurs grands peintres. Si en Jules Breton et Jean-François Millet il voit l'essentiel de la représentation du travail de la terre, il est impressionné par la réussite de Rembrandt à utiliser de la couleur pour peindre la nuit. À travers ses œuvres, Delacroix lui apprend comment les couleurs vives et les contrastes de couleurs peuvent décrire les couchers de soleil, les tombées de nuit, voire les nuits avec leurs étoiles. Comme pour Adolphe Monticelli, la couleur devient pour Van Gogh un moyen de juger la modernité d'un tableau. Il apprécie l'art de l'impressionniste Monet, capable de donner l'impression d'une ambiance vespérale par un coucher de soleil en rouge. Il admire aussi la technique pointilliste de Seurat parvenant à évoquer une atmosphère nocturne, avec des taches et aplats de couleurs.
Van Gogh est donc fasciné par la réalité vespérale et nocturne. La disparition progressive de la lumière, un coucher de soleil intense, le crépuscule avec l'apparition des lumières artificielles des maisons et le scintillement des étoiles et de la lune dans un ciel sombre, nourrissent son imagination et sa créativité.

### Technique
Van Gogh peignait sur des toiles souvent déjà apprêtées, qu'il pouvait réutiliser, soit en grattant l'œuvre précédente, soit en la recouvrant d'une nouvelle couche. Il employait cependant certains pigments instables, entraînant une modification des couleurs sous l'effet de la lumière, dont la laque géranium qui perd sa teinte rouge avec le temps. Les couleurs originelles sont donc perdues, entraînant des difficultés de restauration : ainsi, les restaurateurs ont décidé, pour La Chambre datant de 1888, de ne pas « recoloriser » le tableau, se contentant de tenter de stopper les dégradations et de proposer un éclairage avec des filtres colorés pour restituer les teintes d'origine. En 2011, des études menées à l'European Synchrotron Radiation Facility de Grenoble ont permis d'identifier une réaction chimique complexe sur le jaune de cadmium faisant perdre l'éclat de cette couleur dans certains tableaux de Van Gogh,.

### Mouvements artistiques et Van Gogh

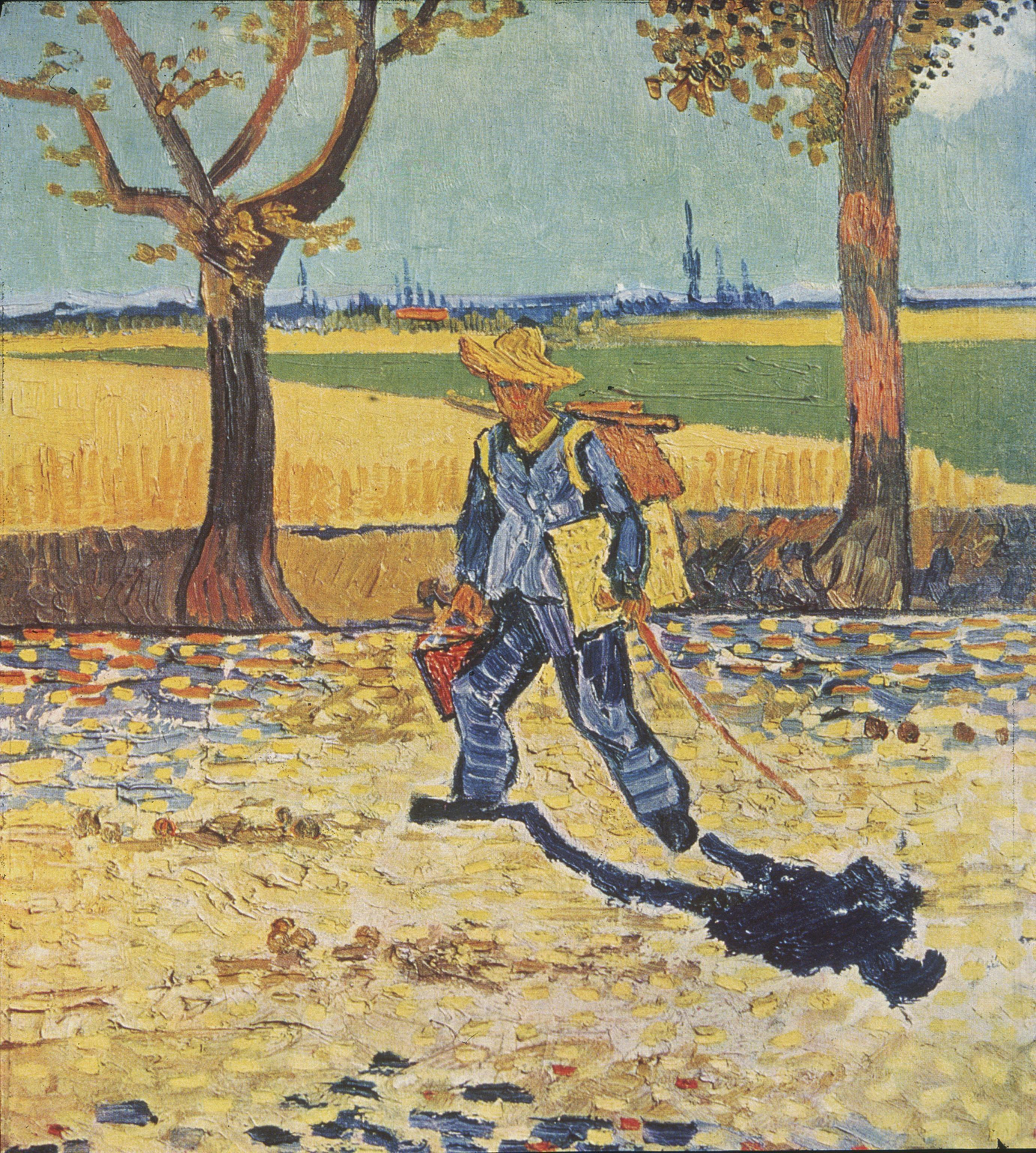
Le Peintre sur la route de Tarascon, 1888, huile sur toile,, brûlé pendant la Seconde Guerre mondiale (F448/JH1491).

Van Gogh a expérimenté plusieurs styles dans sa carrière artistique. Il a fini par créer un style qui lui est propre. Il croit que les peintures peuvent exprimer l'émotion et qu'elles ne sont pas qu'une imitation de la réalité.
Van Gogh découvre l'impressionnisme à Paris. Il adopte avec exaltation la peinture claire sans renoncer aux cernes de ses figures. Les trois artistes isolés, Van Gogh, Gauguin et Cézanne, tous influencés un moment par l'impressionnisme, constituent les figures majeures du postimpressionnisme. Van Gogh a également influencé la peinture postérieure et plus moderne, en particulier les mouvements tels que l'expressionnisme et le fauvisme. D'ailleurs, en Provence, il travaille dans un esprit qui annonce l'expressionnisme. Il contribue aussi à l'élaboration du symbolisme à travers sa volonté d'exprimer une émotion grâce à son art.

#### Impressionnisme
Pour un article plus général, voir Impressionnisme.

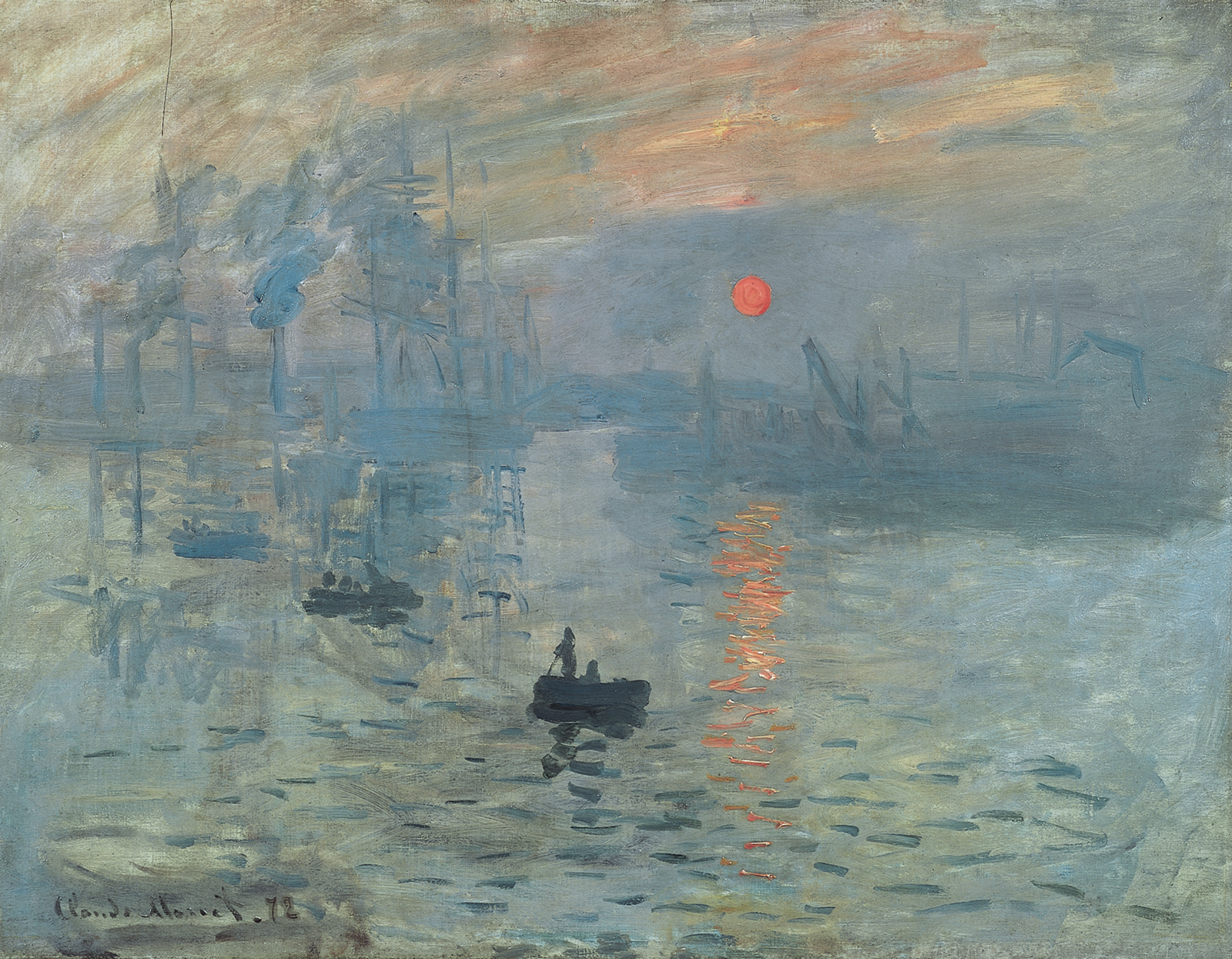
Claude Monet, Impression, soleil levant, 1872, huile sur toile,, Paris, musée Marmottan Monet. La toile donnera son nom à l'impressionnisme.

L'impressionnisme est un mouvement pictural français né pendant la deuxième moitié du XIXe siècle. Les grandes batailles du passé ou les scènes de la Bible, qui étaient jusque-là les sujets de prédilection des peintres, laissent leur place à des sujets de la vie quotidienne librement interprétés selon une vision personnelle. Les couleurs vives et les jeux de lumière gagnent de l'importance aux yeux des peintres de ce mouvement qui se veulent aussi réalistes. Ils s'intéressent à l'étude du plein air et font de la lumière l'élément essentiel de leurs peintures.
L'impressionnisme incarné par Monet, Manet, Renoir, Degas (plutôt connu pour ses cadrages et perspectives) est un point de départ pour le néo-impressionnisme de Seurat et Signac, maîtres du pointillisme, pour Gauguin et son école de Pont-Aven, pour Bernard et son cloisonnisme, pour Toulouse-Lautrec, Van Gogh ainsi que pour de nombreux « postimpressionnistes », en France et à l'étranger. La série des vergers de Van Gogh, par exemple, montre une version variée d'impressionnisme avec toutes ses caractéristiques, c'est-à-dire la recherche de la lumière et de la couleur à travers les motifs de la nature. Ces peintres favorisent le travail à l'extérieur. Ils excluent le plus possible les gris et les noirs. Ils abandonnent le point de vue frontal et l'illusion de la profondeur. L'« impressionnisme » de Van Gogh se traduit par l'utilisation des effets de la lumière, les reflets qui expriment l'intensité lumineuse du moment. Chez lui, les couleurs sont perçues dans leurs contrastes de complémentaires, par exemple, le vert et le rouge créent une image « complète ». Quelques peintures de Van Gogh sont placées à l'exposition des indépendants avec celles des autres impressionnistes. L'artiste tient à ce que les tableaux de ces derniers soient connus aussi en Hollande et il est persuadé que leur valeur finira par être reconnue.

#### Postimpressionnisme
Pour un article plus général, voir Postimpressionnisme.

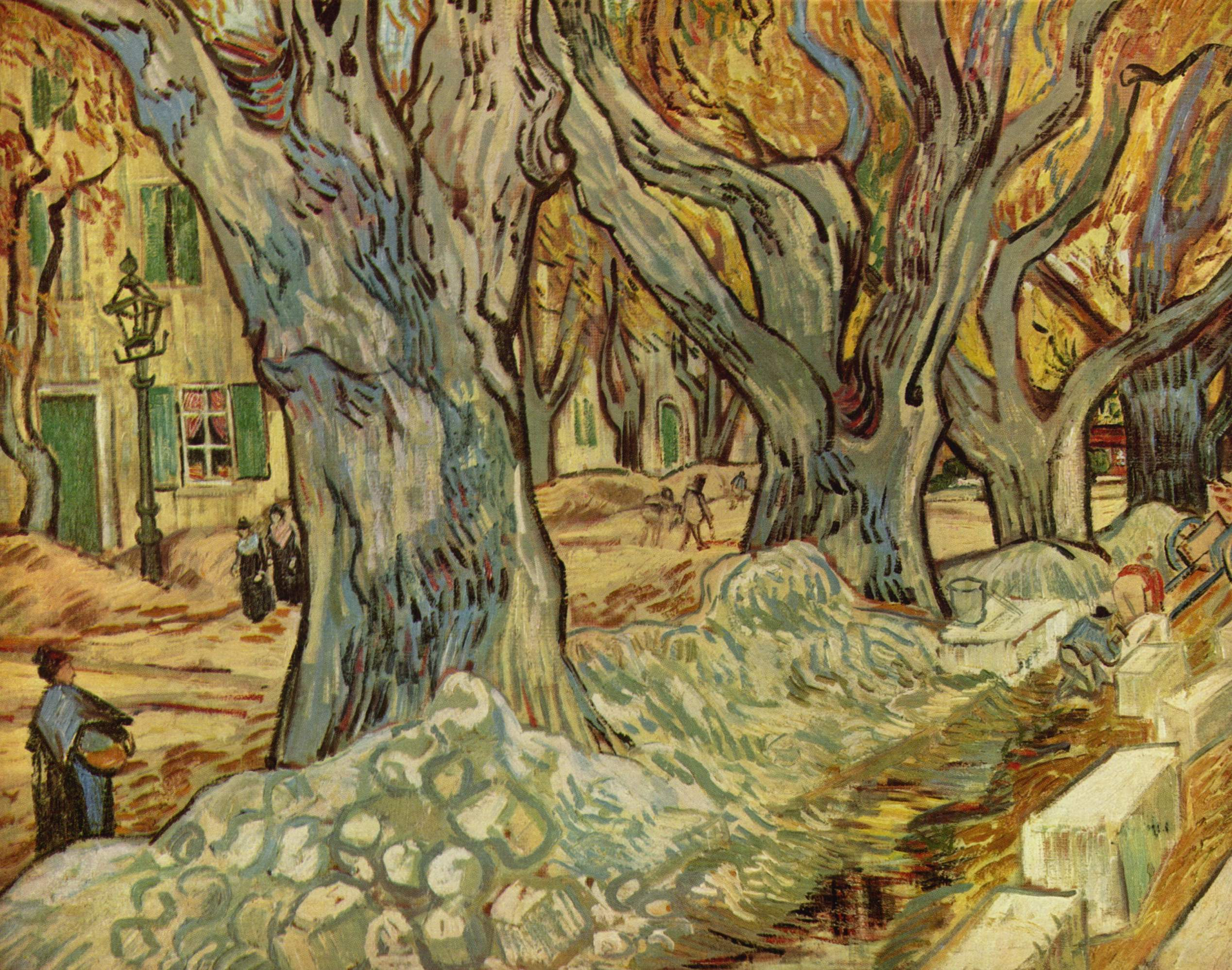
Les Paveurs (« Les Grands Platanes »), 1889, huile sur toile,, Washington, The Phillips Collection (F658/JH1861).

Les jeunes peintres des années 1880 se trouvent face à l'impressionnisme qui marque leur époque. Ils réagissent de différentes façons. Jusqu'à la fin du siècle, différentes tendances novatrices coexistent. Le postimpressionnisme est l'ensemble de ces courants artistiques comme le néo-impressionnisme, le symbolisme, le mouvement nabi, etc. Dans l'histoire de l'art, le postimpressionnisme désigne donc une brève époque. Il regroupe entre autres Paul Cézanne, Vincent van Gogh, Paul Gauguin, Henri de Toulouse-Lautrec ou Georges Seurat, qui avaient pour ambition de révolutionner la peinture. Le principal point commun de ces peintres est qu'ils refusaient le naturalisme. Van Gogh admire la volonté de dépasser la représentation de la réalité, comme il écrit à son frère à propos de Cézanne, : « … il faut sentir l'ensemble d'une contrée… » Ils cherchaient à transmettre davantage à leur peinture.
À travers ses tableaux, Van Gogh rêve d'exprimer plus qu'une image : ses sentiments. À Auvers-sur-Oise, il écrit à son frère Theo et à sa belle-sœur, : « … et je ne me suis pas gêné pour chercher à exprimer de la tristesse, de la solitude extrême. […] Je croirais presque que ces toiles vous diront ce que je ne sais dire en paroles, ce que je vois de sain et de fortifiant dans la campagne. »

#### Expressionnisme
Pour un article plus général, voir Expressionnisme.

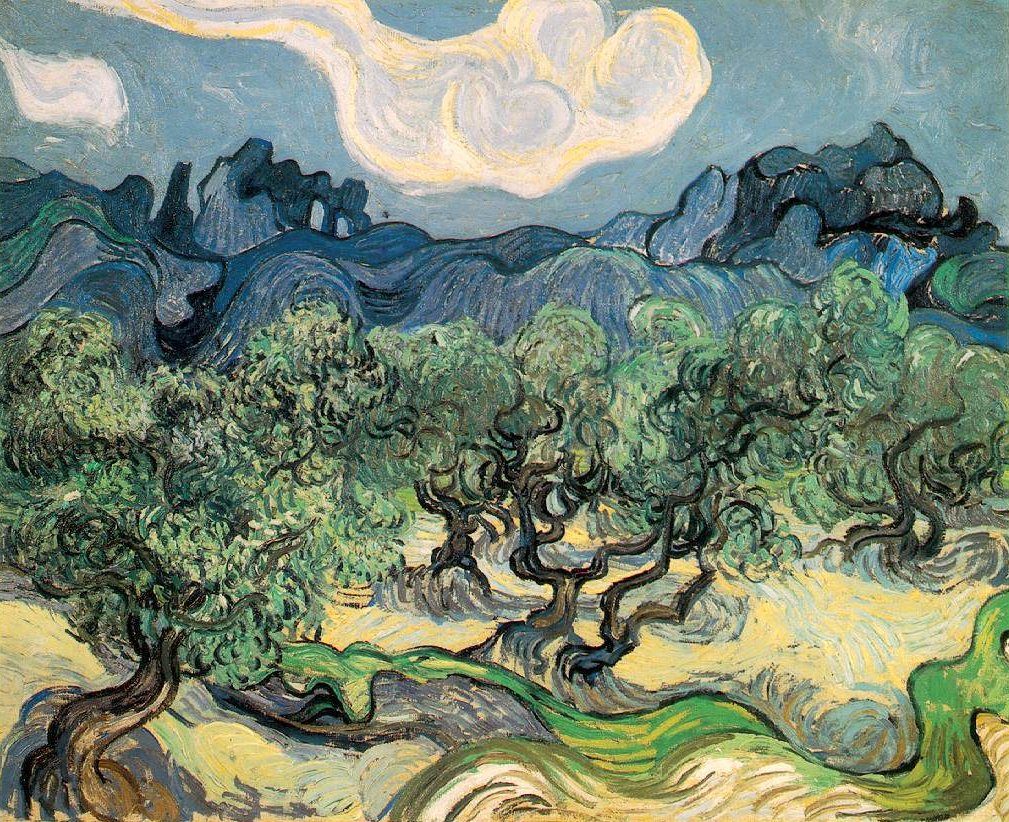
Oliviers avec les Alpilles à l'arrière-plan, 1889, huile sur toile,, New York, Museum of Modern Art (F712/JH1740).

Les prémices de l'expressionnisme apparaissent dans les deux dernières décennies du XIXe siècle, avec pour précurseurs Van Gogh à partir de la fin 1887, ainsi que Edvard Munch (notamment Le Cri), et James Ensor. Cependant, la dénomination « expressionnisme » a été utilisée pour la première fois par le critique d'art Wilhelm Worringer en août 1911. Van Gogh accentue ce mouvement après son arrivée à Arles en 1888, où le choc de la lumière méridionale le pousse à la conquête de la couleur : La Nuit étoilée ou les Oliviers. Par la dramatisation des scènes, la simplification, voire la caricature, qui caractérisent son œuvre des débuts à la fin, il annonce l'expressionnisme, où les peintres exposent sans pudeur la misère physique et morale.
Les expressionnistes comme Ernst Ludwig Kirchner, Erich Heckel et Oskar Kokoschka s'inspirent de la technique de Van Gogh, le coup de pinceau brutal laisse des traces empâtées et granuleuses. Selon Octave Mirbeau, un des tout premiers admirateurs de van Gogh, « ces formes se multiplient, s'échevèlent, se tordent, et jusque dans la folie admirable de ces ciels […], jusque dans les surgissements de ces fantastiques fleurs […] semblables à des oiseaux déments, Van Gogh garde toujours ses admirables qualités de peintre ».
De même, Van Gogh s'autorise toute liberté de modifier les couleurs naturelles pour favoriser l'expression de ces sujets. « Je voudrais faire le portrait d'un ami artiste qui rêve de grands rêves. […] Pour le finir, je vais maintenant être coloriste arbitraire. J'exagère le blond de la chevelure, J'arrive aux tons orange, aux chromes, au citron pâle. Derrière la tête, au lieu de peindre le mur banal du mesquin appartement, je fais un fond simple, du bleu le plus riche, […] la tête blonde éclairée sur ce fond bleu riche obtient un effet mystérieux, comme l'étoile dans l'azur profond. »

#### Fauvisme
Pour un article plus général, voir fauvisme.

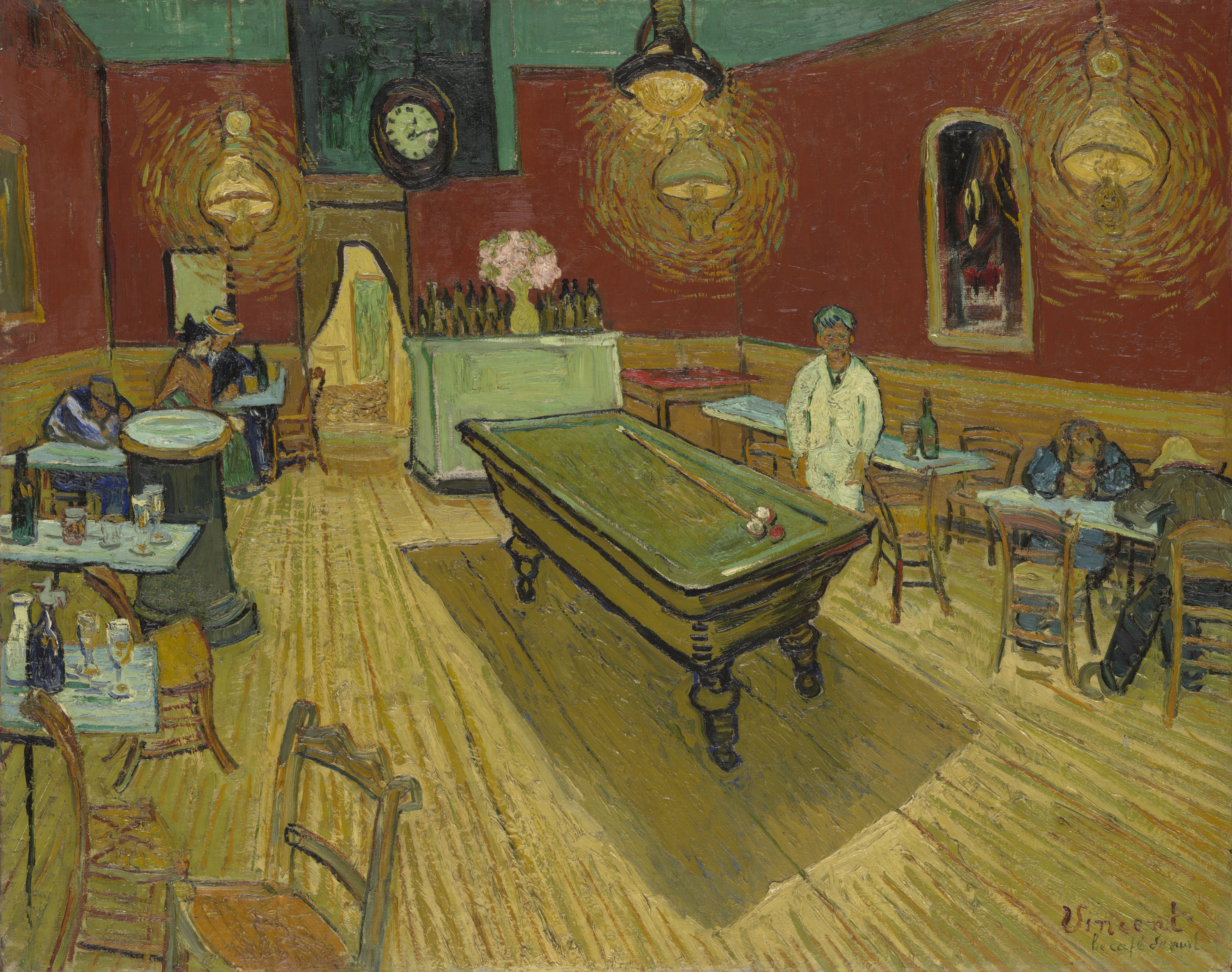
Le Café de nuit, 1888, huile sur toile,, New Haven, Yale University Art Gallery (F463/JH1575).

Le fauvisme est un mouvement pictural français qui s'affirme notamment entre 1905 et 1907. Les peintres désirent séparer la couleur et l'objet, donnant la priorité à l'expression des couleurs. Van Gogh en est un des précurseurs. Il a une influence sur les peintres fauves, en montrant une palette de couleurs remarquable, notamment dans sa période arlésienne. Durant cette période, Van Gogh n'hésite plus à employer des couleurs vives et des juxtapositions de tons non conventionnelles avec, en particulier, l'usage des teintes complémentaires. Par cette utilisation de couleurs flamboyantes, Van Gogh est l'une des sources d'inspiration de plusieurs peintres fauves, tels que Vlaminck ou Derain. Ainsi, dans les œuvres fauves, on retrouve les mêmes dispositions de couleurs que chez Van Gogh. Par exemple, dans la Partie de campagne ou La Seine à Chatou de Vlaminck, la proximité du rouge et du vert s'accentue comme dans le tableau Le Café de nuit de Van Gogh.

#### Symbolisme
Pour un article plus général, voir Symbolisme (art).

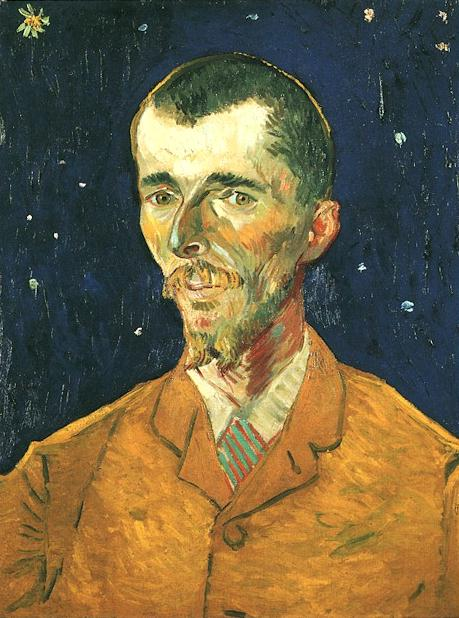
Portrait d'Eugène Boch (« Le Poète »), 1888, huile sur toile,, Paris, musée d'Orsay (F462/JH1574).

Le symbolisme est un mouvement artistique qui s'exprime entre 1886 et 1900 dans plusieurs domaines. Gustave Moreau, Eugène Carrière, Edward Burne-Jones et Martiros Sergueïevitch Sarian sont parmi les peintres influençant ce mouvement. Le symbolisme est une réaction au naturalisme. Il s'agit de « vêtir l'idée d'une forme sensible ». Les symbolistes ne peignent pas fidèlement l'objet, contrairement aux naturalistes, mais recherchent une impression, une sensation, qui évoque un monde idéal ; ils privilégient l'expression des états d'âme. Les symboles permettent d'atteindre la « réalité supérieure » de la sensibilité.
Dans une de ses lettres, Van Gogh exprime ce qu'il pense du symbolisme, : « … toute réalité est en même temps symbole. » Il mentionne également les artistes Millet et Lhermitte en relation avec le symbolisme. Ceci indique son approche positive pour le symbolisme et éclaircit ses propres intentions et inspirations. Il est dévoué à la réalité, pas à une réalité comme dans les photographies, mais à une réalité symbolique.
Le symbolisme recherchait dans le pouvoir du verbe « l'essence de la poésie c'est-à-dire la poésie pure, celle qui dira comment sont faits l'esprit et le monde en lui révélant la structure idéale de l'univers. […] le Symbolisme invite la poésie à rejoindre la mystique ». La quête de Van Gogh est identique, comme il l'écrit à son frère Theo, : « Et dans un tableau je voudrais dire quelque chose de consolant comme une musique. Je voudrais peindre des hommes ou des femmes avec ce je ne sais quoi d'éternel dont autrefois le nimbe était le symbole et que nous cherchons par le rayonnement même, par la vibration de nos colorations. » Van Gogh emprunte et prépare ainsi les sentiers de la peinture moderne, de l'impressionnisme à l'expressionnisme.

#### Figuration contemporaine
En 1986, l'exposition Il y a cent ans Van Gogh arrivait à Paris, au Trianon du parc de Bagatelle, réunissait des artistes de la Nouvelle figuration et de la Figuration narrative (Frédéric Brandon, Gérard Le Cloarec, Michel Four, Gérard Guyomard, Christian Renonciat, Jack Vanarsky...), l'intention énoncée par Jean-Luc Chalumeau étant d'éclairer l'influence de Vincent van Gogh sur la figuration contemporaine.

### Récentes découvertes ou réapparitions sur le marché de l'art
Daté de 1887, peint pendant les deux courtes années que Vincent van Gogh passa à Paris, cette Scène de rue à Montmartre représente le Moulin à poivre, l'un des moulins de la Galette, derrière des palissades, sur fond de ciel d'hiver bleu-gris, avec au premier plan un couple qui se promène et deux enfants qui jouent. Ce tableau était resté dans la même famille depuis le début du XXe siècle. Il a été vendu lors d'une vente publique mouvementée chez Sotheby's à Paris le 26 mars 2021, et a atteint la somme de 11,25 millions d'euros hors frais (soit 13 091 250 euros au total),,, ce qui constitue un record en France pour un tableau de Van Gogh vendu aux enchères.

## Dessins
On connaît environ un millier de feuilles de l'artiste. Les techniques utilisées sont le crayon, la plume, l'encre, la craie, parfois mis en couleur à l'aquarelle. À partir de 1888, il emploie préférentiellement la plume de roseau (calame). Plusieurs de ses lettres comportent des croquis, reprenant certains tableaux.

Dessins de Vincent van Gogh
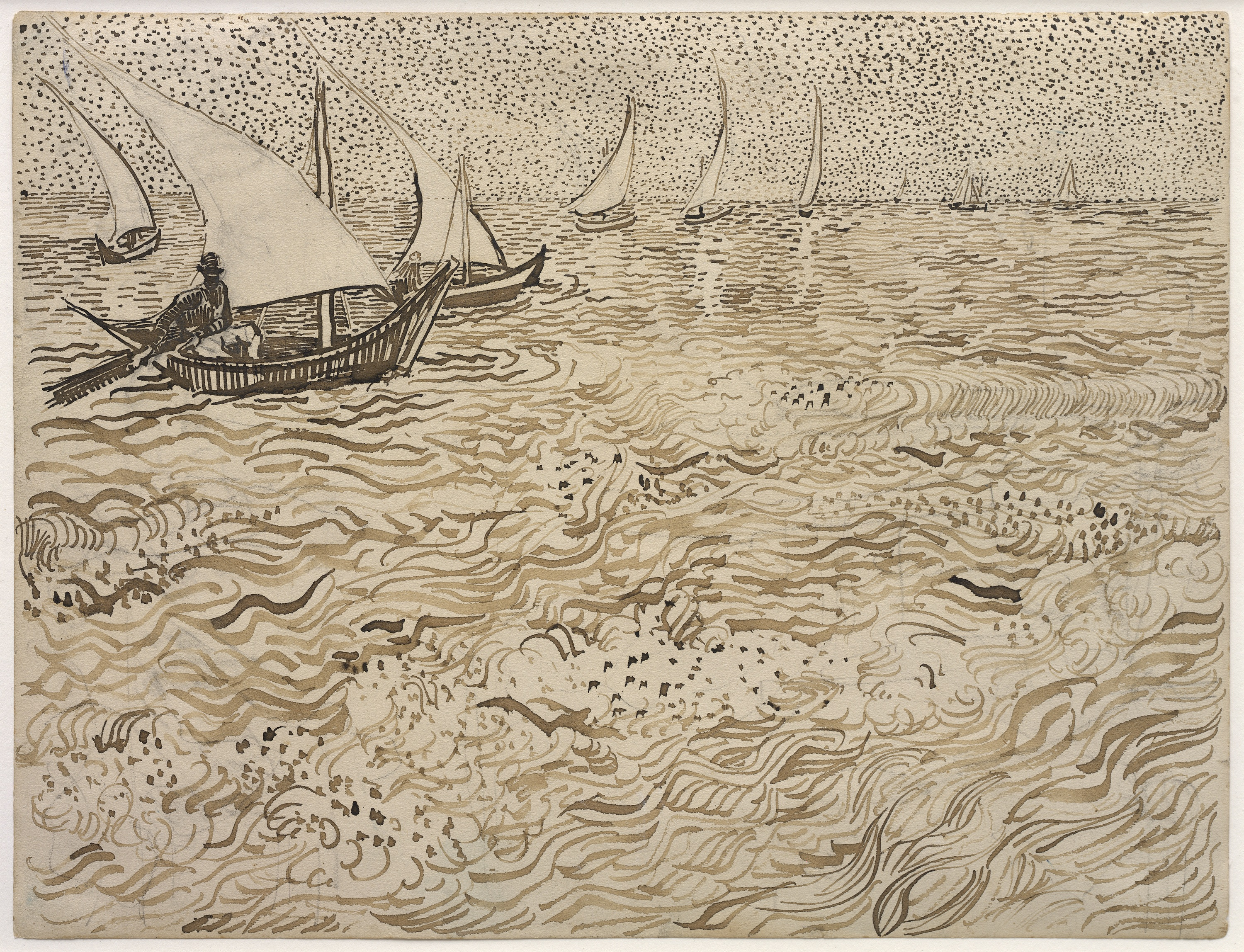
Bateaux aux Saintes-Maries-de-la-Mer, 1888, crayon rouge et encre au graphite sur papier tissé, 24,3 × 31,9 cm, New York, musée Solomon R. Guggenheim.
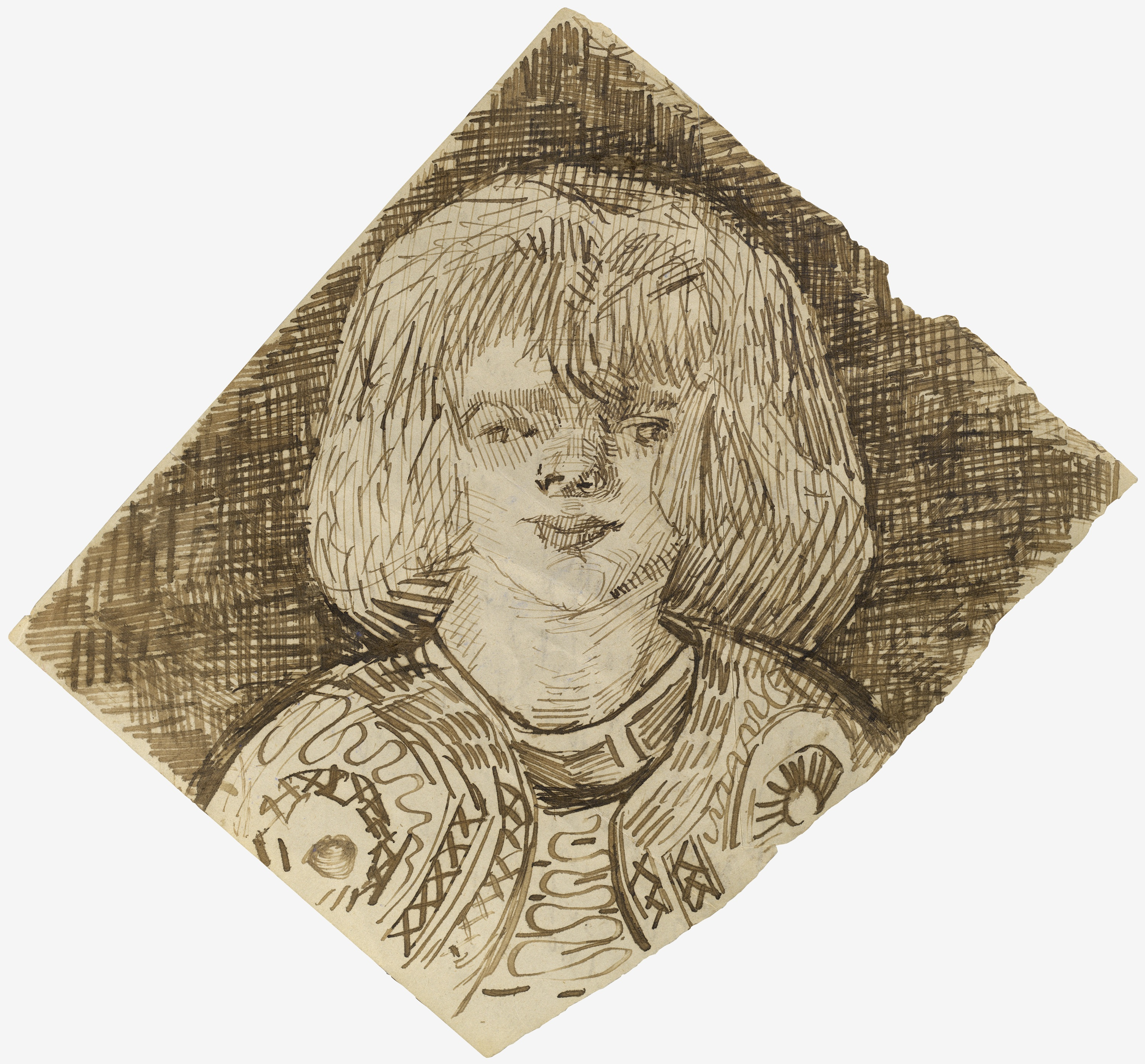
Head of a Girl, 1888, crayon rouge et encre sur papier tissé, 18 × 19,5 cm, New York, musée Solomon R. Guggenheim.
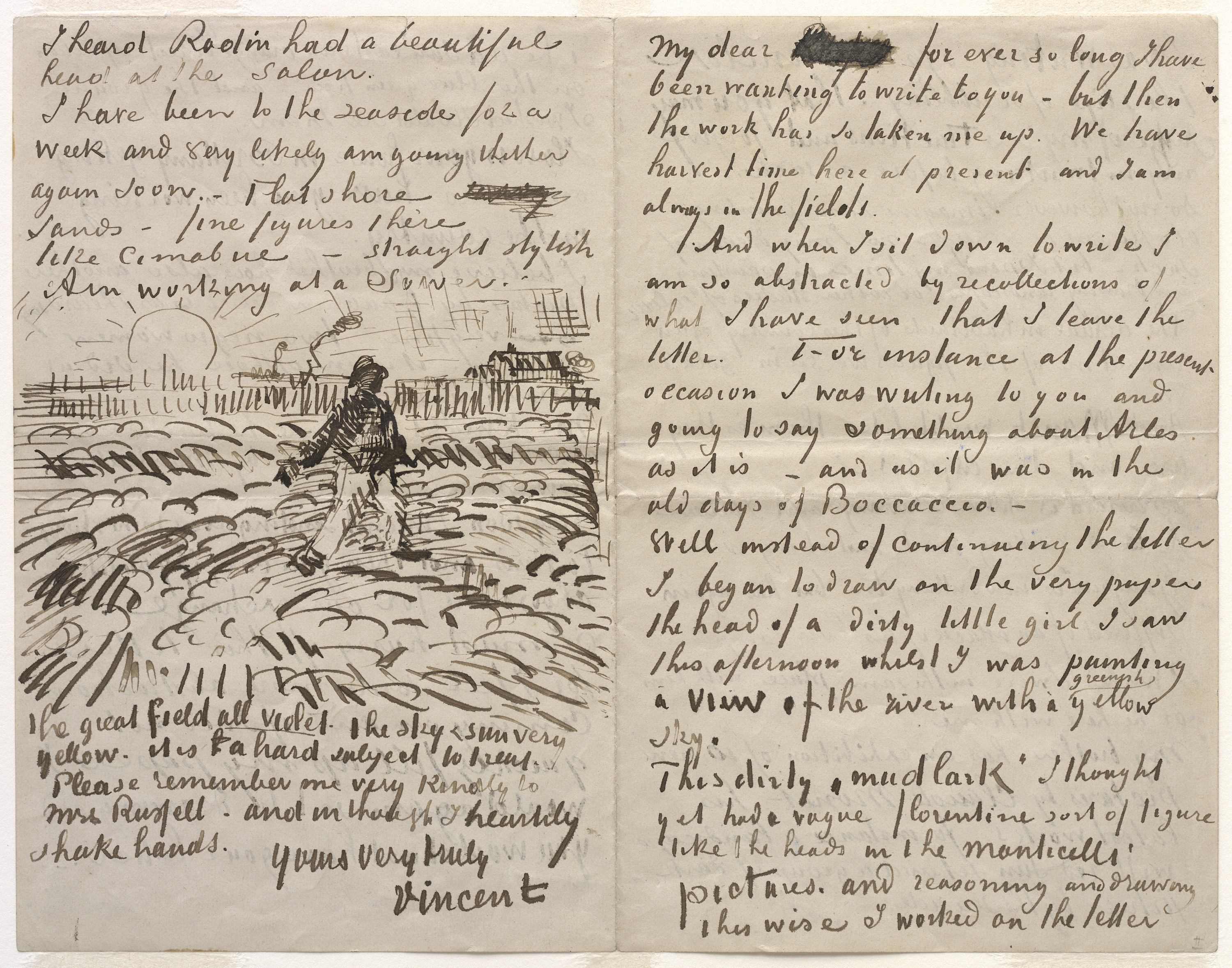
Lettre à John Peter Russell, 1888, crayon rouge et encre sur papier tissé, 20,3 × 26,3 cm, New York, musée Solomon R. Guggenheim.

### Un carnet dont l’authenticité n'est pas confirmée
Le 17 novembre 2016, le fac-similé d'un carnet contenant 65 dessins qui auraient été réalisés entre février 1888 et mai 1890 est publié par Bogomila Welsh-Ovcharov, commissaire de deux expositions du peintre. Un autre spécialiste de l'artiste, Ronald Pickvance, appuie la thèse de l’authenticité de la découverte.
Le musée Van Gogh d'Amsterdam, par la voix de son conservateur en chef Louis Van Tilborgh, considère ce corpus comme une imitation postérieure aux années 1970. Les experts ont conclu après examen des dessins et comparaison avec la collection que le musée possède, que ceux-ci contiennent des erreurs topographiques, et que l'encre utilisée, de couleur brunâtre, n'a jamais été utilisée par Van Gogh dans ses dessins.

## Œuvres
- Vincent van Gogh (trad. Maurice Beerblock et Louis Roëdlandt (nl), préf. Georges Charensol), Correspondance complète enrichie de tous les dessins originaux, Paris, Éditions Gallimard & Grasset, 1960, 563 + 531 + 580, 3 vol. in quarto.
- Vincent van Gogh (trad. Louis Roëdlandt (nl)), Lettres à son frère Théo, Paris, Éditions Gallimard, coll. « L'imaginaire », 1988, 566 p. (ISBN 978-2070714483).
- Vincent van Gogh (trad. Louis Roëlandt (nl)), Lettres à Van Rappard, Paris, Éditions Grasset et Fasquelle, coll. « Les Cahiers rouges », 1950 (réimpr. 1991, 2009), 242 p. (ISBN 978-2246049340).

## Postérité

### Reconnaissance
La veuve de Théo, Johanna Bonger, détient le rôle principal dans le processus de la valorisation de l'œuvre de Van Gogh. L'héritage de ce dernier lui est confié en 1891, après le décès de son époux. Cependant, il ne faut pas oublier que Van Gogh était connu et apprécié de son vivant. Il est connu que Van Gogh a vendu une toile, mais rien ne prouve qu'il n'en ait pas vendu d'autres. D'ailleurs, il confie cette charge à son frère, marchand d'art reconnu de l'époque et il échange plusieurs tableaux avec ses amis. Théo, qui n'a survécu que peu de temps à Vincent, organise une exposition de ses toiles dans son appartement, annoncée dans le Mercure de France en septembre 1890. Par la suite, Johanna réussit à transformer cette collection d'art méconnue en une collection de grande valeur.

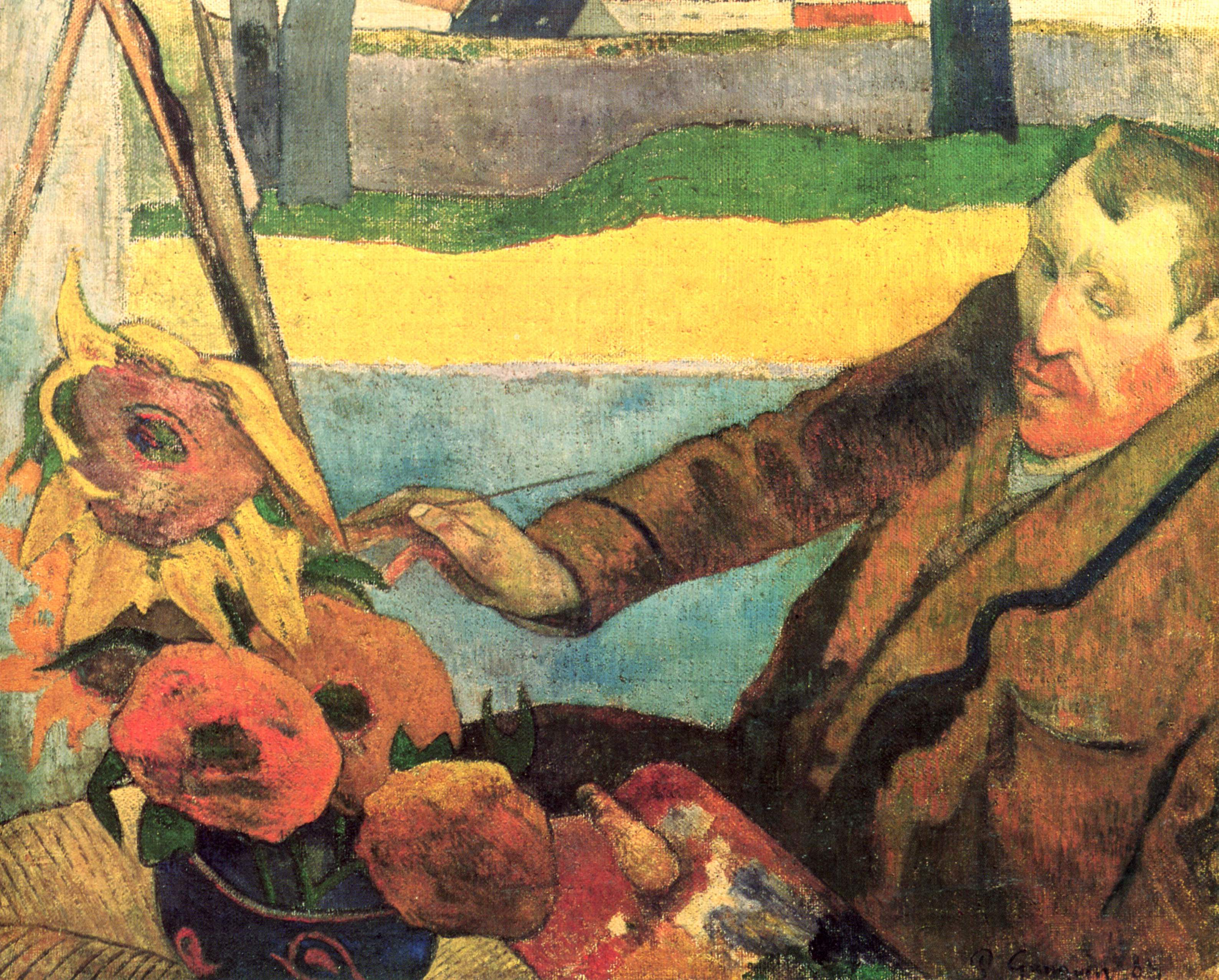
Paul Gauguin, Vincent van Gogh peignant les tournesols, 1888, Amsterdam, musée Van Gogh, Fondation Vincent van Gogh.

Pour surmonter ces moments difficiles, Johanna déménage en Hollande où elle retrouve le soutien de sa famille. Dès février 1891, elle fait venir chez elle une grande partie des tableaux restants de Van Gogh depuis Paris. Elle fait assurer les 200 tableaux et les dessins pour une valeur de 2 600 florins. Elle commence ainsi à montrer et à placer des tableaux aux Pays-Bas, puis à lire et à classer les lettres de Vincent. Elle récupère aussi les lettres qu'Albert Aurier possédait. En effet, Theo lui avait envoyé quelques lettres afin d'en faire publier des extraits. Cette même année, Émile Bernard publie dans le Mercure de France les lettres que Vincent lui a envoyées. En 1914, Johanna parvient à publier les lettres de Van Gogh après avoir rédigé une introduction.
D'un autre côté, à Paris, le père Tanguy vend 13 peintures et un dessin. C'est le début d'un succès commercial qui se prolongera jusqu'à nos jours. À la fin du XIXe siècle, afin de faire connaître Van Gogh, Johanna organise des expositions : une à La Haye, une à Rotterdam, trois à Amsterdam et une nouvelle à La Haye. Au début du XXe siècle, une vingtaine d'expositions honorent déjà l'œuvre de Van Gogh aux Pays-Bas. À Paris, le Salon des indépendants de 1901 a également un impact important sur la reconnaissance de Van Gogh grâce aux demandes provenant de nouveaux collectionneurs, comme Ivan Morozov et Sergueï Chtchoukine, et les travaux entrepris par la critique Jacob Baart de la Faille, tel son catalogue raisonné publié en 1928. L'un des premiers acheteurs de toiles de van Gogh est Edgar Degas.
Les contacts que Johanna tisse avec des personnes influentes de son époque l'aident à s'imposer et à mieux faire connaître son beau-frère. Paul Cassirer est le premier à exposer et à vendre les œuvres de Van Gogh. Il en vend au moins 55, entre 1902 et 1911, d'une valeur totale de 50 000 florins. Ambroise Vollard organise aussi deux expositions dans sa galerie en 1895 et en 1896. Julien Leclercq rassemble 65 tableaux et 6 dessins pour une exposition en 1901 à la galerie Bernheim-Jeune. La valeur des œuvres de Van Gogh commence à augmenter considérablement. Johanna Bonger arrive à placer plus de 70 tableaux et une trentaine de dessins au Stedelijk Museum Amsterdam. En même temps, elle reçoit les amateurs chez elle pour leur montrer les tableaux qu'elle possède. L'énergie mise pour la reconnaissance de ces œuvres est finalement récompensée par une grande valeur marchande. La reconnaissance du travail effectué par Van Gogh se concrétise par l'acquisition d'une nature morte de tournesols, en 1924, par la National Gallery de Londres, au prix de 15 000 florins. La femme de Theo est la principale ambassadrice de ce phénomène jusqu'à sa mort en 1925. À partir de cette date, la valeur de ses œuvres ne cesse d'augmenter. Par exemple en 1930, l'exposition du Museum of Modern Art de New York reçoit 120 000 personnes.
En Allemagne, entre 1927 et 1931, Otto Wacker a vendu plusieurs dizaines de faux tableaux de Van Gogh, au moment où le peintre commençait d'être connu.

### Renommée
Les réflexions sur Van Gogh divergent selon le point de vue choisi. Par exemple, Salvador Dalí s'exprime ainsi en 1972 sur ce peintre qu'il n'aime pas : « Van Gogh est la honte de la peinture française et de la peinture universelle… » Pour certains, sa vie, digne d’un héros romantique, en fait un mythe, celui du peintre incompris ou de l'artiste maudit. Il est pauvre, dépressif, asocial, au tempérament de feu, etc. Pour d'autres, Van Gogh est un artiste complexe, intelligent et cultivé. Sa peinture est le « fruit d'un travail long, méticuleux, acharné et référencé ». Quel que soit le point de vue choisi, Van Gogh est un peintre reconnu et admiré. Dans sa dernière lettre, trouvée dans sa poche le jour de son suicide, il écrit, : « Eh bien vraiment nous ne pouvons faire parler que nos tableaux. »
Pour les historiens de l’art, Van Gogh est un précurseur qui a ouvert à la peinture de nouvelles voies. Par exemple, Derain et Vlaminck sont directement rattachés à l'art de Van Gogh, « par l'emploi de couleurs pures en larges touches ». Pour les amateurs d'art, il reste un maître à l’égal de Léonard de Vinci ou de Rembrandt avec une production très importante et une trajectoire artistique fulgurante en durée et par ses styles. Pour le grand public, son œuvre est aujourd'hui accessible dans les plus grands musées.

## Dans les arts et la culture populaire

### Filmographie

#### Cinéma
- 1956 : La Vie passionnée de Vincent van Gogh de Vincente Minnelli, avec Kirk Douglas
- 1990 : 
  - Vincent et Théo de Robert Altman, avec Tim Roth
  - Rêves d'Akira Kurosawa, série de huit courts-métrages dont Les Corbeaux avec Martin Scorsese
  - Vincent et moi de Michael Rubbo, avec Tchéky Karyo
- 1991 : Van Gogh de Maurice Pialat, avec Jacques Dutronc
- 2003 : Gauguin de Mario Andreacchio, avec Peter Varga
- 2009 : Moi, Van Gogh de François Bertrand, documentaire avec la voix de Jacques Gamblin
- 2013 : Sunflower Seed de Pascal Adant, Vincent van Gogh au Borinage, avec Gaëtan Wenders
- 2015 : Le Choix de peindre, docufiction d'Henri de Gerlache, dans le cadre de Mons 2015. Vincent van Gogh y est interprété par Tom Barman[109]
- 2017 : La Passion Van Gogh, de Dorota Kobiela et Hugh Welchman
- 2018 : At Eternity's Gate de Julian Schnabel
- 2022 : Van Gogh In Love de Jean-Luc Ayach, avec Frédéric Diefenthal et Steve Driesen dans le rôle de Van Gogh

#### Télévision

##### Série
- 2002 : Dans Clone High, il est doublé par Andy Dick et Will Forte
- 2010 : 
  - Van Gogh: Painted with words d'Andrew Hutton, avec Benedict Cumberbatch
  - Doctor Who épisode Vincent et le Docteur, interprété par Tony Curran
- 2021 : L'Art du crime - S4E1 Le testament de Van Gogh, interprété par Vincent Londez (diffusé le 7 mai 2021 sur France 2)

##### Documentaire
- 1948 : Van Gogh d'Alain Resnais
- 1987 : Vincent - La vie et la mort de Vincent Van Gogh de Paul Cox
- 2015 : Vincent Van Gogh: une nouvelle façon de voir de David Bickerstaff et Phil Grabsky
- 2016 : Copyright Van Gogh (China's Van Goghs), documentaire de Yu Haibo et Yu Tianqi Kiki
- 2018 : Van Gogh: Champs de blé et ciels voilés de Giovanni Piscaglia
- 2019 :
  - Van Gogh et le Japon de David Bickerstaff
  - Loving Vincent : The Impossible Dream de Miki Wecel
- 2021 : 
  - Les géants de l'art épisode Vincent van Gogh de Johannes Von Kalckreuth et Christian Stiefenhofer
  - Les Tournesols de David Bickerstaff
- 2022 : Cold Case épisode L'étrange mort de Vincent Van Gogh de Kai Christiansen et Birgit Tanner

### Littérature

#### Bande dessinée
- Hozumi, Les deux Van Gogh, Grenoble, Glénat, coll. « Seinen manga », 2015, 384 p. (ISBN 978-2-344-00568-2).
- Manu Larcenet, La Ligne de front : une aventure rocambolesque de Vincent van Gogh, Paris, Dargaud, coll. « Poisson pilote », 2004, 48 p. (ISBN 2-205-05466-X).
- Dick Matena, Gauguin et Van Gogh, Bruxelles, Le Lombard, coll. « Histoires et légendes », 1990, 56 p. (ISBN 2-8036-0821-9).
- Gradimir Smudja, tome 1 : Vincent et Van Gogh, Delcourt, 2003  (ISBN 978-2840559986) ; tome 2 : Trois Lunes, Delcourt, 2010  (ISBN 978-2756020303).
- Melanyn, Christophe Pelinq, Vincent, Chimère(s) 1887, Grenoble, Glénat, 2011-2018, 6 tomes (série complète),  (ISBN 978-2-344-01647-3)
- ZEZELJ Danijel, Van Gogh : Fragments d’une vie en peinture, Glénat, 2020. 152p.

#### Poème
- 2019 : Van Gogh caché de Régis Moulu, recueil de 93 poèmes avec 9 illustrations choisies où l'écrivain utilise l'énergie qui transpire de ses peintures afin de « ressusciter son âme », édition Unicité[110]
- 2023 : Stéphane Lambert, Vincent Van Gogh, l'éternel sous l'éphémère, Arléa.

### Musique
- Pierre Bachelet, Théo je t'écris (1989)
- Jean Ferrat. L'homme à l'oreille coupée, chanson de l'album La fête aux copains. Paroles de Claude Delécluse et Michelle Senlis. Musique et interprétation de Jean Ferrat (1962)
- Léo Ferré, La Folie , chanson du disque Amour Anarchie (1970).
- Don McLean, Vincent, chanson du disque American Pie (1971)
- Grigori Frid, Lettres de Van Gogh, mono-opéra en deux parties pour baryton, clarinette, percussion, piano, cordes, op. 69 (1975)
- Bertold Hummel, 8 fragments de lettres de Van Gogh pour baryton et quatuor à cordes, op. 84 (1985), 8 fragments de lettres de Van Gogh (de)
- Einojuhani Rautavaara, Vincent, opéra en trois actes (1986-1987)
- Michèle Reverdy, Vincent, ou la Haute Note jaune, composé en 1984-1989, créé en 1990 : Notice de l'œuvre sur le site de l'auteur, avec enregistrement, Notice de la partition à la Bibliothèque nationale de France
- Einojuhani Rautavaara, symphonie no 6, Vincentiana (1992) : I. Tähtiyö (Starry Night) ; II. Varikset (The Crows) ; III. Saint-Rémy ; IV. Apotheosis
- Gloria Coates, Symphony no 9 (The Quinces Quandary), Homage to Van Gogh (1992-1993)
- Abel Ehrlich, Portrait of Vincent van Gogh at the Age of 27, pour violon et quatuor à cordes (2003)
- Henri Dutilleux, Timbres, espace, mouvement pour orchestre (1978), sous-titré La Nuit étoilée
- Henri Dutilleux, Correspondances pour soprano et orchestre (2002-2004) : I. Danse cosmique (P. Mukherjee) ; II. À Slava et Galina… (A. Solschenizyn) ; III. Gong (R. M. Rilke) ; IV. Gong II (R. M. Rilke) ; V. De Vincent à Théo… (V. Van Gogh)
- Fré Focke (de), Tombeau de Vincent van Gogh, 20 pièces pour piano seul (1951)
- Jan van Vlijmen (nl), Un malheureux vêtu de noir, opéra en trois actes (1990)
- Valéry Aubertin, Livre ouvert, op. 6 pour orgue, 15 pièces de tailles diverses (IX : Vincent van Gogh, Les Fresques, Lamento, poème symphonique)
- Marinus de Jong (nl), Schilderijen uit een tentoonstelling van Van Gogh, op. 58, nos 1-3, pour piano seul (1950)
- Malcolm Williamson, The Bridge Van Gogh painted and the French Camargue, pour piano seul (1974)
- Rainer Kunad (de), Vincent, opéra (1975-1976)
- Michel Sardou : Vincent, Le Successeur (1988)
- Michael Gordon, Van Gogh Video Opera (1991), opéra live avec vidéo
- Jean Ferrat. Les tournesols, chanson de l'album Ferrat 91 (1991)
- Jonathan Richman, Vincent Van Gogh, Not So Much To Be Love As To Love (2004)
- Régis Campo, Starry Night pour piano et dédié au pianiste turc Fazıl Say[111] (2022)